# Abbaye Notre-Dame de Fontevraud
L'abbaye royale Notre-Dame de Fontevraud (parfois Fontevraut) est une ancienne abbaye d'inspiration bénédictine, siège de l'ordre de Fontevraud, fondée en 1101 par Robert d'Arbrissel et située à Fontevraud, près de Saumur en Anjou (actuel Maine-et-Loire). Site de 13 ha établi à la frontière angevine du Poitou et de la Touraine, elle est l'une des plus grandes cités monastiques d'Europe.
Initialement monastère mixte, accueillant femmes et hommes au sein des mêmes bâtiments, puis agrandi en monastère double dans l'esprit de la réforme grégorienne, l'abbaye de Fontevraud va s'attirer la protection des comtes d'Anjou puis de la dynastie des Plantagenêts qui en feront leur nécropole. Après un déclin à partir du XIIIe siècle, l'abbaye est dirigée pendant presque deux siècles par des abbesses issues de la famille royale des Bourbons. La Révolution française porte un coup d'arrêt définitif à l'établissement religieux qui se transforme en établissement pénitentiaire jusqu'en 1963. Les différentes rénovations des édifices débutent dès le XIXe siècle après le classement de l'abbaye au titre des monuments historiques en 1840, liste établie par Prosper Mérimée et se poursuivent jusqu'à nos jours. En 2000, l'abbaye de Fontevraud est inscrite au patrimoine mondial de l'Unesco avec l'ensemble du site culturel du Val de Loire.
L'ensemble monastique se compose aujourd'hui des deux monastères encore subsistants sur les quatre d'origine. Le plus important est le monastère du Grand-Moûtier, ouvert au public, qui héberge l'église abbatiale, la cuisine romane et la chapelle Saint-Benoît du XIIe siècle, ainsi que le cloître, les bâtiments conventuels, dont la salle capitulaire, et les infirmeries du XVIe siècle. Certains des bâtiments hébergent aujourd'hui des salles de séminaire. Le prieuré Saint-Lazare, dont l'église date du XIIe siècle, a été transformé en résidence hôtelière.

## Géographie

### Localisation
L'abbaye est située dans l'ancienne province d'Anjou, sur la commune de Fontevraud-l'Abbaye, en Maine-et-Loire. Elle se situe à environ 15 km au sud-est de Saumur, 55 km au sud-est d'Angers, et 53 km au sud-ouest de Tours. Elle se trouve également à environ 3 km au sud de la Loire.
Le site s'étend dans une vallée, au confluent de trois rus dont le principal s'appelle l'Arceau qui se jette en aval directement dans la Loire. L'abbaye se situe au sud de l'autoroute A85. Les sorties les plus proches sont la  3 Vivy en Maine-et-Loire et  5 Bourgueil en Indre-et-Loire. L'accès par la sortie  3 Vivy se fait via Saumur par la D 347 au sud, puis la D 947 vers l'est qui longe la Loire jusqu'à Montsoreau et continue au sud vers Fontevraud-l'Abbaye. L'accès par la sortie  5 Bourgueil se fait via la D749 qui passe la Loire au sud grâce au pont de Chouzé-sur-Loire, puis par la D 7 qui longe le fleuve, traverse la Vienne en confluence de la Loire et rejoint Fontevraud-l'Abbaye au sud-ouest.

### Organisation spatiale
L'enceinte de Fontevraud a compté jusqu'à quatre monastères. Seuls deux subsistent actuellement : le Grand-Moûtier et le prieuré Saint-Lazare. Le couvent de La Madeleine a été sérieusement endommagé et remanié à l'époque moderne, et Saint-Jean-de-l'Habit a été totalement détruit.

Plan de l'abbaye de Fontevraud dans son état actuel.

Dans la reproduction du tableau ci-dessous le grand Moutier se repère facilement grâce au clocher de l'abbatiale qui émerge assez nettement des toitures. À l'extrême gauche de l'image et un peu à l'écart du reste de l'ensemble abbatial, le prieuré Saint Jean de l'Habit. Revenant au centré et en bas de l'illustration, on y situera sans difficulté le prieuré de la Madeleine. Retour au Grand Moutier pour se placer au premier tiers à partir de la gauche, là où l'on distingue deux pavillons carrés aux toits couverts d'ardoises. Nous sommes là en présence des bâtiments de l'infirmerie Saint-Benoît.

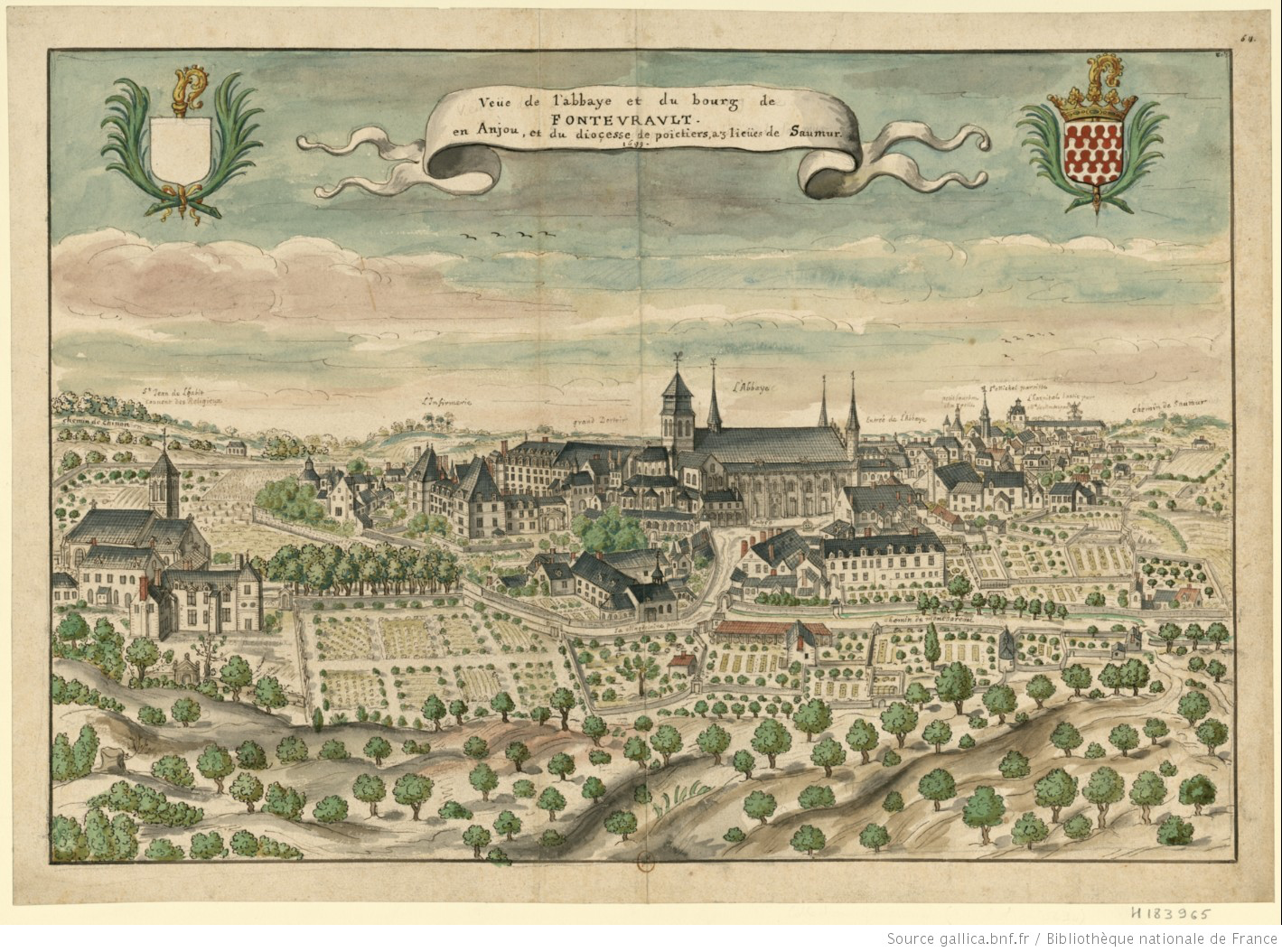
Un ensemble qui a malgré tout grandement survécu aux secousses historiques.

## Histoire

### La fondation
L'abbaye de Fontevraud est fondée en 1101 par l'ermite Robert d'Arbrissel. En 1096, celui-ci reçoit du pape Urbain II, en visite à Angers, une mission de prédicationapostolique. Devenu prédicateur itinérant, Robert d'Arbrissel se voit bientôt suivi par une foule nombreuse, d'hommes et de femmes de différentes classes sociales. Il s'installe entre 1099 et 1101 dans un vallon nommé Fons Ebraldi. À ce moment, la communauté fontevriste dépend de Gautier de Montsoreau, vassal direct du comte d'Anjou. La belle-mère de Gautier, Hersende de Champagne, devient la première grande-prieure de l'abbaye lorsque Robert d'Arbrissel décide de reprendre son itinérance. Robert d'Arbrissel y fonde avec ses disciples une maison mixte, rompant avec les règles du monachisme ordinaire. En période de réforme grégorienne, l'attitude de Robert lui attire les foudres de la hiérarchie religieuse : la cohabitation d'hommes et de femmes passe mal, et Robert scandalise quand il dort au milieu des femmes. Cette proximité entre les sexes voulue par Robert s'explique par la pratique du syneisaktisme par l'ermite, pratique ascétique qui consiste en la cohabitation chaste de personnes de sexe différent afin de surmonter les tentations charnelles.

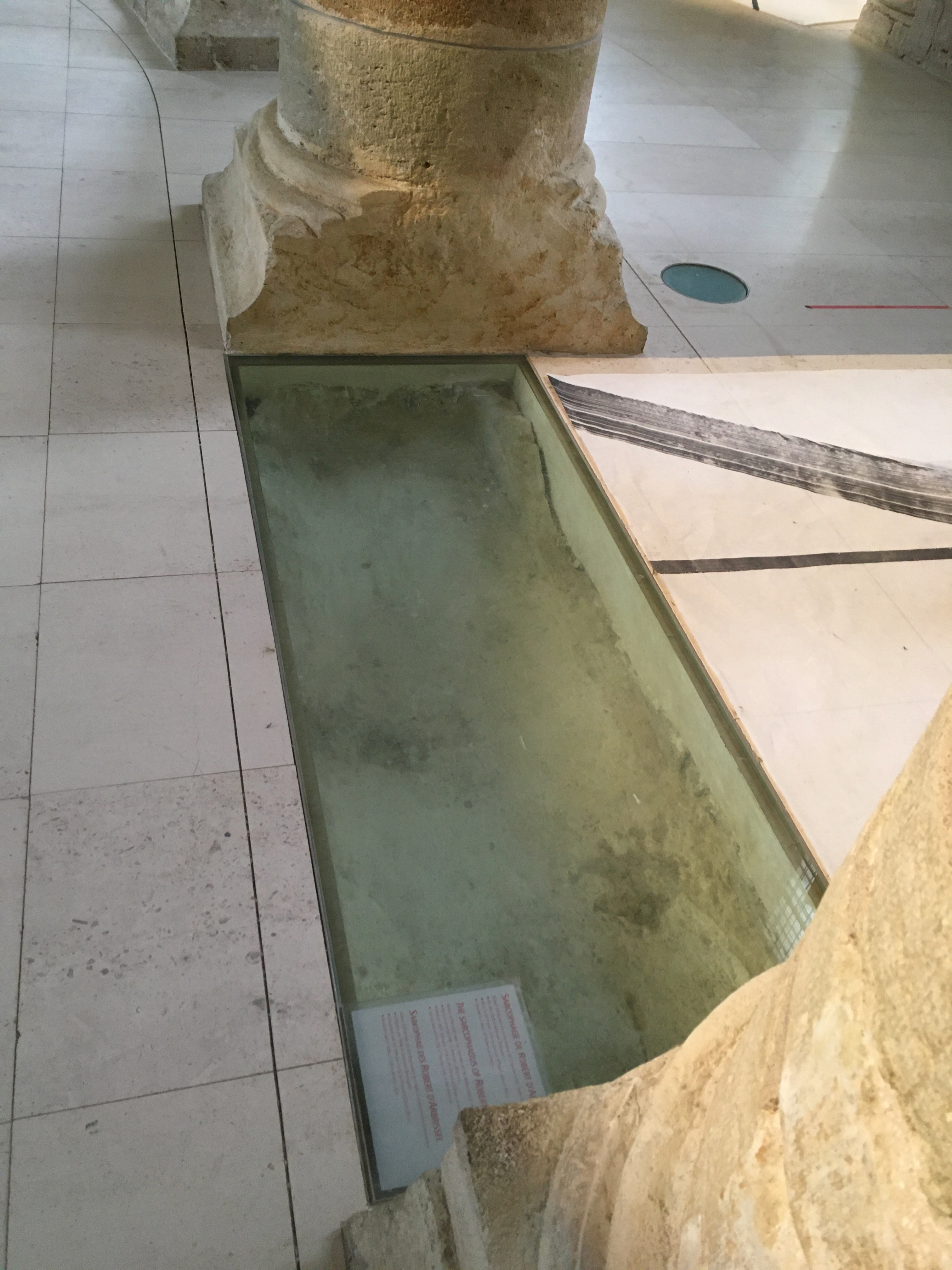
Les restes de Robert d'Arbrissel, hors reliques conservées ailleurs, ne sont plus dans ce qui fut sa tombe.

En 1101, la maison se transforme en un ordre double. Il sépare ainsi les hommes (le monastère Saint-Jean-de-l'Habit) des femmes (le monastère du Grand-Moûtier). Deux autres structures sont également créées : le monastère de la Madeleine pour les pécheresses repenties et le couvent Saint-Lazare pour les lépreux. L'ordre de Fontevraud est reconnu dès 1106 par l'évêque de Poitiers ainsi que par le pape Pascal II. Les premiers bâtiments sont édifiés dans le premier quart du XIIe siècle, peu après la fondation. Les grandes familles de l'aristocratie locale, les comtes d'Anjou notamment, ne tardent pas à soutenir la fondation. Ermengarde d'Anjou est un des premiers membres de la famille comtale angevine à prendre l'abbaye en considération. Fille de Foulque le Réchin, elle fait ratifier par son frère, Foulque V, ses dons à l'abbaye de Fontevraud. Elle s'y retire vers 1112.
Une première abbesse, Pétronille de Chemillé, est ensuite élue en octobre 1115, avant la mort de Robert, le 25 février de l'année suivante,. Son corps est enterré dans le chœur de l'abbatiale de Fontevraud, alors en construction. De nombreux religieux refusent cependant de se soumettre à l'administration d'une femme, et certains décident de déserter le monastère. Pétronille de Chemillé puis Mathilde d'Anjou, qui lui succède en 1149, décident de faire intervenir le pape pour faire cesser les départs. Le problème disparaît après l'intervention du pape Anastase IV en 1154. Il réapparaît cependant plus tard au XVIIe siècle.
Pendant tout le XIIe siècle, l'ordre de Fontevraud n'en finit pas de s'étendre : à la mort de Robert d'Arbrissel, il compte déjà trente-cinq prieurés, regroupant deux mille religieux et religieuses. Suger, abbé de Saint-Denis, comptabilise entre quatre et cinq mille moniales vers 1150. À la fin du siècle, on compte une centaine de prieurés dans toute la France, puis par la suite, en Espagne et en Angleterre.

### Le choix premier de Fontevraud comme "Saint-Denis" des rois Plantagenêts
La transformation de l'abbaye en nécropole dynastique des Plantagenêts participe grandement à son développement. Henri II, marié à Aliénor en 1152, y fait sa première visite le 21 mai 1154. Le couple confie à l'abbaye ses deux plus jeunes enfants : Jeanne, née en 1165, et Jean, futur roi d'Angleterre. Ce dernier quitte l'abbaye après cinq ans, tandis que Jeanne ne la quitte qu'en 1176, pour son mariage. En 1180, Henri II finance la construction de l'église paroissiale de Fontevraud, l'église Saint-Michel, construite près de l'abbaye. Le 6 juillet 1189, épuisé moralement et physiquement par la guerre que lui mènent ses fils et le roi de France, Henri II meurt à Chinon. Aucune disposition n'avait été prise pour préparer les funérailles. Bien que l'ancien roi ait pu parler d'être enterré à Grandmont, dans le Limousin, dans un testament de 1170, il est difficile de transporter le corps en plein été et personne ne souhaite prendre le temps du voyage. Fontevraud, située à faible distance de Chinon, est alors choisie par commodité, afin de parer au plus pressé. Selon le chroniqueur Guillaume de Newburgh, toutefois, le roi aurait exprimé sur son lit de mort, la volonté d'être enseveli à Fontevraud, cher à la maison d'Anjou. Cette décision est vraisemblablement avalisée par Aliénor et Richard.

### Origine et destins successifs des quatre gisants subsistants de l'Abbaye royale
Non loin de la croisée du transept de l'abbatiale ont été installés quatre gisants subsistants de l'ancien cimetière des rois. À l'origine les sépultures des Plantagenets « Henri II, Richard, Aliénor, Jeanne d'Angleterre, toutes quatre, à côté l'une de l'autre et à la suite, couchées et étendues sur tombeaux vides et élevés ».

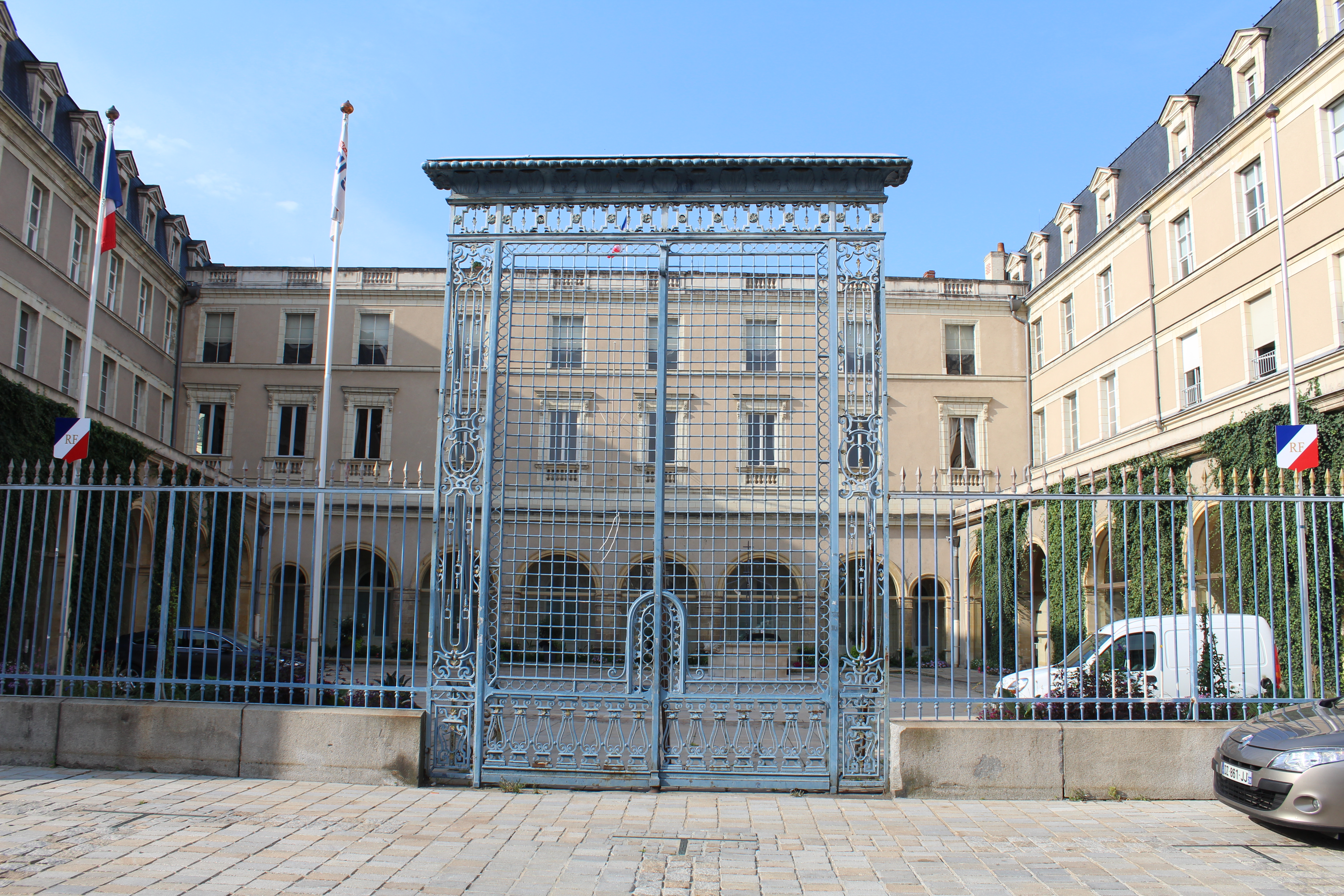
Un élément de "clôture "subsistant" à la préfecture d'Angers.

Plus près de la grille (clôture) qui séparait la nef du chœur, furent placées les statues d'Isabelle d'Angoulême, et de Raymond VII de Toulouse, qui se seraient trouvées en avant du pilier Nord-Ouest de l'église abbatiale, à l'angle de la nef et de la Croisée du transept[réf. nécessaire].
Sans tenir compte des places occupées par les cendres royales dans les tombes, Jeanne-Baptiste de Bourbon, 31e abbesse de Fontevraud, fit élever un mausolée commun sur lequel elle plaça quatre figures arrachées aux divers monuments qui les supportaient et les plaça dans cet ordre : Henri, Richard, Aliénor, Isabelle d'Angoulême[réf. nécessaire]. Comme son arcade était trop peu large pour contenir six statues, elle en fit disparaître deux, celles de Jeanne d'Angleterre et de Raymond ; elle les remplaça par deux statues de marbre blanc à genoux, qu'elle mit devant[réf. nécessaire].
Aujourd'hui, les gisants datant du tout début du XIIIe siècle exposés dans ce qui fut l'église ne sont plus que quatre, disposés deux par deux à partir de la croisée du transept. Au premier plan, Isabelle d'Angoulême (ou plus vraisemblablement Jeanne d'Angleterre (1165-1199) voir ci-dessous) et Richard Cœur de Lion, au second plan, Aliénor d'Aquitaine et Henri II. La disposition que nous venons de rappeler n'a pas toujours été celle-ci et d'importants changements furent effectués en particulier à l'époque de la Révolution française, qui n'ont plus laissé subsister que les « épaves » décrites ci-dessous.

### Qui sont les quatre gisants de l'abbaye?
Henri II (roi d'Angleterre) est le premier roi Plantagenêt à être enterré dans la nécropole des rois. Il y est très rapidement transféré par Guillaume le Maréchal, le lendemain de son décès à Chinon, le 6 juillet 1189. Henri est alors enterré dans la partie de la nef réservée aux religieuses. Aliénor a vraisemblablement présidé au choix de ce lieu et à l'emplacement de la tombe de son époux.
Richard Cœur de Lion meurt le 6 avril 1199, à Châlus-Chabrol. Sur le choix de sa mère Aliénor, la dépouille dont le cœur et les entrailles ont été prélevés, est conduite à Fontevraud et enterrée le 11 avril aux pieds de son père. En revanche, son cœur est enterré dans la cathédrale Notre-Dame de Rouen et ses entrailles dans la chapelle aujourd'hui ruinée du château de Chalus-Chabrol. Jean Favier émet l'idée qu'avec ce choix, Aliénor souhaite créer une nécropole dynastique, sur les terres ancestrales de la famille Plantagenêt, mais également à la frontière avec le Poitou, et l'Aquitaine, sa terre natale.
Jeanne, chassée de ses États et affectée par la mort de son frère, se réfugie à Rouen auprès de son frère cadet Jean, et de sa mère qui est venue rejoindre le roi. 

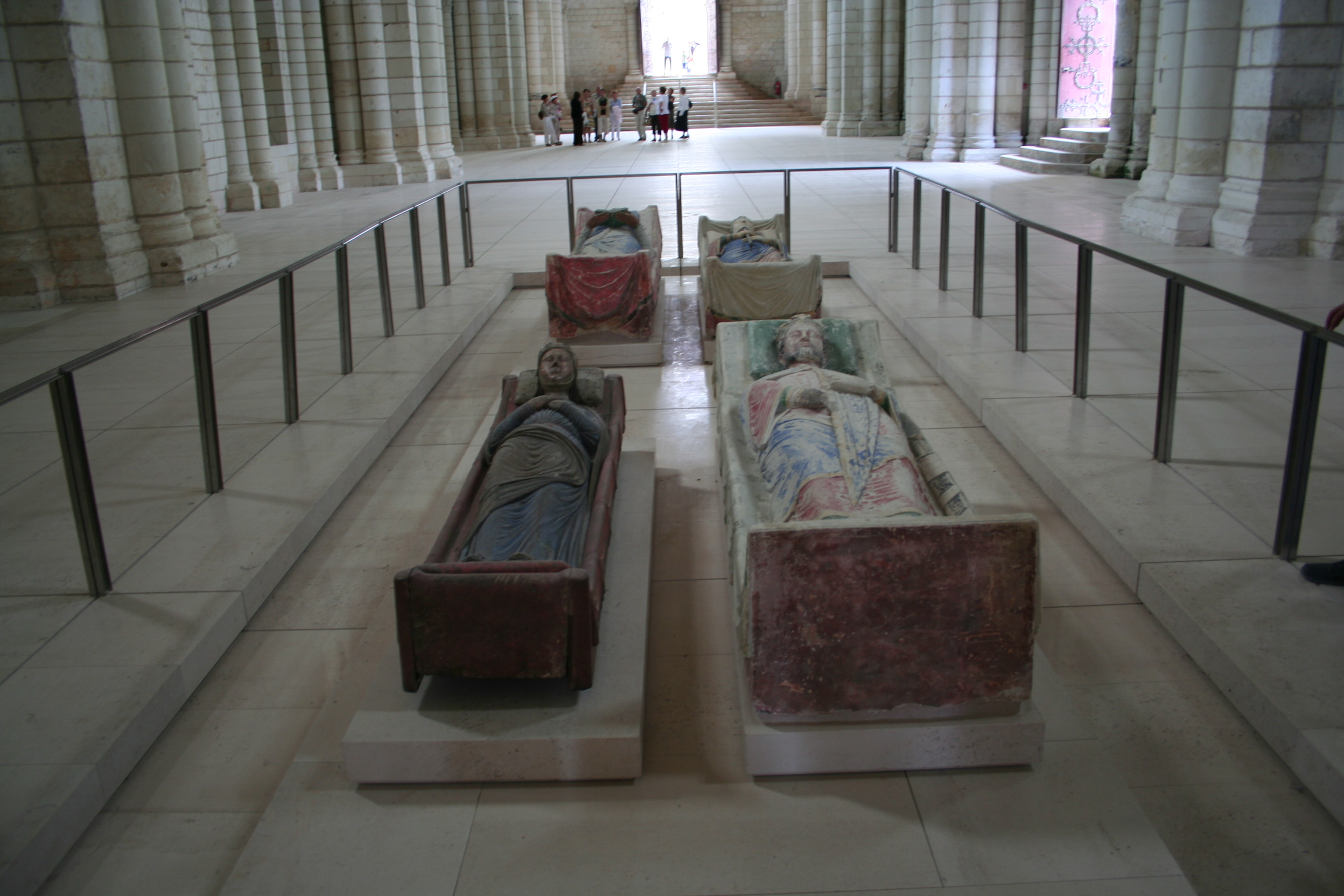
Gisants exposés dans l'abbatiale. Au premier plan, Jeanne d’Angleterre et Richard Cœur de Lion, au second plan, Aliénor d'Aquitaine et Henri II.

Enceinte et affaiblie, elle obtient par dérogation exceptionnelle l'autorisation de pouvoir prendre le voile des religieuses de Fontevraud. Elle doit subir une césarienne et meurt en couches à Rouen, le 24 septembre 1199, en donnant naissance à un enfant, qui vivra juste assez pour être baptisé. Aliénor fait transporter la dépouille de Jeanne à l'abbaye de Fontevraud, où elle est enterrée parmi les moniales.
En 1200, de retour de Castille, Aliénor décide, à près de 80 ans, de se retirer de manière quasiment définitive à Fontevraud. Elle meurt quatre ans plus tard, le 1er avril 1204 à Poitiers, et est inhumée à Fontevraud aux côtés de son mari, de son fils Richard et de sa fille Jeanne. Aliénor a commandité, de son vivant, son propre gisant, de même que ceux de Richard et d'Henri.
Après la mort d'Aliénor, ses fils et petit-fils continuent de considérer l'abbaye comme une nécropole familiale. Au printemps 1250, Raymond VII, comte de Toulouse et fils de Jeanne, est enterré à sa demande aux pieds de sa mère. En 1254, Henri III, fils de Jean, déplace la dépouille de sa mère Isabelle d'Angoulême, alors enterrée dans la salle capitulaire de l'abbaye, vers le mausolée des rois,,. Le cœur du roi y est déposé à sa mort.
Le médiéviste Martin Aurell a récemment mis en évidence, grâce aux travaux de recherche de l'historienne de l'art Bénédicte Fillion-Braguet, que le quatrième gisant, plus modeste, en bois polychrome, longtemps attribué à Isabelle, serait en réalité le gisant de Jeanne. « La confusion remonte à l'époque moderne, où les gisants d'Isabelle et de Raymond VII ont été remplacés par des priants ou sculptures à genoux, aujourd'hui détruits à l'exception de la tête du comte de Toulouse». Le prieur et archiviste de Fontevraud, Jean Lardier, décrit avant sa destruction en 1638, « un magnifique tombeau où l'effigie (d'Isabelle) était de long avec le manteau royal et sa longue robe parsemée de léopards d'or ». cette description ne semble pas correspondre au modeste gisant en bois,.

### Le déclin temporaire de l'abbaye chef d'Ordre
La fin de l'empire Plantagenêt met l'abbaye dans une situation délicate. Ses possessions s'étendent sur tout le domaine de l'ancien territoire Plantagenêt, y compris en Angleterre. Les possessions angevines et tourangelles sont passées du côté du roi de France, mais celles de Poitou et de Guyenne sont encore sous influence anglaise plus ou moins forte qui participe à une sorte d'anarchie féodale en Aquitaine. Cette situation s'ajoute à la pauvreté croissante de l'ordre de Fontevraud. À la fin du XIIe siècle, l'abbesse Mathilde de Flandre fait mention de « l'excessive pauvreté dont nous souffrons ». Pour pallier ces difficultés financières, en 1247, les moniales sont autorisées à bénéficier des biens de leurs parents en succession. La création de nouveaux prieurés fontevristes est arrêtée. En 1248, le pape Innocent IV impose l'abbaye de dix livres tournois pour l'entretien de l'évêque de Tibériade, contribution refusée par l'abbesse qui prétexte le coût que représentent les sept cents religieux et personnels de l'abbaye à nourrir. En cette fin de XIIIe siècle, l'abbesse est obligée d'échanger le domaine des Ponts-de-Cé près d'Angers au comte d'Anjou contre une rente de trois cents setiers de blé et soixante-dix livres en argent. En 1297, l'évêque fixe le nombre maximum de moniales du Grand-Moûtier à 300, contre 360 auparavant.
Aux difficultés financières s'ajoute le début de la guerre de Cent Ans. En 1369, l'abbaye perd environ 60 % de ses rentes foncières, aggravant une situation financière déjà difficile. L'abbaye n'est pas pillée pendant la guerre, mais les environs sont ravagés à plusieurs reprises en 1357, 1369 et 1380. En 1460, Guillaume de Bailleul, prieur de Saint-Jean de l'Habit, rapporte l'affaiblissement de l'ordre fontevriste. Il visite cinquante prieurés, dont trois sont abandonnés par les fontevristes. La plupart ne comptent plus que quelques religieux.

### Le renouveau sous la conduite des Abbesses

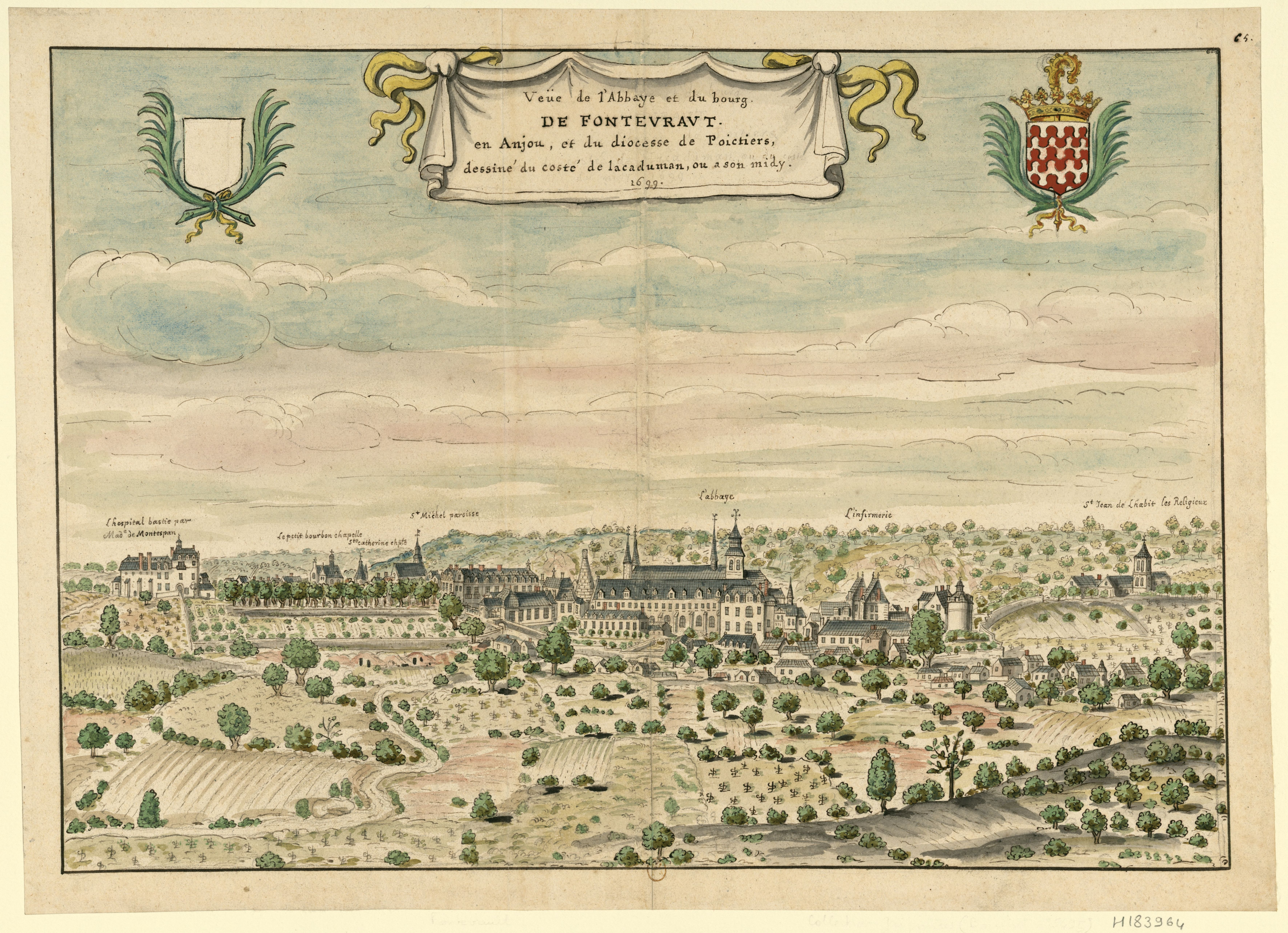
Veüe de l'Abbaye et du bourg de Fontevraut, en Anjou, et du diocesse de Poictiers, dessiné du costé de l'acudeman (sic) ou à son midy par Louis Boudan, en 1699 (aquarelle, Bibliothèque nationale de France).

À son arrivée à la tête de l'abbaye en 1457, l'abbesse Marie de Bretagne, fille de Richard d'Étampes s'empresse de réformer l'ordre: elle supprime les prieurés trop pauvres et rédige une nouvelle règle. Aussitôt sacré, le roi Louis XI n'hésite pas à soutenir l'abbaye. Il en confirme de nouveau les privilèges le 15 octobre 1479. Malgré l'appui du pape, la successeur de Marie de Bretagne, Anne d'Orléans, peine à imposer la réforme aux moniales. En 1491, seuls six prieurés de l'ordre sont réformés.
Renée de Bourbon, fille de Jean de Bourbon, comte de Vendôme, est élue abbesse en 1491, à la mort d'Anne d'Orléans. Elle est la première des cinq abbesses issues de la famille royale de Bourbon à être élue à Fontevraud. Aussitôt élue, elle fait appliquer la réforme et entreprend une rénovation architecturale. Sous son abbatiat, sont construites la clôture de l'abbaye longue d'un kilomètre trois cents et une galerie accolée au transept nord de l'abbatiale. Elle réaménage la partie sud du cloître en y construisant à l'étage quarante-sept cellules (en) pour les moniales, et fait reconstruire le réfectoire. Louise de Bourbon lui succède et poursuit la rénovation du Grand-Moûtier en reconstruisant les trois autres galeries du cloître et en aménageant l'aile est. Elle fait reconstruire dans cette dernière la salle de la communauté et la salle capitulaire où le peintre angevin Thomas Pot réalise les peintures de la Passion du Christ. En 1558, une inondation détruit la plupart des bâtiments de l'infirmerie Saint-Benoît, tout en épargnant la chapelle. Louise de Bourbon meurt en 1575, après avoir été abbesse pendant 41 ans. C'est Éléonore de Bourbon qui lui succède, poursuivant elle aussi les travaux. Elle termine le grand dortoir et décide de reconstruire l'infirmerie de Saint-Benoît, dévastée par les inondations de 1558 : les travaux, considérables, coûtent 37 410 livres.
Louise de Bourbon de Lavedan devient abbesse en 1611. Elle crée en 1618 un séminaire pour les religieux de Saint-Jean de l'Habit à La Flèche et acquiert en 1632 le fonds du sénéchal de Saumur pour constituer une bibliothèque au monastère. De même, elle fait creuser des fossés et ériger une muraille autour de Saint-Jean de l'Habit afin que les religieux puissent vivre en clôture stricte, en minimisant les contacts avec le monde extérieur. Cependant, avant même la mort de Louise en 1637, le conflit entre l'abbesse et les religieux resurgit : tout comme à la fondation de l'ordre, les religieux n'acceptent que difficilement qu'une femme ait autorité sur eux. Les désertions se multiplient, des religieux de Saint-Jean de l'Habit quittent le monastère pour rejoindre d'autres ordres. Des bulles papales tentent d'endiguer le mouvement, mais il faut attendre 1641 pour y mettre un terme : l'abbesse Jeanne-Baptiste de Bourbon obtient du Conseil du roi de France un arrêt qui confirme l'importance et le rôle de l'abbesse dans l'ordre. Les moines révoltés se soumettent et en 1642, la règle de l'ordre de Fontevraud est imprimée.
En 1670, l'abbaye compte 230 religieuses, soixante religieux ainsi que plusieurs laïcs chargés de l'administration et des serviteurs au nombre de 47,. La mort de Jeanne-Baptiste va profondément marquer le destin de l'abbaye : l'ancienne abbesse n'ayant pas choisi de coadjutrice comme le voulait la coutume, la nouvelle abbesse est alors nommée par le roi lui-même.
Le 16 août 1670, Louis XIV nomme à la tête de l'abbaye et de l'ordre Marie-Madeleine de Rochechouart, sœur de madame de Montespan - qui y créa en 1693 l'Hospice de la Sainte Famille, destiné à recevoir cent pauvres, qu'elle fera transférer le 14 novembre 1703 à Oiron, domaine acquis en mars 1700 par son fils, futur duc d'Antin. À la tête de l'ordre, Marie-Madeleine de Rochechouart tente de supprimer les abus et les dérogations à la règle qu'elle enjoint de suivre strictement. Elle achève également la construction du noviciat, aménage des jardins, fait construire une galerie liant l'abbaye au parc Bourbon et poursuit la construction du palais abbatial. Plus intellectuelle que théologienne, la nouvelle abbesse met en place une certaine vie mondaine en recevant sa famille ou en faisant jouer à l'abbaye Esther, la pièce de Jean Racine, dérogeant à la règle de l'ordre. Madame de Montespan elle-même séjourne un an à l'abbaye en 1689, attirant une partie de sa cour,.
Louise-Françoise de Rochechouart prend la tête de l'abbaye à la mort de Marie-Madeleine en 1704. En juin 1738, les quatre filles cadettes de Louis XV arrivent à Fontevraud où le roi les confie à l'éducation des religieuses. Un nouveau logis est construit, à l'ouest, le logis Bourbon, achevé en 1741, agrandi de nouveaux aménagements en 1747 (par l'architecte Pierre Meusnier). Les filles de Louis XV y resteront jusqu'en 1750,. Les dernières abbesses, Marie-Louise de Timbrone et Julie-Gillette de Pardaillan prolongent le palais abbatial, construisent les bâtiments de la Fannerie et des étables et érigent le portail d'entrée actuel, à la veille de la Révolution.

### Révolution et suppression de l'Ordre
La Révolution française va porter le coup fatal à l'abbaye et à l'ordre de Fontevraud. À la suite des évènements révolutionnaires, la situation financière de l'abbaye s'aggrave rapidement : la dîme, qui lui rapportait six cents livres par an, n'est plus perçue. Dans la nuit du 3 au 4 août, l'Assemblée nationale décrète la fin des privilèges et déclare l'imposition des privilégiés pour les six derniers mois de l'année 1789.
Le coup de grâce arrive le 2 novembre 1789 : les biens du clergé sont déclarés biens nationaux alors que l'abbaye compte encore soixante-dix religieuses, quarante converses et une vingtaine de religieux et l'ordre de Fontevraud dirige encore 52 prieurés. Mais l'abbesse refuse d'évacuer les lieux. L'unité de la communauté de Fontevraud est maintenue pendant plusieurs mois.

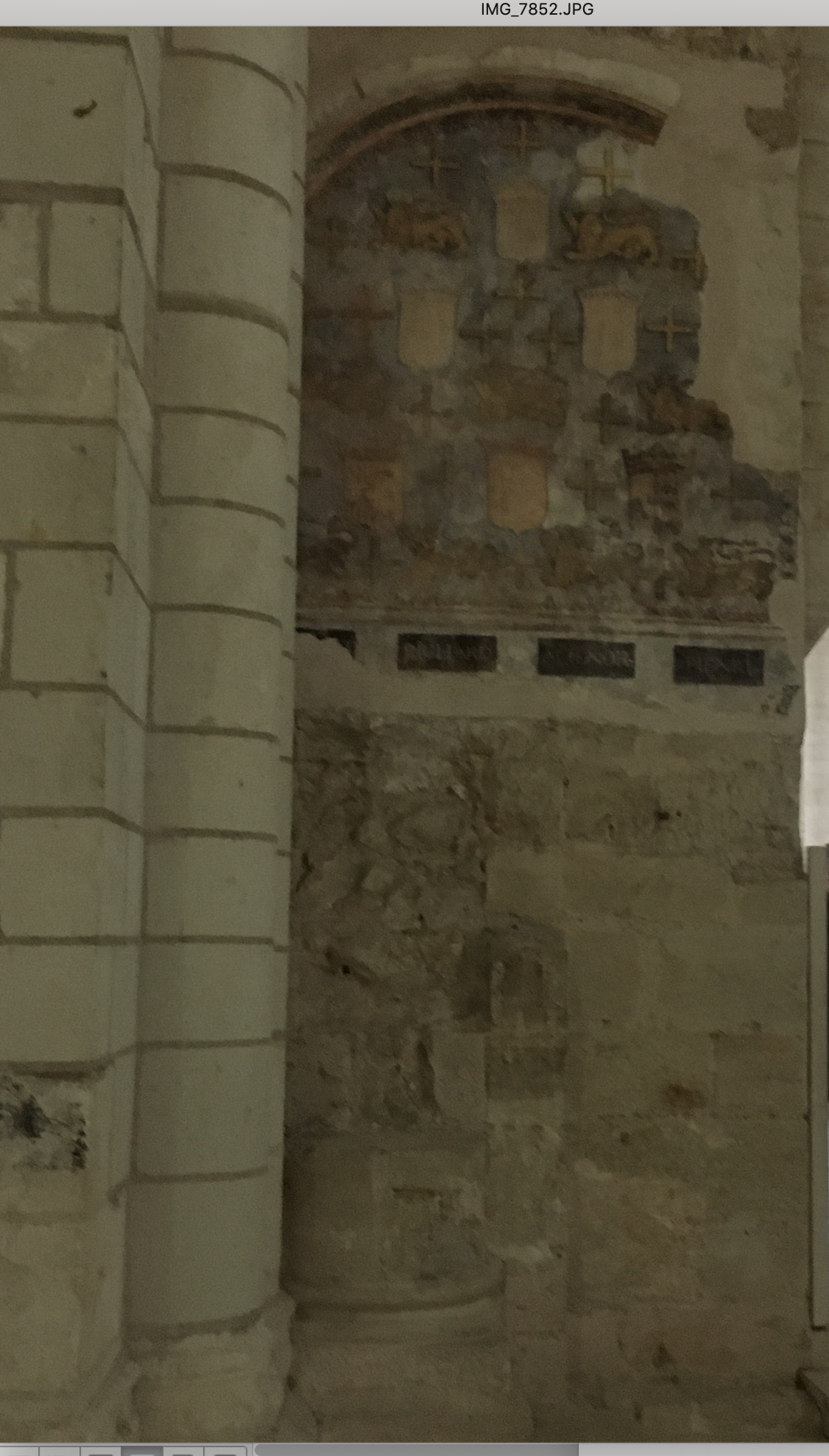
Epaves des décors peins du cimetière des rois.

Le 30 avril 1790, le maire de Fontevraud, Alexandre Guerrier, ancien moine de Saint-Jean de l'Habit, arrive à la porte de son ancien couvent avec la municipalité. Le couvent ne compte plus que vingt et un religieux et dix-huit frères convers. On dresse l'inventaire des biens et un certain nombre de religieux en profitent pour quitter l'ordre et recevoir en échange une pension de l'État. Le 19 juillet, l'administration du district de Saumur procède à l'inventaire du mobilier du reste de l'abbaye : celui-ci prend huit jours et se termine le 26. À l'exception d'une sœur converse, les religieuses déclarent toutes leur intention de rester sur place. Le 5 août, l'administration engage les derniers frères de Saint-Jean de l'Habit à quitter l'abbaye et leur verse un acompte sur leur pension. Le 2 juin 1791, le couvent est totalement vide et le 16 août, on vend le mobilier restant, signant la fin de Saint-Jean de l'Habit.
« Lorsqu'on eut démoli dernièrement un mur de clôture adossé, au dix-septième siècle, au mur du transept, on entrevit, sur la -, muraille nord-ouest du transept, une décoration des plus curieuses.
« Malgré les dégradations dues à l'établissement du mur dé - clôture, on distinguait, par endroits, des croix d'or à branches égales, dessinée sur un fond noir, et, dans l'encadrement d'un arc qui portait encore des traces de peinture, des écussons piqués et des léopards d'or. Dans le bas apparaissait une ligne d'inscriptions: « Un nom effacé terminé par un T (Elisabeth ?) ; puis Richard-Aliénor-Henri.
Le 17 août 1792, la Convention décrète que les bâtiments encore occupés par des religieux doivent être évacués avant octobre. Les religieuses quittent peu à peu l'abbaye pendant l'automne. Julie-Gillette de Pardaillan d'Antin, la dernière abbesse, quitte l'abbaye la dernière, le 25 septembre 1792. Le domaine est alors divisé en lots, et le mobilier est difficilement vendu le 15 octobre. Le 30 janvier 1793, une troupe pénètre dans l'abbaye malgré l'interposition du gardien, et commence à piller et saccager les bâtiments.
« Lorsqu'on eut démoli dernièrement un mur de clôture adossé, au dix-septième siècle, au mur du transept, on entrevit, sur la -, muraille nord-ouest du transept, une décoration des plus curieuses.« Malgré les dégradations dues à l'établissement du mur dé - clôture, on distinguait, par endroits, des croix d'or à branches égales, dessinée sur un fond noir, et, dans l'encadrement d'un arc qui portait encore des traces de peinture, des écussons piqués et des léopards d'or. Dans le bas apparaissait une ligne d'inscriptions: « Un nom effacé terminé par un T (Elisabeth ?) ; puis Richard-Aliénor-Henri.
Les sarcophages et cercueils du caveau des abbesses sont brisés et les ossements laissés à l'abandon ou jetés. Pour éviter de nouveaux pillages, la municipalité s'empresse de vendre les biens restants. Les 106 anciens religieux et religieuses résidant encore à Fontevraud assistent à l'ultime dispersion du mobilier et aux martelages des blasons et enseignes de l'Ancien régime. En pleine Terreur, l'atmosphère est lourde et les anciens occupants de l'abbaye deviennent suspects aux yeux de l'administration.
En l'An III, la municipalité prend des mesures pour éviter les dégradations et vandalisme quotidiens des bâtiments. L'église de Saint-Jean-de-l'Habit menace ruine, mais la municipalité ne possède pas les moyens financiers de procéder aux réparations. On met fin à l'affermage des terrains de l'abbaye qui favorisent les pillages quotidiens.

### La prison

#### Les bâtiments affectés à la détention

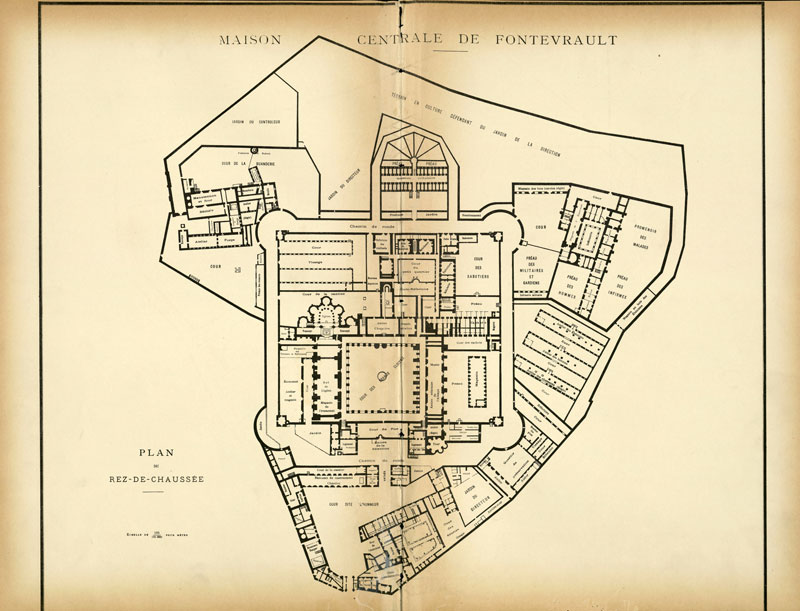
Plan de la Maison centrale de Fontevraud en 1895.

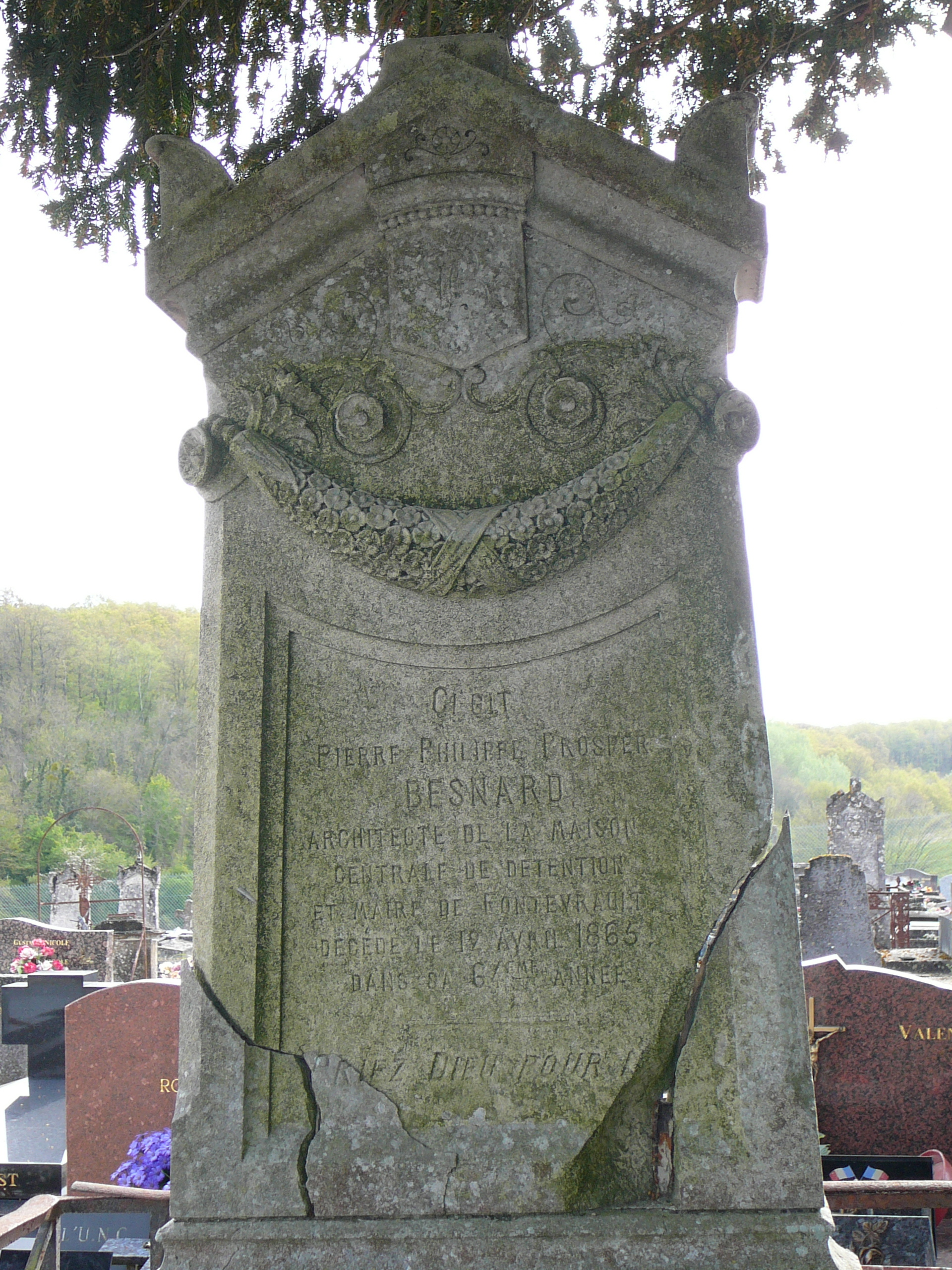
Tombeau de Pierre Besnard, architecte de la maison centrale, dans le cimetière de Fontevraud.

Le 18 octobre 1804 (26 vendémiaire an XIII), Napoléon Ier signe un décret qui transforme l'abbaye en établissement de détention destiné à accueillir les détenus de plusieurs départements du Val de Loire et de la France de l'Ouest, ainsi que celles de Clairvaux et du Mont-Saint-Michel. Les travaux de conversion, confiés à l'ingénieur des Ponts et Chaussée Alfred Normand, s'échelonnent de 1806 à 1814.
Des réaménagements successifs sont apportés jusqu'à la fermeture de la prison, le 1er juillet 1963, sans toucher à l'essentiel des structures. Prenant appui sur l'ancienne clôture, Normand fait construire un véritable chemin de ronde autour du Grand-Moûtier. Des nouveaux bâtiments sont construits près de l'abbatiale et dans les cours. La nef de l'abbatiale est séparée par deux niveaux de planchers pour y loger des dortoirs de détenus et des ateliers, le chœur fait office de chapelle. Si certains bâtiments sont détruits ou fortement endommagés, les travaux et la transformation en prison ont néanmoins sauvé le gros œuvre de la ruine.
Des premières restaurations, ponctuelles, sont conduites dès 1841 par Pierre Philippe Prosper Besnard, maire de Fontevraud et architecte de la maison centrale de Fontevraud (mort le 19 avril 1865).

#### Histoire de prisonniers
Les premiers prisonniers arrivent dès 1812. La prison est officiellement ouverte le 3 août 1814, employant alors une vingtaine de personnes. En 1817, Fontevraud devient une maison centrale pour dix-neuf départements. De nouveaux aménagements sont nécessaires. En 1821, l'architecte Durand est nommé à l'ancienne abbaye. Afin de gagner un maximum de place, il supprime un grand nombre de cloisons et cherche à multiplier les étages, notamment dans la nef de l'abbatiale. Les coupoles de celle-ci sont alors rasées pour aménager les combles en 1825. L'aile nord du cloître se voit adjoindre un étage supplémentaire et le réfectoire se voit ajouter un plancher.

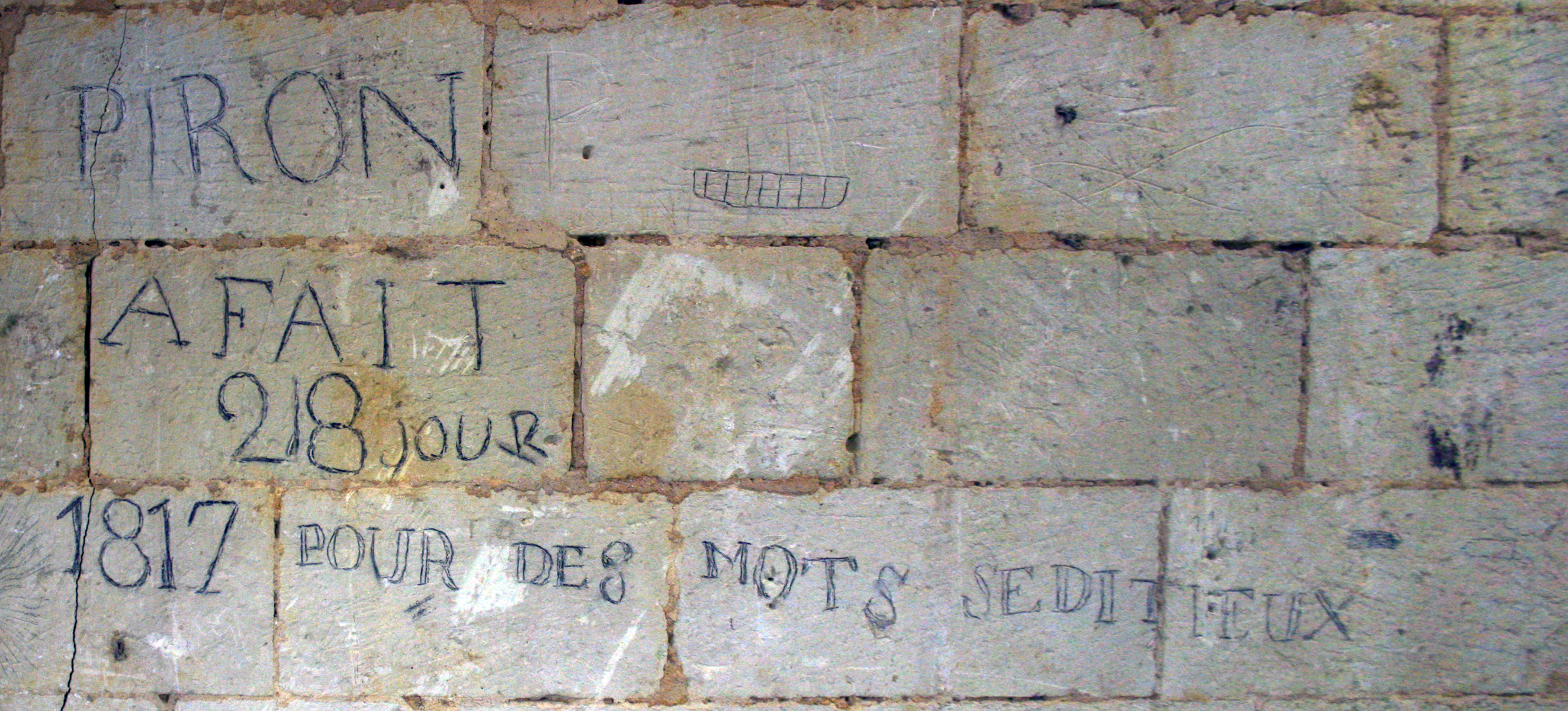
Graffiti datant de l'époque carcérale.

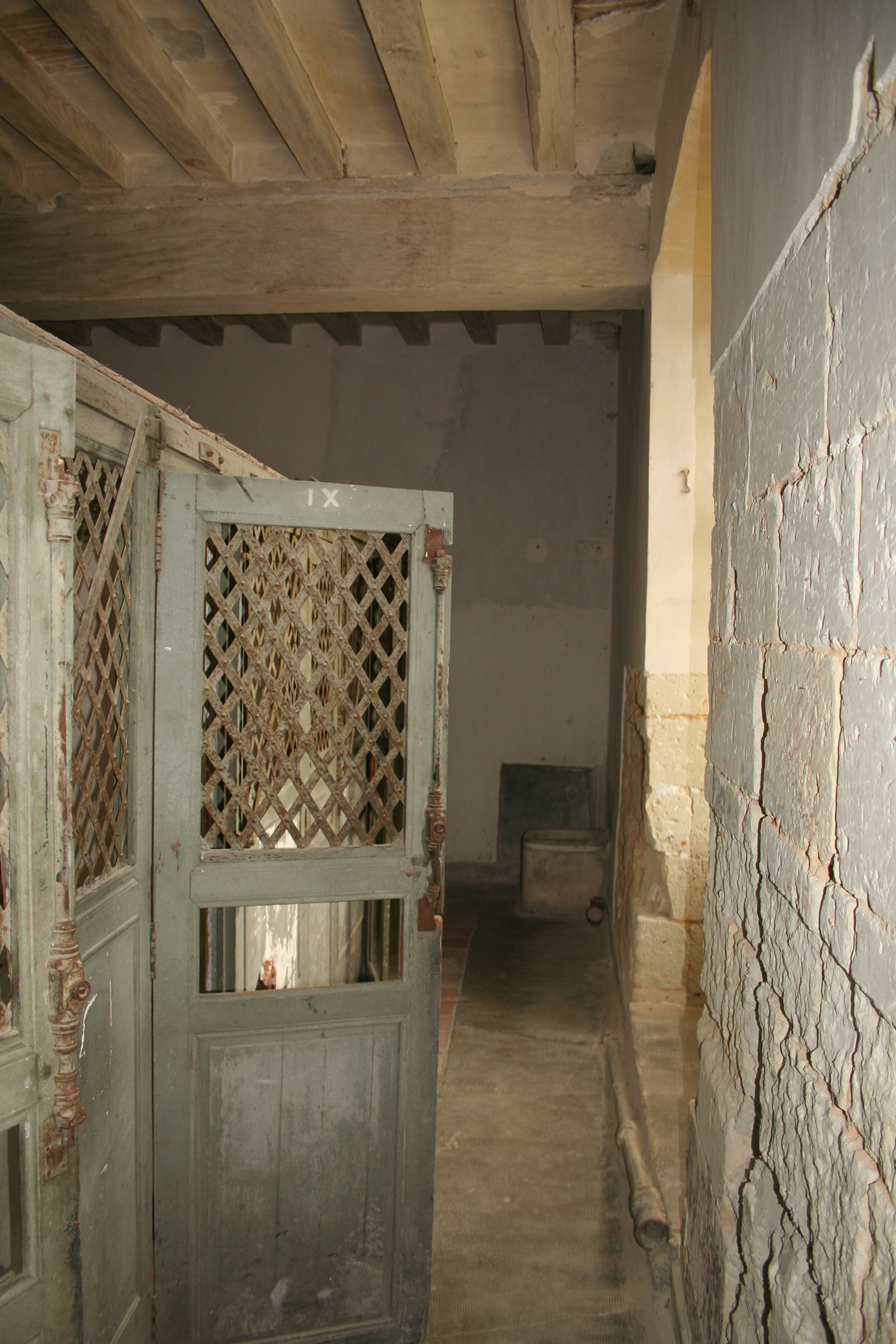
Ancienne « cage à poule », cellule pour les détenus les plus dangereux et pédérastes.

Des ateliers et des manufactures sont mis en place utilisant la main-d'œuvre des détenus, les populations locales trouvant ainsi un substitut à la communauté religieuse qui leur avait procuré jusque-là une certaine aisance économique. Ils fabriquaient notamment des boutons en nacre, des gants, des filets, des couvertures pour l'armée et assuraient également la transformation du chanvre et du lin. Les plus obéissants sont de corvée dans les champs. Les femmes détenues quittent Fontevraud en 1850, année où elles sont transférées à Rennes

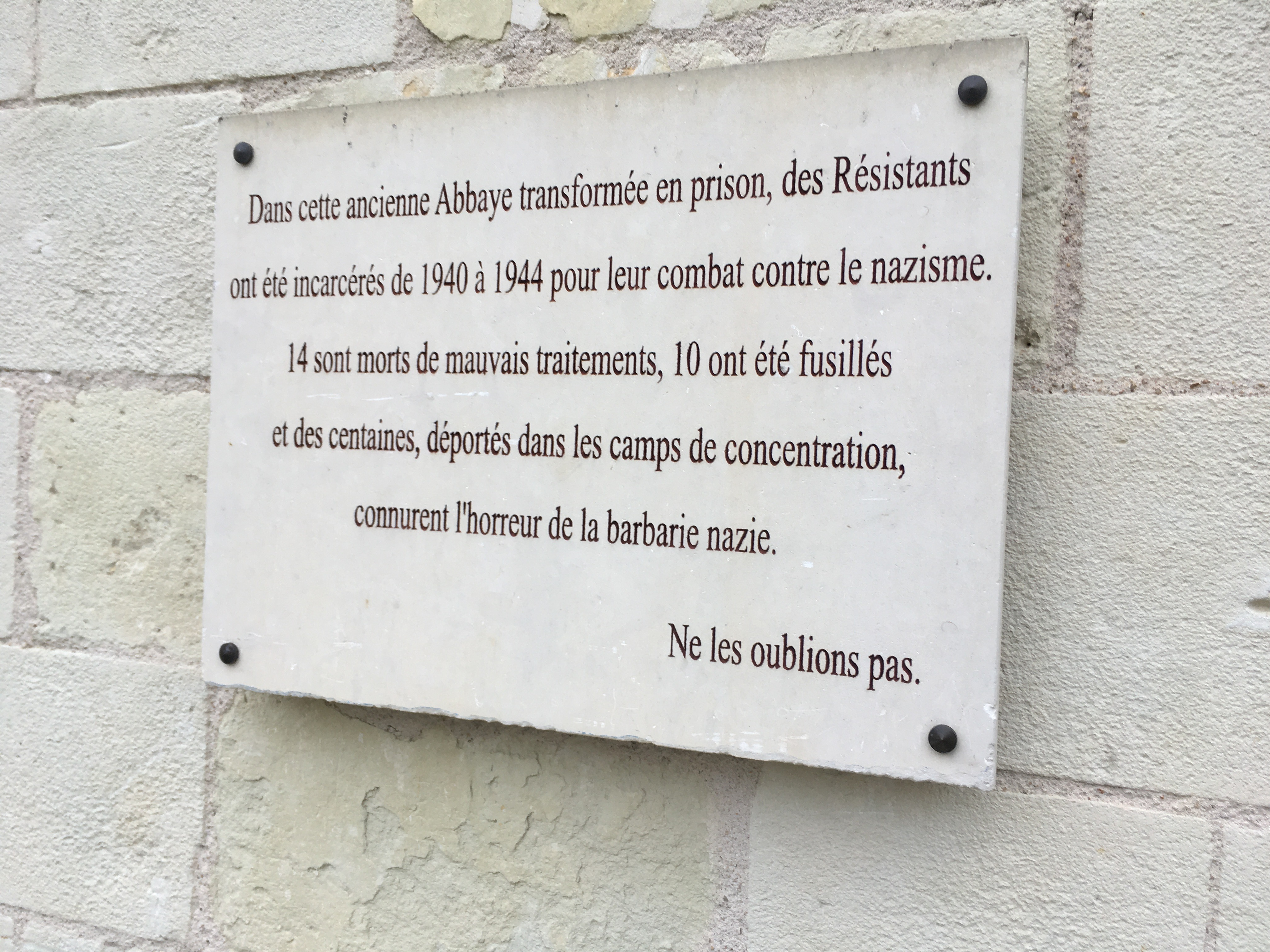
De l'abbaye à la prison.Histoire de deux enfermements.

Les gardiens et surveillants surnomment Fontevraud la prison « aux 1001 fenêtres et portes » en raison de son architecture pénitentiaire inadaptée (nombre trop important de fenêtres et portes favorables aux évasions), si bien que les conditions de détention sont rendues plus difficiles, Fontevraud étant considérée comme la centrale pénitentiaire la plus dure de France, avec celle de Clairvaux. La prison ne connaît ainsi que peu d'évasions en 150 ans d'existence. La plus marquante est une triple évasion qui se produit le 15 juin 1955. La traque pendant neuf jours de deux des trois détenus, Roger Dekker et Gustave Merlin, sème la psychose et la confusion dans les trois départements limitrophes. Dekker et Merlin sont abattus dans un champ à 50 km du centre pénitentiaire, à Sainte-Maure-de-Touraine.
Conçue pour accueillir mille détenus, la prison reçoit jusqu'à deux mille prisonniers dans les années 1830 et emploie 150 surveillants et leurs familles souvent nombreuses, ce qui fait vivre le village qui compte pas moins de trois boulangeries, une boucherie, une charcuterie et cinq épiceries. La plupart des six-cents détenus sont évacués à la fermeture de la prison, sauf une quarantaine, employés à l'entretien des espaces verts et à la démolition des installations pénitentiaires. Ils quittent définitivement la prison résiduelle, le quartier de La Madeleine, en 1985, date à laquelle les lieux sont rendus à la « vie civile ».
| 1814 | 1838  | 1842  | 1845  | 1851  | 1853  | 1854  |
| ---- | ----- | ----- | ----- | ----- | ----- | ----- |
| 469  | 1 709 | 1 617 | 1 754 | 1 674 | 1 826 | 1 673 |

| 1881  | 1886    | 1887 | 1896    | 1901  | 1911  | 1921    |
| ----- | ------- | ---- | ------- | ----- | ----- | ------- |
| 960 T | 1 289 T | 894  | 1 395 T | 951 T | 922 T | 1 021 T |

| 1926  | 1931  | 1936  | 1946  | 1950 | 1954  | 1962  |
| ----- | ----- | ----- | ----- | ---- | ----- | ----- |
| 562 T | 430 T | 545 T | 949 T | 600  | 650 T | 818 T |

T : Population comptée à part lors des recensements de la commune de Fontevraud-l'Abbaye. Ces chiffres incluent tous les détenus, mais également les militaires et internes sur l'ensemble du territoire communal (environ 1⁄20 du chiffre total).

### Restauration et ouverture au public

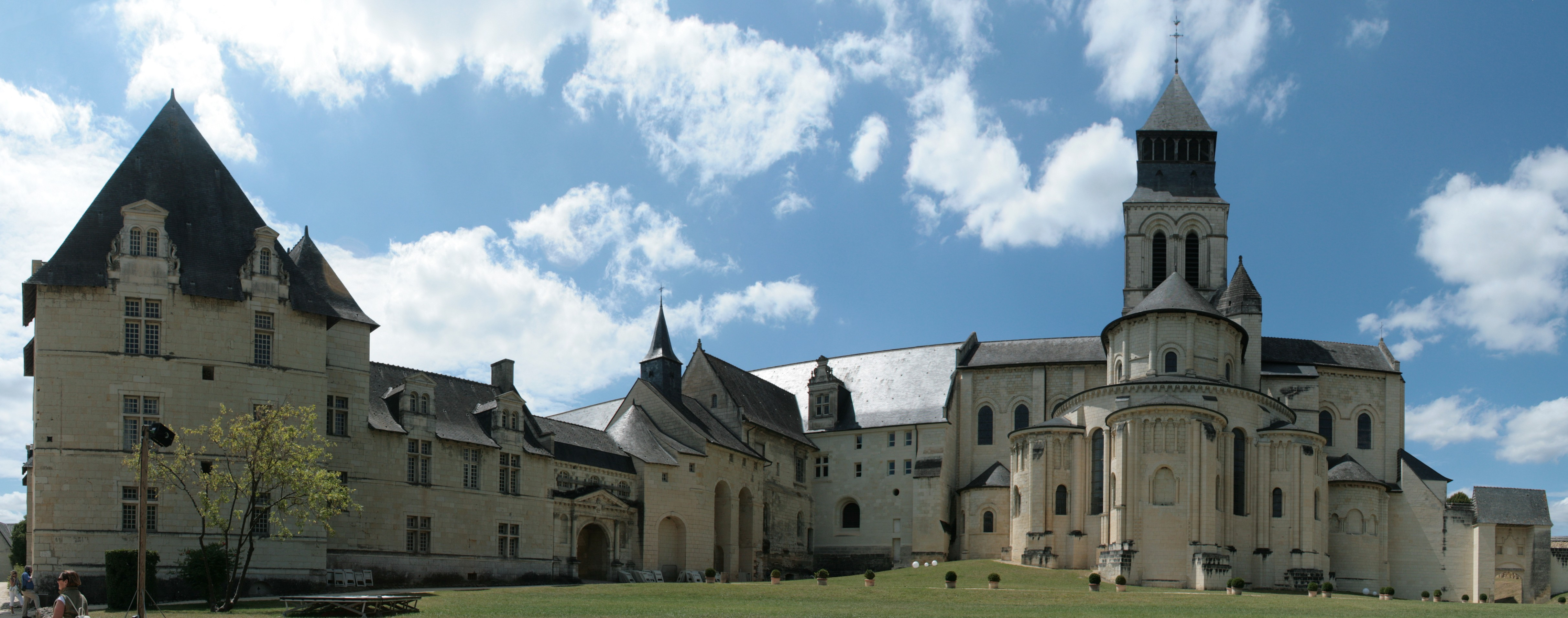
Vue du chevet de l'abbatiale à droite et des bâtiments de la cour Saint-Benoît à gauche.

Dès 1840, grâce à l'action de Prosper Mérimée, inspecteur général des monuments historiques, l'ancienne abbaye de Fontevraud figure sur la première liste nationale de classement des monuments historiques. D'autres protections suivront : classements en 1962, 1989 et 1998, inscription en 1989.

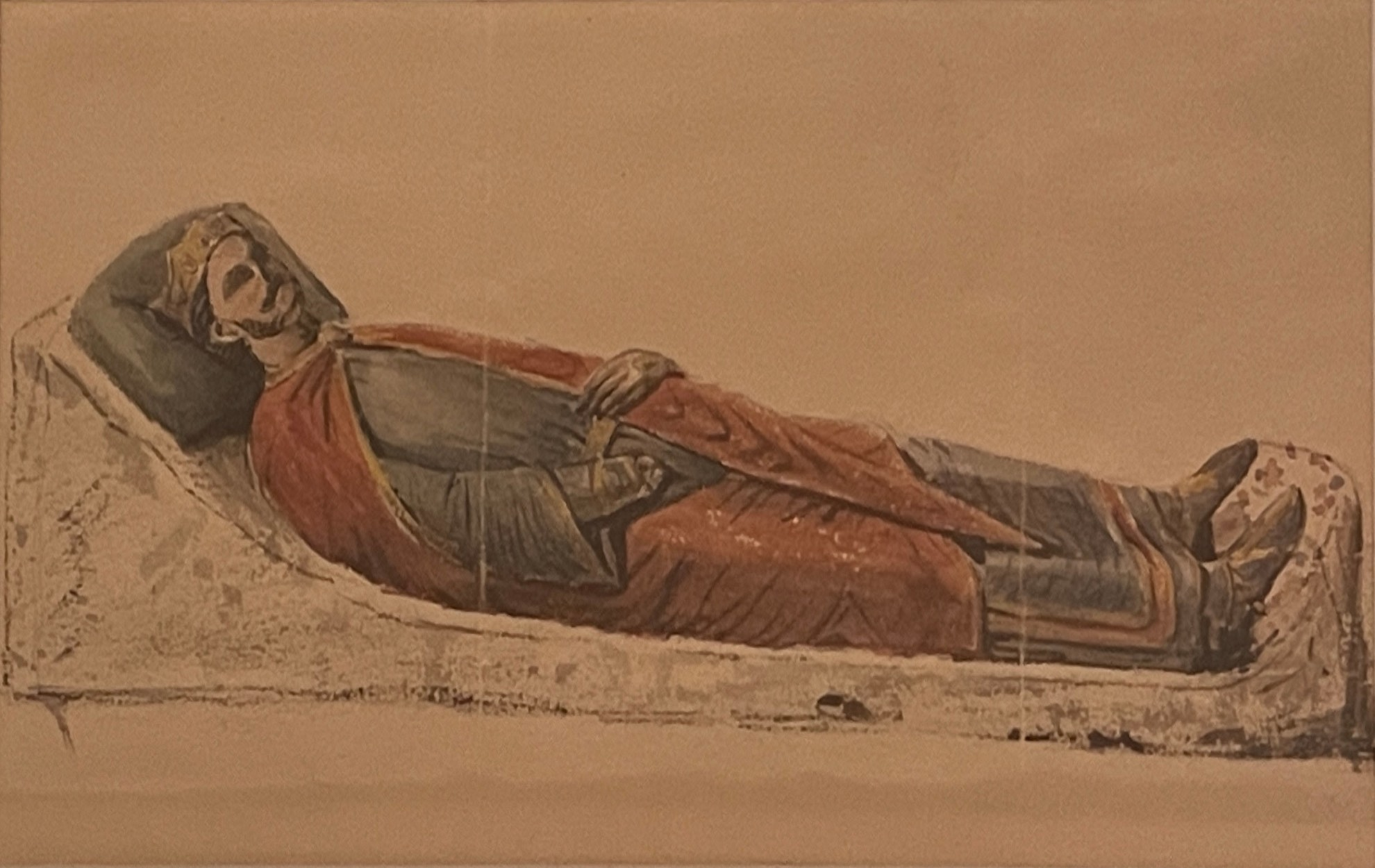
Prosper Mérimée, Fontevraud. Relevé du gisant de Richard Cœur de Lion, 1834.

Progressivement, plusieurs bâtiments sont libérés de leur affectation : le cloître en 1860, le réfectoire en 1882, la tour d'Évrau et l'église abbatiale, longue de 90 mètres, au début du XXe siècle et sont progressivement restaurés.
De la fermeture en 1963 à la fin du XXe siècle, les chantiers de restauration presque ininterrompus lui ont donné l'aspect que le visiteur découvre désormais.[réf. nécessaire] En 1963, le photographe Pierre Jahan prend un cliché de la coupole polygonale de l'ancienne cuisine, qu'il publie dans Objectif[réf. incomplète].

#### Le Centre culturel de l'Ouest
Aucune communauté religieuse n'étant susceptible de faire revivre l'abbaye, le Centre culturel de l'Ouest (CCO) est fondé en 1975 par Olivier Guichard, président du Conseil régional des Pays de la Loire. Henri Beaugé-Berubé y est nommé à sa tête en 1976. Le but de cette association — reconnue d'utilité publique de 1989 à 2020 — est « la défense, le développement, l'animation et la promotion de l'abbaye de Fontevraud ».
Cette association propose depuis 1975 des expositions, des concerts, l'accueil d'artistes en résidence, des achats d'œuvres, etc. À partir de 1990, René Martin y organise des concerts de musique sacrée.
Le projet de « Villa Médicis du numérique » initié sous la direction de Chantal Colleu-Dumond en 2001 s'élargit au concept de « Cité idéale » mis en œuvre par Xavier Kawa-Topor, directeur de l'abbaye à partir de 2006,. Le site devient un lieu permanent de débats, d'expositions, de spectacles, de résidences d'artistes notamment dans le domaine du cinéma d'animation.
L'association Fontevraud, Centre culturel de l'Ouest est membre du réseau européen des centres culturels de rencontre (quarante membres au début du XXIe siècle en Europe).
Depuis 2021, l'abbaye héberge également le musée d'Art moderne de Fontevraud, qui présente les 800 œuvres léguées par Martine et Léon Cligman, ce dernier étant mort le 15 mai 2022. Henri de Toulouse-Lautrec, Edgar Degas, Maurice de Vlaminck, Albert Marquet, Kees van Dongen, Robert Delaunay, Juan Gris, André Derain, Germaine Richier..., autant de noms qui ont marqué l'histoire de l'art et qui figurent parmi l'importante collection d'art moderne de Martine et Léon Cligman, constituée tout au long de leur vie.

## Vie régulière

### Organisation hiérarchique
L'abbaye est dirigée par une abbesse élue à vie. Celle-ci désigne la grande prieure pour la seconder, ainsi que le prieur des prêtres. Pour gérer l'abbaye, plusieurs moniales, appelées officières claustrales, sont attachées à des rôles administratifs : la cellérière qui guide les étrangers dans l'abbaye, la dépositaire qui tient les comptes des biens de l'abbaye ou la sacristaine, responsable des objets liturgiques.
L'abbesse est le personnage le plus important de l'abbaye et de l'ordre de Fontevraud. Elle possède sur l'ordre une puissance et une autorité pleine et entière. En plus de son rôle religieux, elle se doit de superviser l'administration des biens de l'ordre, d'en résoudre les problèmes internes et d'en défendre les privilèges. Elle réside à l'abbaye de Fontevraud.
Dans la hiérarchie religieuse, l'abbaye relève directement de Rome, et non de l'évêque de Poitiers, bien que située sur le territoire de son diocèse.

### Vie quotidienne
La vie quotidienne à l'intérieur de l'abbaye est codifiée par la Règle de l'ordre de Fontevraud, cette dernière reprenant en grande partie la règle de saint Benoît. La vie quotidienne est aussi rythmée par les très nombreuses sonneries de cloches provenant des différentes implantations monastiques structurant l'abbaye royale. Le rôle joué par les cloches, muettes depuis la Révolution française, était tellement important que « pour la première fois en trois siècles, une cloche a été conçue pour l'Abbaye royale de Fontevraud, afin d'inscrire dans le bronze un message pour les générations futures ».

#### Ancien panorama sur les cloches de l'abbaye royale
À la fin de l'Ancien Régime, l'abbaye royale de Fontevraud était propriétaire de près d'une vingtaine de cloches dont huit localisées sur la seule abbatiale sise dans le Grand-Moûtier (six dans le clocher principal et deux dans le petit clocher) ,. Ce sont cinq de ces six cloches surnommées les «cloches des martyrs» ou «cloches des Indulgences» , , que l'abbesse Louise de Bourbon (1534-1575) a fait refondre en mars 1575.
Pour faire six cloches à Saint-Jean-de-l'Habit – seul prieuré masculin de l'ensemble abbatial – dans les années 1633, le père Sébastien Ganot, prieur de Saint-Jean-de-l'Habit, fait fondre « deux superbes et riches colonnes, et deux anges, le tout en cuivre, tenant chacun un chandelier en main, avec les armes de Guillaume de Bailleul, lesquels (les colonnes et les anges) estoit aux deux costés de l'ancien Maistre autel ». L'histoire a aussi gardé la trace de la commande à un fondeur de Chinon par l'abbesse Jeanne-Baptiste de Bourbon (1637-1670) de la commande d'une cloche de 250 livres pour le même prieuré. Un tel gisement de bronze et de cuivre ne pouvait échapper à l'ordre de réquisition faisant suite aux décrets de la Convention nationale des 23 juillet et 3 août 1793, demandant de saisir les cloches pour les transformer en canons. Du produit attendu de la fonte de ses cloches, il fallut déduire 450 livres pour les faire descendre et après les transporter jusqu'à Saumur, lieu probable de leur fonte.
Tout n'a pourtant pas disparu de l'ancien paysage sonore de la défunte abbaye royale. L'église Saint-Michel-de-Fontevraud sise au bout de l'allée Sainte-Catherine fait encore entendre « deux timbres de l'ancienne horloge d'édifice de l'abbaye royale de Fontevraud, rescapés de la Révolution »,. "Une autre cloche provenant de Saint-Jean-de- l'Habit et datant de 1632 continue de sonner dans le clocher de l'église de Cuon (Baugé-en-Anjou)".
Ainsi, à la fin de l'Ancien Régime, l'abbaye royale de Fontevraud possédait près d'une vingtaine de cloches ; plus anecdotiquement, « par une tradition établie, les habitants de Montsoreau gagnaient une barrique de vin de Fontevrault si, en sonnant les cloches de l'abbaye, le lundi de Pâques, ils réussissaient à casser les cordes. »

#### De l'utilité des cloches de l'abbaye
Des matines aux complies huit offices rythment la vie quotidienne de la communauté
- Les cloches moyen d'information des populations

Dans ce cadre, les sonneries les plus entendues sont celles annonçant : 
- les messes (nombre variable selon les localités) Plenum, les cloches sont sonnées en pleine volée[108],[109]
- L'Angélus (Trois fois par jour : 7 h, midi, 19 h)[110],[111]
- Le Glas (en fonction de la survenance des décès). Le nombre d'années peut parfois aussi être égrené[112],[113].
- Les codes des sonneries

Le chapitre 47 de la règle de saint Benoît, règle applicable dans l'ordre de Saint Benoît « rappelle que la charge d'annoncer l'œuvre de Dieu, de jour et de nuit, incombe à l'abbé (abbesse) il l'exercera lui-même ou la confiera à un frère si ponctuel que l'office se fasse toujours aux heures prescrites ».
Les sonneries sont différenciées dans l'abbaye selon les cérémonies religieuses qu'il y a lieu d'annoncer
- En semaine
  - 8h. Laudes et Angelus
  - 11h45. Annonce de la messe, cloche à la volée
  - 14h30. None, tintement (Quelques coups)
  - 18h. Annonce des vêpres, Cloche à la volée
  - 18h20. Vêpres. Tintement ; on les appelait les « cent coups »; Ils étaient en pratique limités à 25 coups
  - 21 heures ; Vigile et angélus, Cloche à la volée.
- Le dimanche
  - 10h40 : Annonce de la messe, cloche à la volée
  - 11h : Début de la messe, tintement
  - 12h : Angélus, cloche à la volée
  - 15h : None, tintement

#### Paysage campanaire abbatial à l'époque contemporaine
Dans le cadre de la programmation de création contemporaine de l'abbaye royale de Fontevraud quatre cloches seront réparties dans les jardins de l'abbaye, observant de loin le clocher dans l'attente d'y monter.
Elles sont mises en scène dans un dispositif œuvre de « Barreau-Charbonnet qui ont pensé à des écrins évoquant à la fois les abat-sons traditionnels des clochers ainsi que la propagation sphérique des ondes sonores produites par le tintement de la cloche. Cette série de dispositifs-miradors encercle l'abbaye, le long de l'ancien chemin de ronde, et crée un enchainement de points de vue convergeant toujours vers le clocher ».

### Religieuses célèbres
- 1103 : Mahault de Bourgogne, veuve de son cousin germain le duc Eudes Ier de Bourgogne[115].
- Angélucia (XIIe siècle), une moniale visionnaire et mystique[116].
- Antoinette d'Orléans-Longueville (1572-1618)[117], un temps feuillantine à Toulouse, puis brièvement grande prieure de l'ordre monastique de Fontevraud[118] ; fondatrice de la congrégation des bénédictines de Notre-Dame du Calvaire dont l'implantation à Paris (3e arrondissement) a laissé son nom à la rue des Filles-du-Calvaire.

### Les pensionnaires de l 'Abbaye
Les « commensaux », officiers, employés et pensionnaires de l'abbaye royale pouvaient être nombreux. En 1640, Jean Lardier, bibliothécaire et historien de l'ordre de Fontevraud, y recense ainsi pas moins de 90 personnes au service de la cité monastique : intendant, médecin, chirurgien, apothicaire, boulanger, boucher, forestier, « botcheleur » (chargé de la distribution du foin)…
Ces personnes vivaient, en famille quand elles étaient mariées, dans la Grande Clôture, c'est-à-dire dans la clôture générale, distincte de celle des religieuses. L'abbaye royale comptait ainsi une tonnellerie, une buanderie, un moulin, une boulangerie, une graineterie, une boucherie, des écuries (« fannerie » — abritant aujourd'hui le musée d'art moderne de Fontevraud), des logements pour le médecin et le chirurgien.

## Architecture

### La cour du dehors

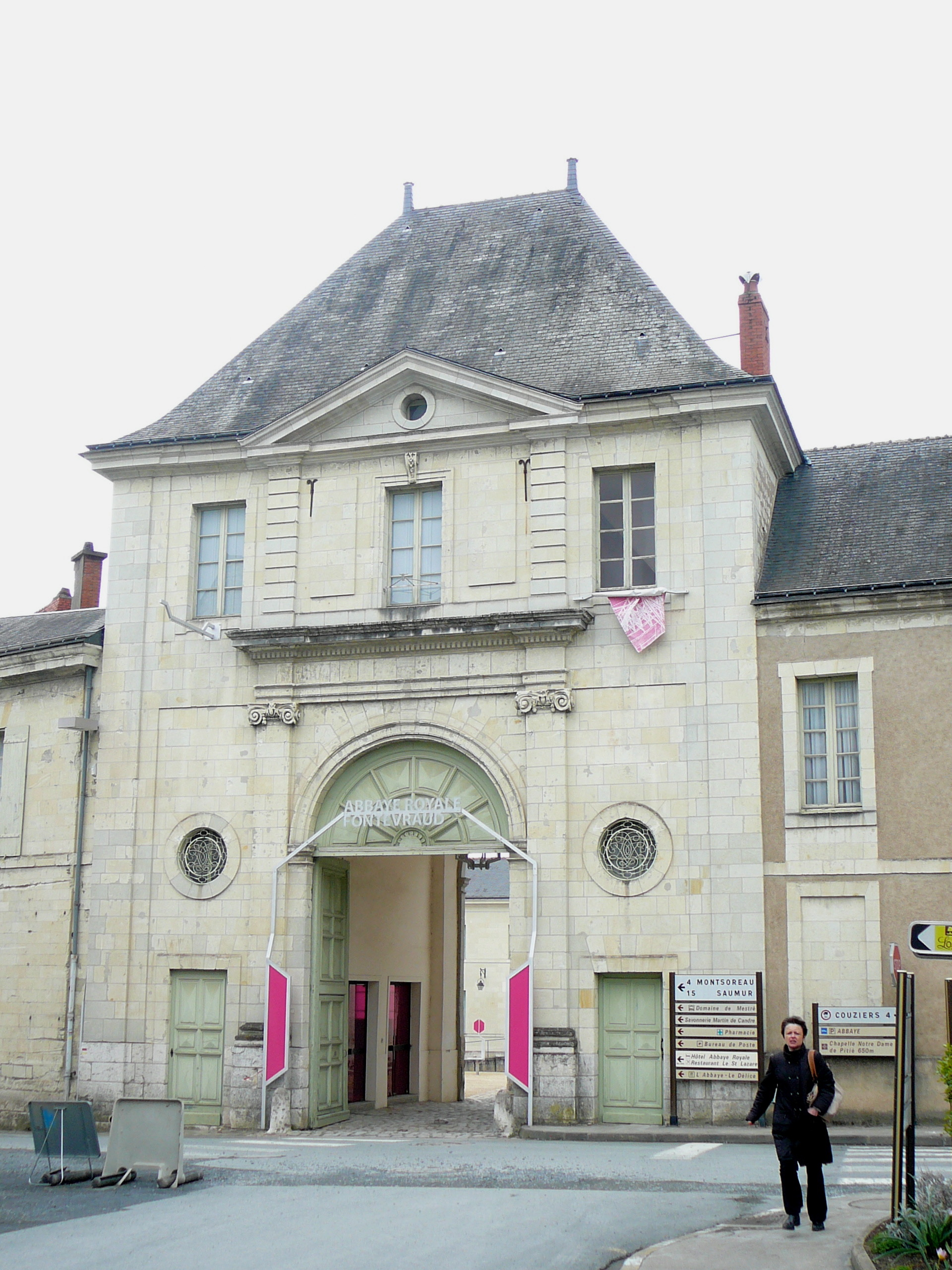
Le majestueux portail d'accès à l'abbaye royale de Fontevraud.

Venant de la place des Plantagenêts (appellation contemporaine) et une fois passé le majestueux portail d'entrée de l'abbaye royale appelé « Athanasis » ou « de l'immortalité » s'offre aux regards la cour d'honneur plus communément nommée jusqu'à la fin du XVIIIe siècle « cour du dehors » en ce qu'elle se situait en dehors de la clôture monastique avec comme bâtiments évoquant la vie monastique et de gauche à droite :

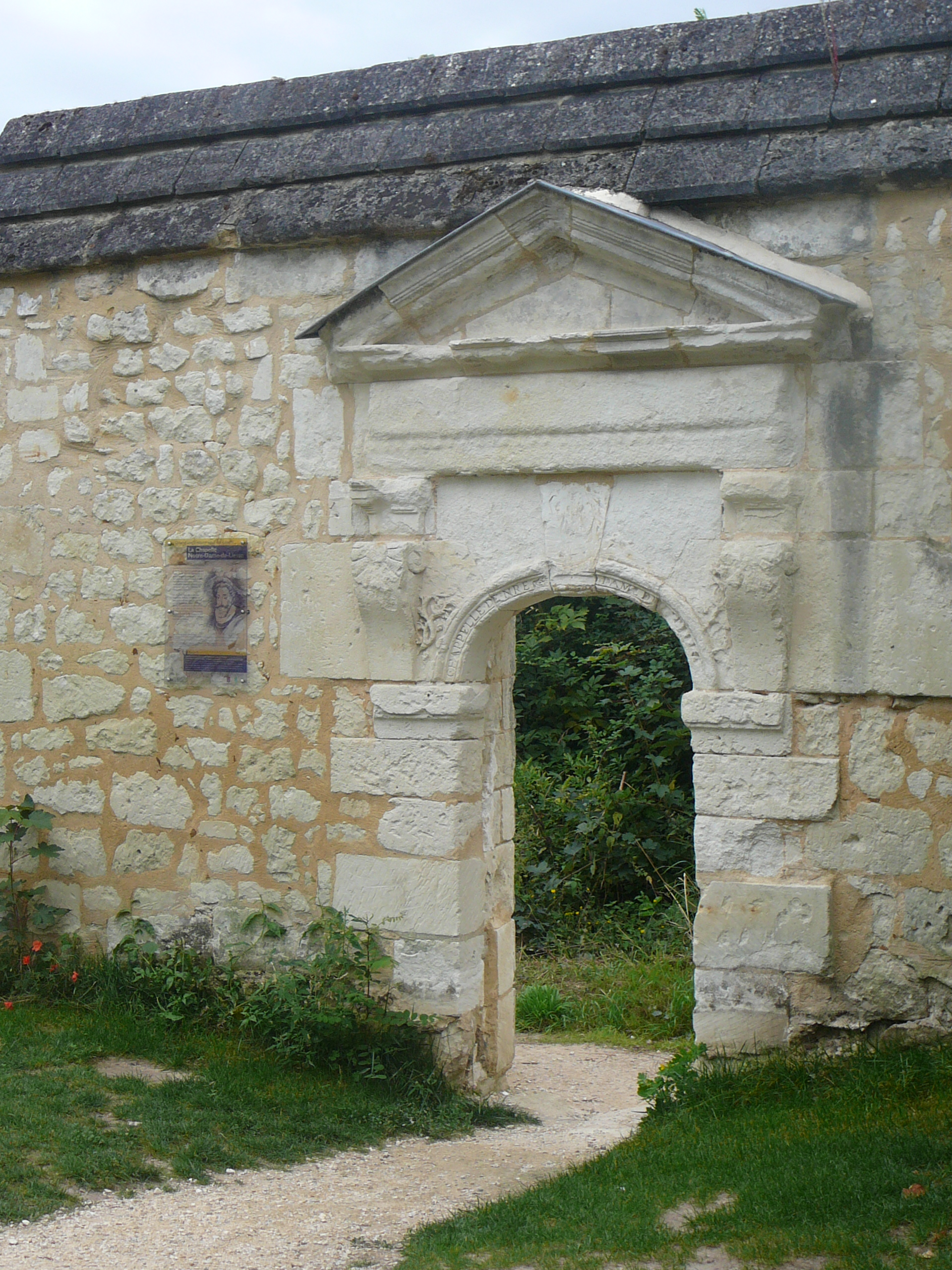
La porte donnant accès à l'enclos de Notre-Dame de Liesse (Fontevraud-l'Abbaye).

- La fanerie (dont le nom vient de foin) où l'on stockait le fourrage pour les chevaux et les attelages de l'abbesse (carrosses et écuries, sans oublier le logement des palefreniers) et qui a été édifié vers 1786[121].
- La cour des fours (boulangerie) un peu à l'écart pour éviter tout risque d'incendie.
- Le logis de l'abbesse (palais abbatial) -guère mis en valeur aujourd'hui et dont il est impossible d'avoir une vue d'ensemble — construit au XVIIe siècle se situe juste en face de la Fanerie. Ce logis ne doit pas être confondu avec le bâtiment homonyme abritant les mêmes abbesses séjournant à Saumur[122]. Le logis de l'Abbesse dont la fonction est suffisamment explicitée par son nom[123] était relié par un ponceau — aujourd‘hui détruit — enjambant la rue du Logis-Bourbon et le reliant au logis Bourbon, précisément, englobé dans la clôture religieuse.
- Le logis Bourbon construit par Eléonore de Bourbon, tante d'Henri IV — 29e abbesse — où résidèrent « Mesdames », les quatre dernières filles de Louis XV — âgées de 5 ans à 11 mois — pendant le long séjour qu'elles firent de 1738 à 1750, volontairement loin de la Cour et du mauvais exemple qu'elles auraient pu y trouver[Note 6],[124]. Ce logis avait été construit par l'architecte Jean Aubert, plus connu pour les travaux qu'il effectua au palais Bourbon et à l'hôtel de Lassay à Paris. Une chapelle nommée Notre-Dame de Liesse édifiée en 1589-1591 facilitait les dévotions de Mesdames. La porte — qui n'est plus aujourd'hui murée — dite « des officiants », qui permettait aux officiants d'accéder à la chapelle, en témoigne encore aujourd'hui dans le jardin public de l'allée Sainte Catherine conduisant à l'église Saint-Michel.

### Le Grand-Moûtier
C'est la partie la plus prestigieuse de l'abbaye royale qui abrite en son sein l'église abbatiale (XIIe). Réservée aux religieuses de chœur fontevristes placées sous les ordres de l'abbesse assistée de la grande prieure.
Le contraste est fort entre le chœur et le transept d'une grande simplicité élevés par la grande prieure Hersende de Champagne (1060-1114) sous Robert d'Arbrissel et la nef à coupoles très ornementée, construite après sa mort sous le même Robert d'Arbrissel. Le chœur et le transept de plan bénédictin, à la décoration dépouillée, conformément à la volonté ascétique de Robert d'Arbrissel, furent édifiés avant 1115 certainement par un maître local. Ils furent consacrés à la Vierge Marie le 31 août 1119 par le pape Calixte II. La nef, élevée après la mort de Robert d'Arbrissel, sans doute vers 1118-20, dut être achevée vers 1130. Par ses abondantes sculptures elle contraste vivement avec le classicisme du chœur et du transept auquel elle a été rattachée après coup. Elle présente des similitudes avec la cathédrale d'Angoulême, à file de coupoles elles aussi, où les religieuses de Fontevraud s'étaient rendues lors d'un concile en 1118. Pour la construction de cette nef, les moniales ont dû faire appel à un maître d'œuvre venu du Midi. Complètent les constructions monastiques le réfectoire, les dortoirs, le cloître (XVIe siècle) avec la salle capitulaire et la cuisine fumoir.

#### L'église abbatiale

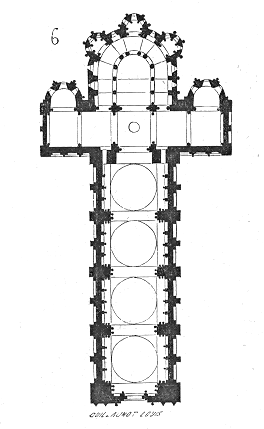
Plan de l'église abbatiale tiré du Dictionnaire raisonné de l'architecture française d'Eugène Viollet-le-Duc.

La construction de l'église débute peu après la fondation de l'ordre en 1101. Une première église est ébauchée et la construction de l'abside débute. Mais le projet avorte vite : sous l'affluence des fidèles, on transforme les plans et on commence la construction de l'église actuelle,. Les parties inférieures du chœur et du transept sont déjà fortement avancées vers 1115 puis consacrées le 31 août 1119 par le pape Calixte II. Les parties hautes suivent rapidement. Il était prévu à l'origine de couvrir la nef d'une charpente, mais après 1119, l'idée est abandonnée au profit d'une voûte à file de coupoles,.

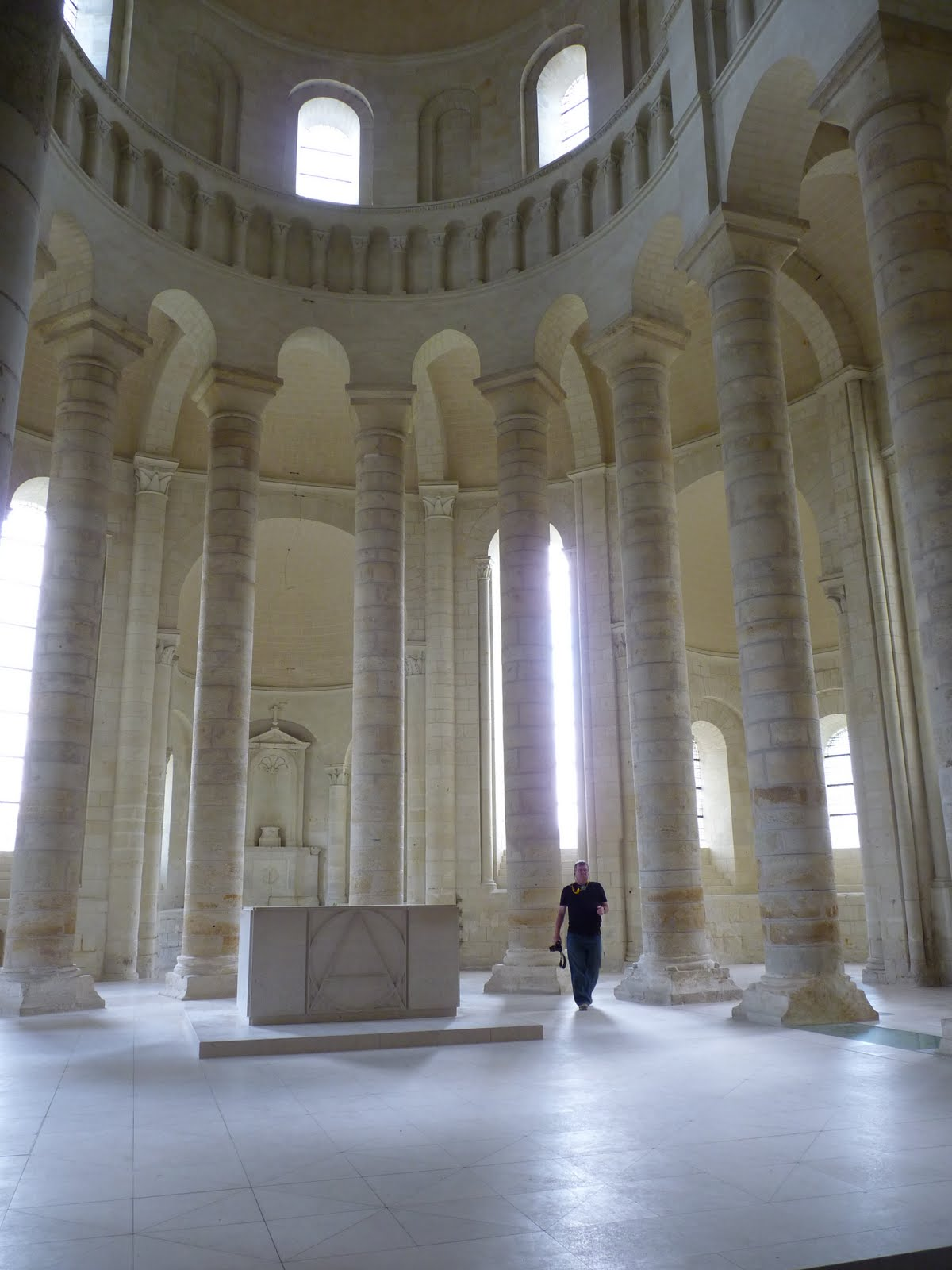
Vue du chœur, du déambulatoire et des chapelles.

Entre les années 1980 et 1990, dix ans de fouilles du sol de l'abbatiale mirent au jour des indices exceptionnels sur les premières années de construction notamment l'existence d'une monumentale clôture en pierre représentant le jugement dernier datant d'avant 1199. Cette clôture séparait la nef en deux avec d'un côté les religieuses, et de l'autre les laïcs, qui étaient autorisés à pénétrer dans l'abbaye à l'occasion d'événements exceptionnels. La face représentant le Jugement dernier, savamment sculptée dans le tuffeau, n'était visible que des laïcs, et le mur était si haut que moniales et laïcs ne pouvaient pas se voir.
L'église abbatiale de Fontevraud, sous le vocable de Notre-Dame, se trouve au nord du monastère du Grand-Moûtier. Elle est constituée d'une nef couverte par quatre coupoles, d'un transept saillant avec deux chapelles orientées et d'un chœur avec déambulatoire et trois absidioles. L'édifice a une longueur totale de 90 mètres. Elle est construite en tuffeau, une pierre calcaire tendre, très présente dans le Saumurois, ce qui a permis l'extraction à proximité de l'abbaye, dans des carrières souterraines.
L'abside du chœur à déambulatoire de l'église tranche avec le reste de l'édifice par son parti-pris architectural : il s'élance en hauteur grâce à une dizaine de colonnes surmontées d'arcs légèrement brisés. Suivent une frise d'arcatures aveugles, puis des fenêtres hautes, tour à tour ajourées et aveugles. L'abside se termine en hauteur avec un étage de fenêtres supérieures. Le déambulatoire, délimité autour du chœur par les colonnes, s'ouvre sur trois chapelles, deux rayonnantes et une axiale. Chacune des chapelles possède une baie, complétant l'abondante luminosité de cette partie de l'édifice.

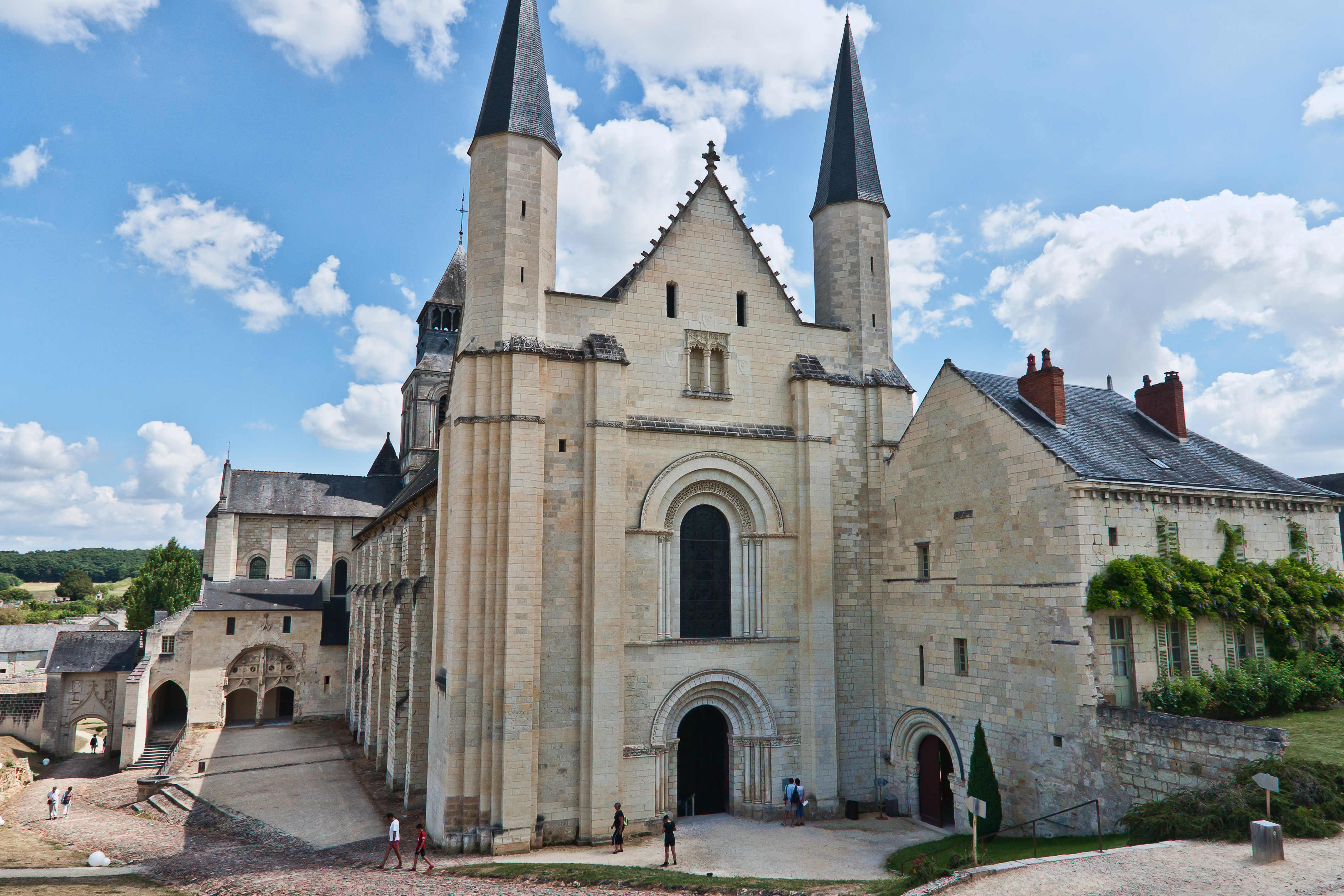
Façade ouest de l'abbatiale.
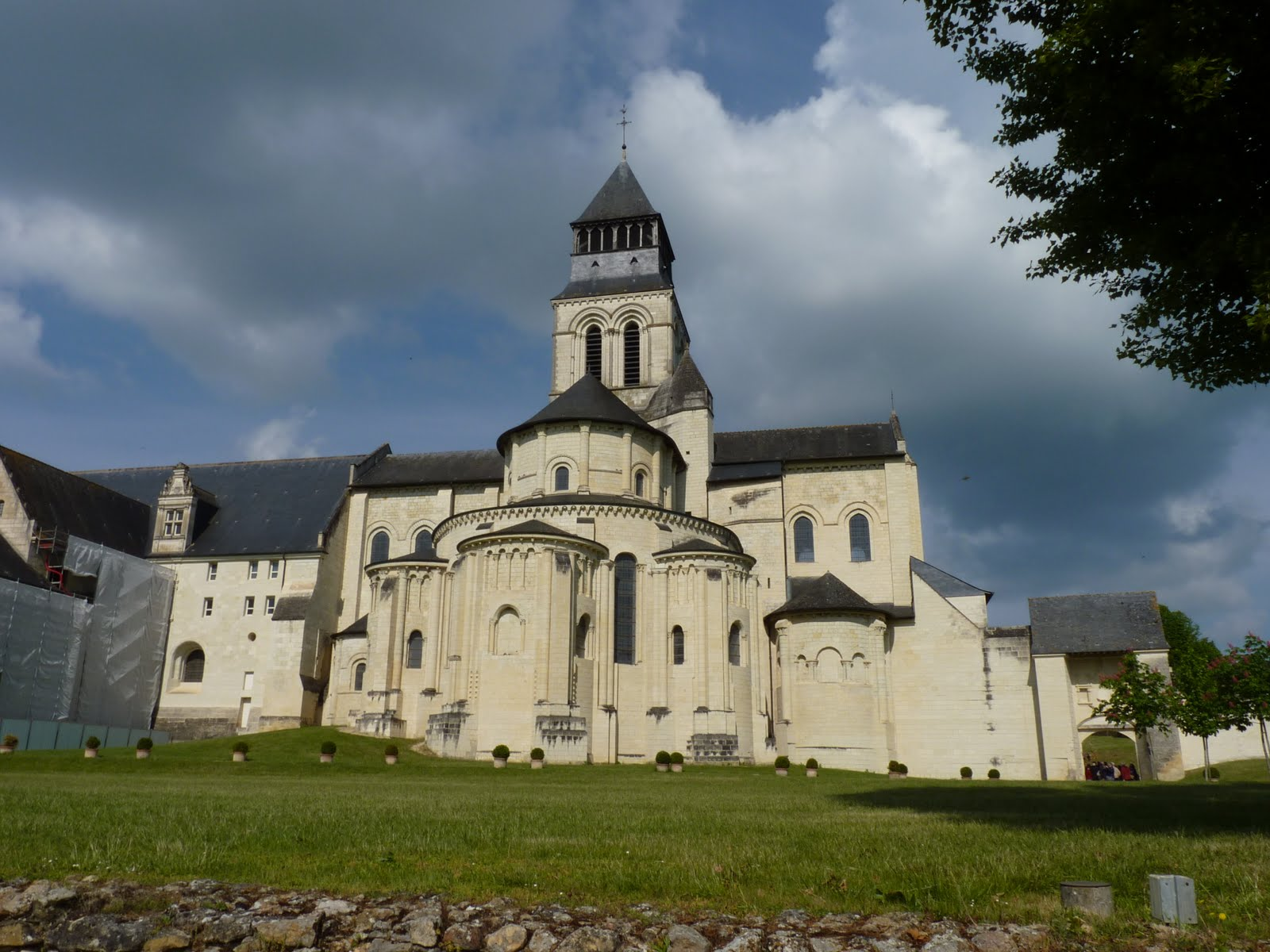
Vue du chevet.
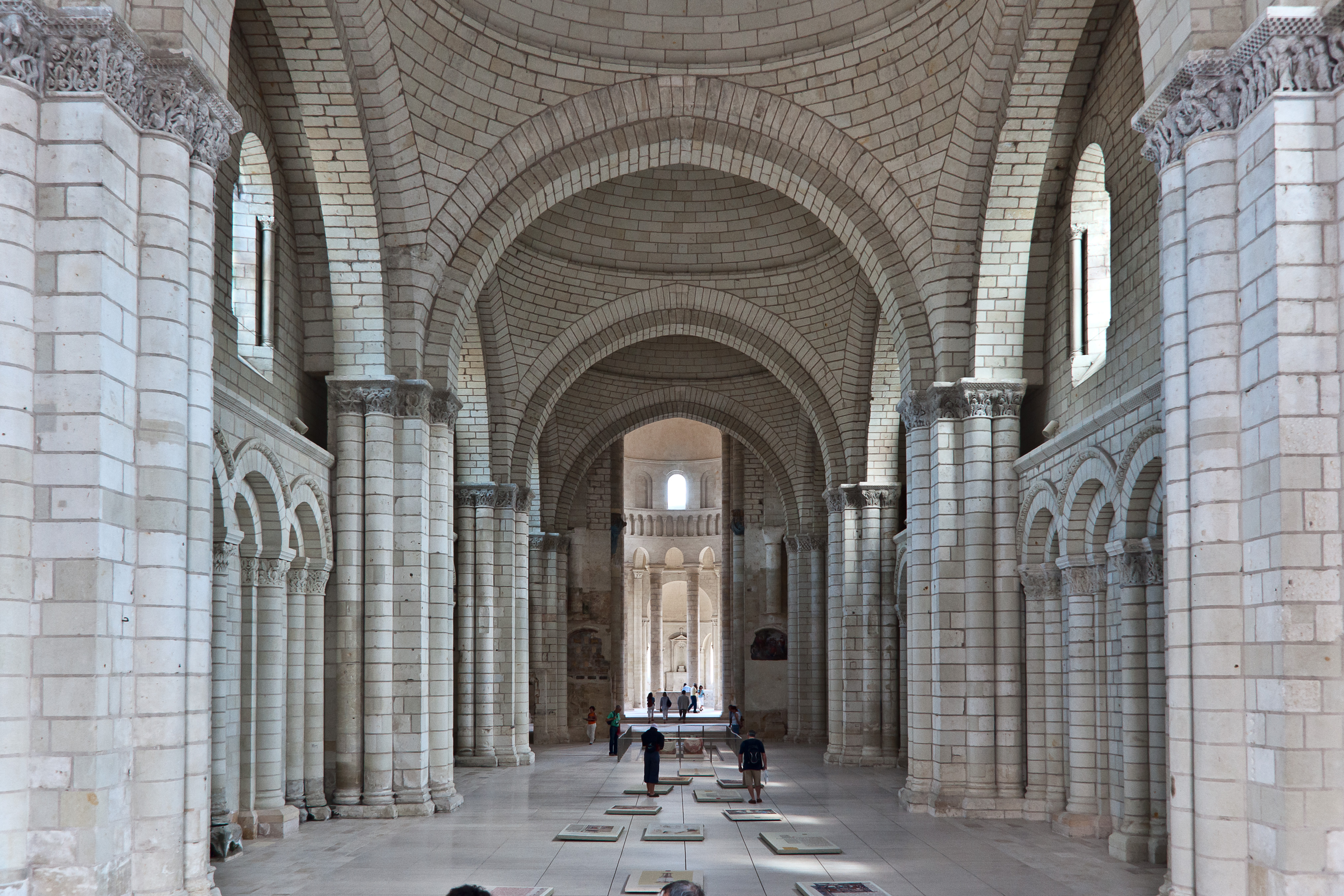
Vue intérieure de la nef.

Le transept de l'abbatiale, couvert d'une voûte en berceau brisé, est très saillant. La croisée du transept est surmontée d'une coupole, bien moins imposante que celles de la nef, dont les pendentifs retombent sur des colonnes engagées. La hauteur sous la croisée atteint vingt-trois mètres. Les deux bras du transept s'ouvrent chacun sur une chapelle orientée. On compte jusqu'à huit ouvertures sur le bras nord, tandis que les aménagements plus tardifs du Grand-Moûtier ont obstrué les ouvertures du bras sud.

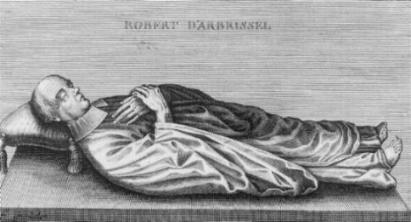
Gravure du XVIII, évoquant le gisant disparu de Robert d'Arbrissel à l'abbaye de Fontevraud.

La nef est constituée de quatre coupoles d'un diamètre de dix mètres chacune, délimitant les quatre travées de la nef. C'est un emprunt architectural à l'Aquitaine, qui se retrouve par exemple dans la cathédrale de Périgueux.
Elle fut décorée par le sculpteur Gervais Delabarre qui y réalisa en 1655 le tombeau de Robert d'Arbrissel, puis le sculpteur Pierre Biardeau (1608-1671) lui succéda dans cette entreprise.

#### La galerie Renée de Bourbon

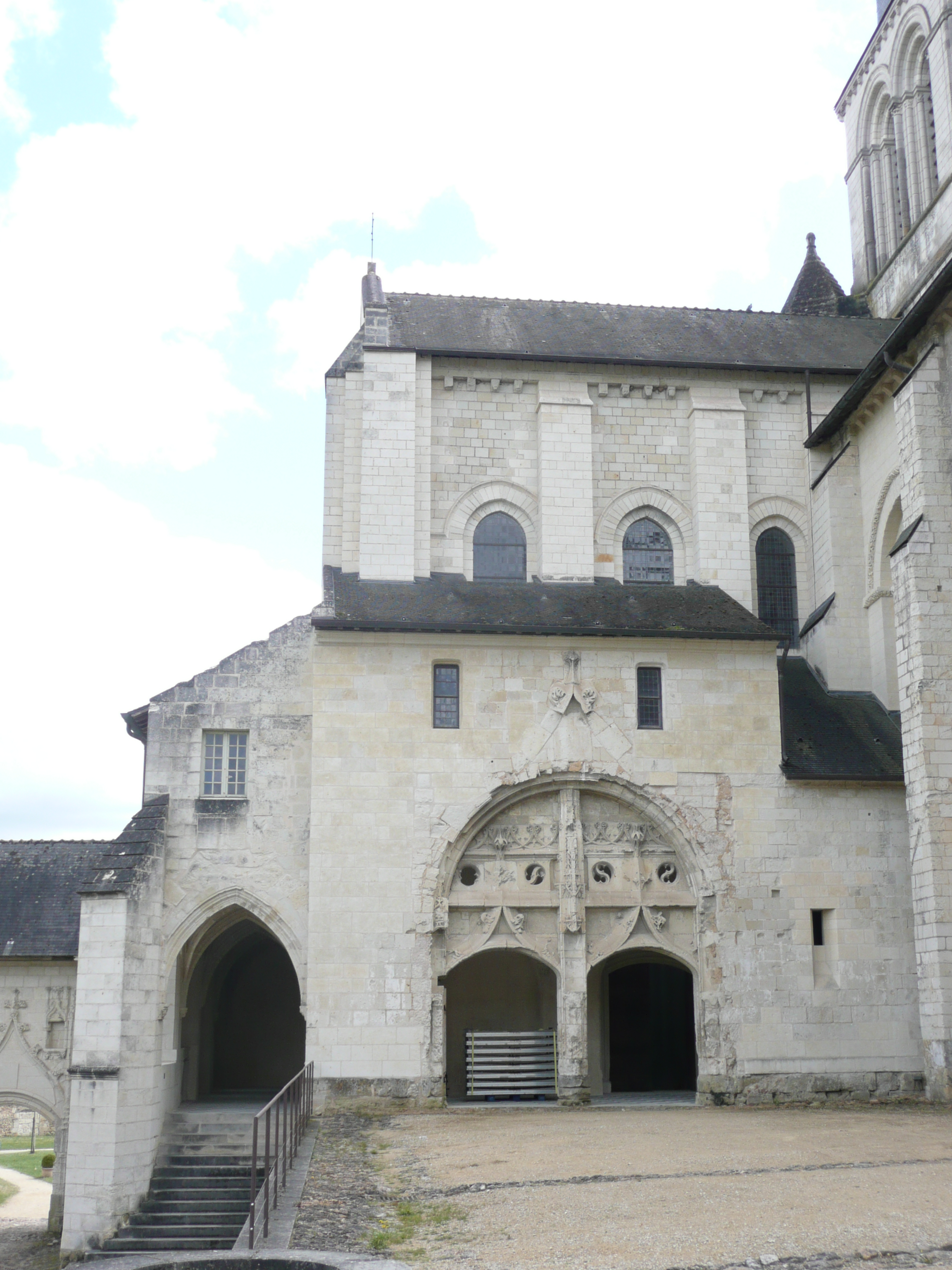
La galerie Renée de Bourbon.

On doit à la 29e abbesse la construction de cette galerie à deux niveaux accolée au transept nord de l'abbatiale à laquelle les moines du prieuré Saint-Jean-de-l'Habit chargé de la vie spirituelle (messes et sacrements) des moniales accédaient, franchissant ainsi la clôture, via une entrée monumentale marquée par un portail au décor flamboyant.
Les dernières années de l'abbaye royale virent cette galerie servir de logement au sacristain et au sonneur.

#### Le cloître
Le cloître forme le centre du monastère du Grand-Moûtier. Long de 59 mètres de côté, il dessert tous les lieux névralgiques de la vie monastique : l'abbatiale, la salle capitulaire, le réfectoire, les cuisines ainsi que les dortoirs.
Le premier cloître est construit au début du XIIe siècle. Il est reconstruit au XVIe siècle, d'abord par la galerie sud en 1519 qui se voit couverte d'une voûte d'ogives, de faible hauteur. Les nervures des voûtes retombent toutes sur des culs-de-lampe historiés. L'extérieur de la galerie sud montre une évolution de style : entre les épais contreforts s'ouvrent des arcs géminées en plein cintre, séparés de pilastres et ornés d'un décor plus classique. Les autres galeries sont reconstruites dès 1548. Elles sont également voûtées en ogives, dont les nervures retombent sur des colonnes semi-engagées ou des culs-de-lampe de style classique. Ces trois galeries se composent d'ouvertures en arc en plein cintre dont les piliers sont ornés de pilastres classiques. Entre deux arcs, vers l'intérieur de la cour, ont été érigées des colonnes jumelés d'ordre ionique surmontées d'un entablement soutenant soit une couverture en ardoises soit les étages supérieurs. Le mur séparant le cloître de l'abbatiale est orné d'une suite d'arcades à caissons non décorés.

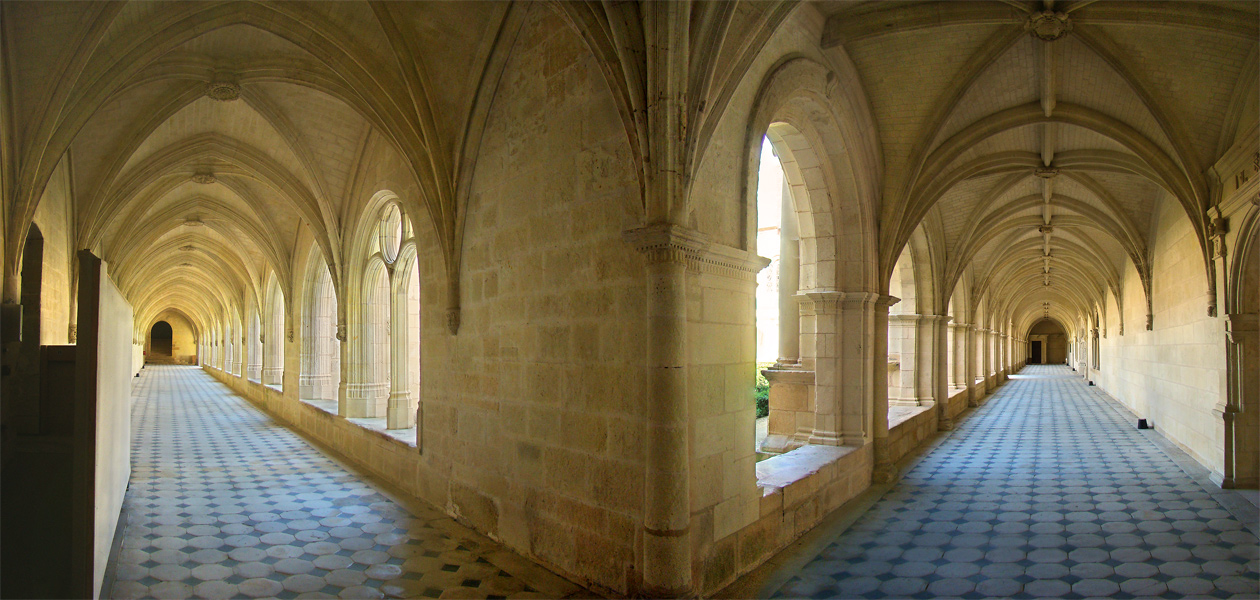
Vue intérieure du cloître. À gauche, la galerie sud (1519), à droite, la galerie est, la plus récente (vers 1548).
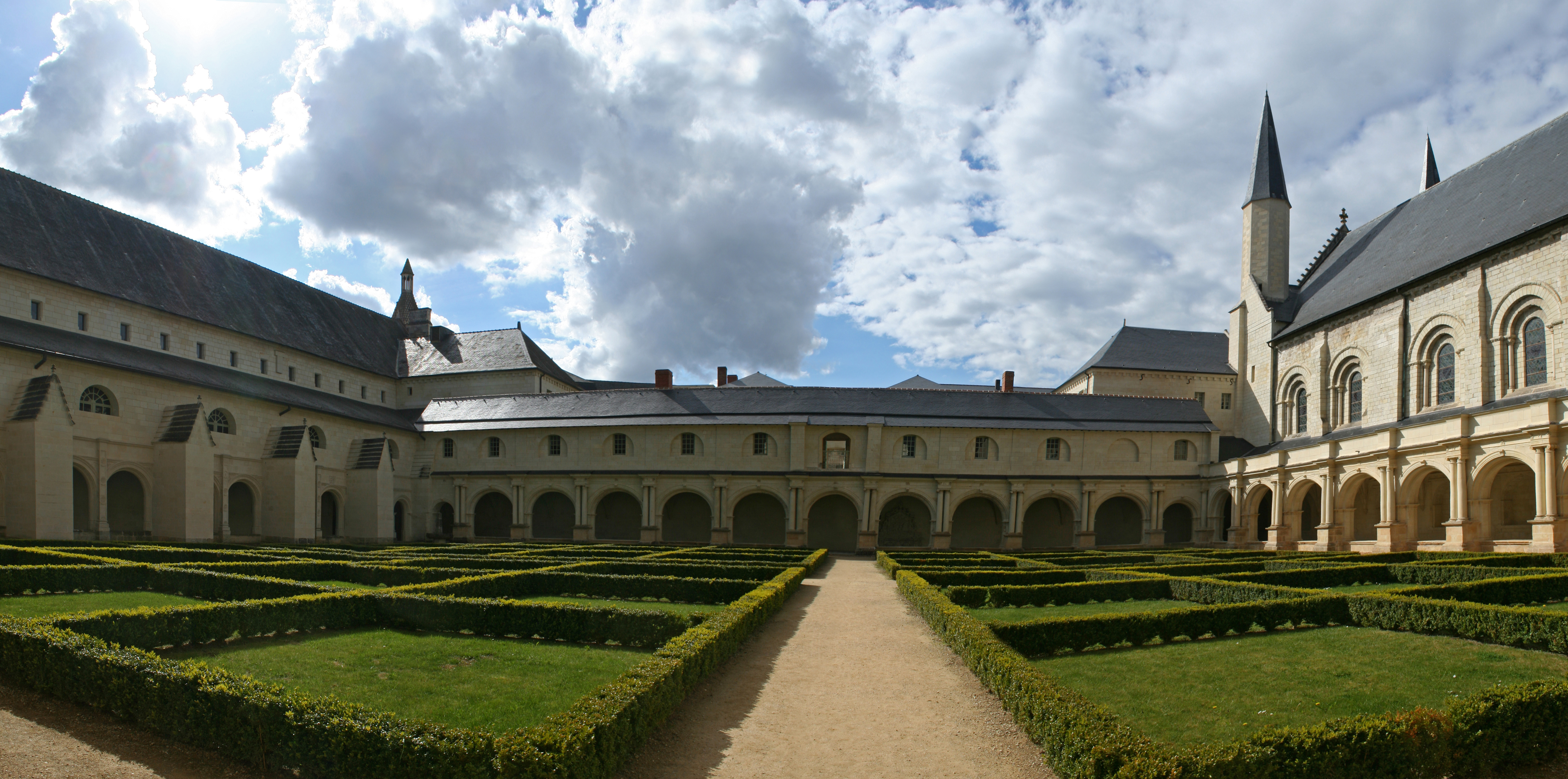
Cloître vue de l'aile est..
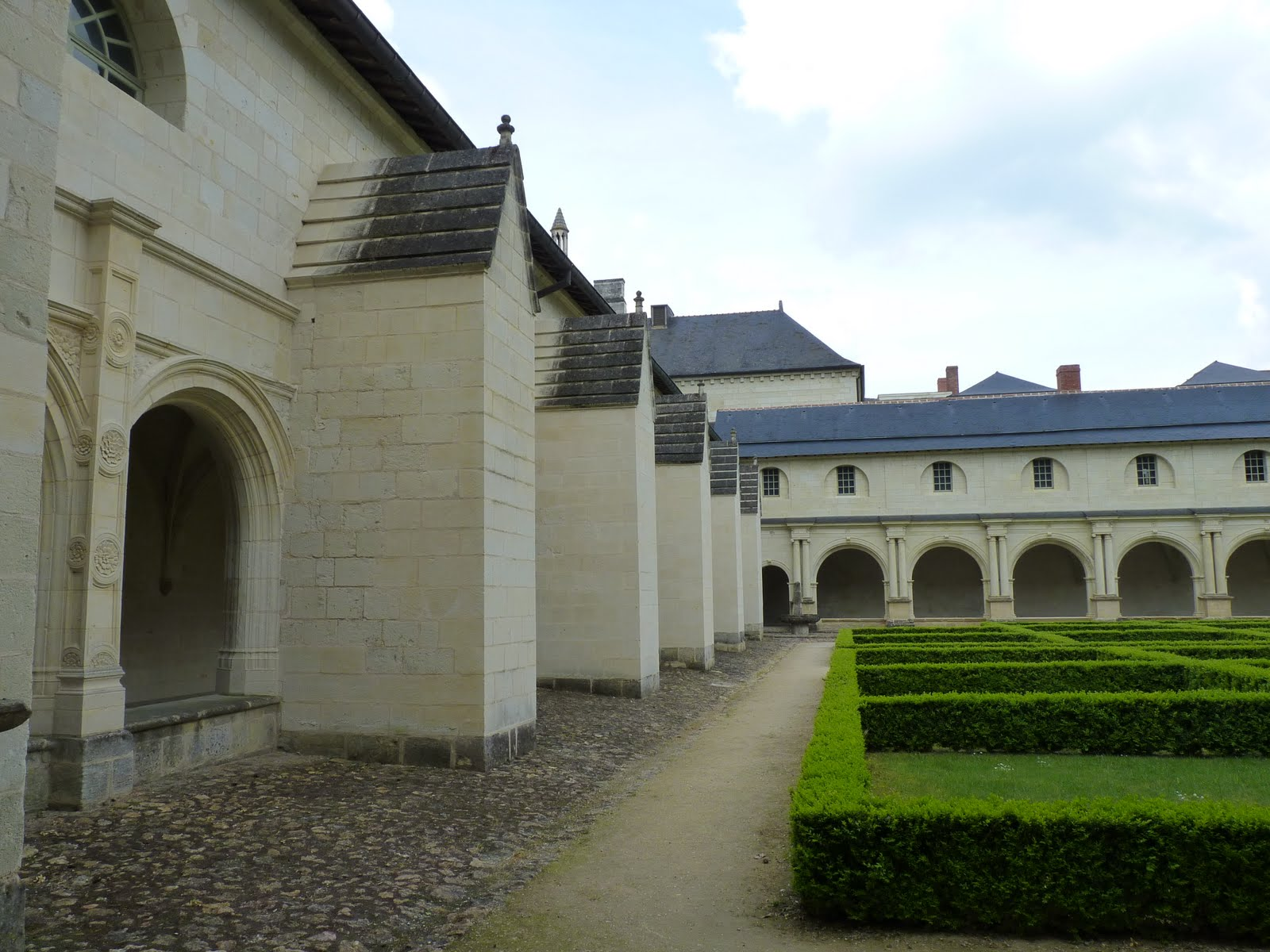
Au premier plan, l'aile sud, plus ancienne.
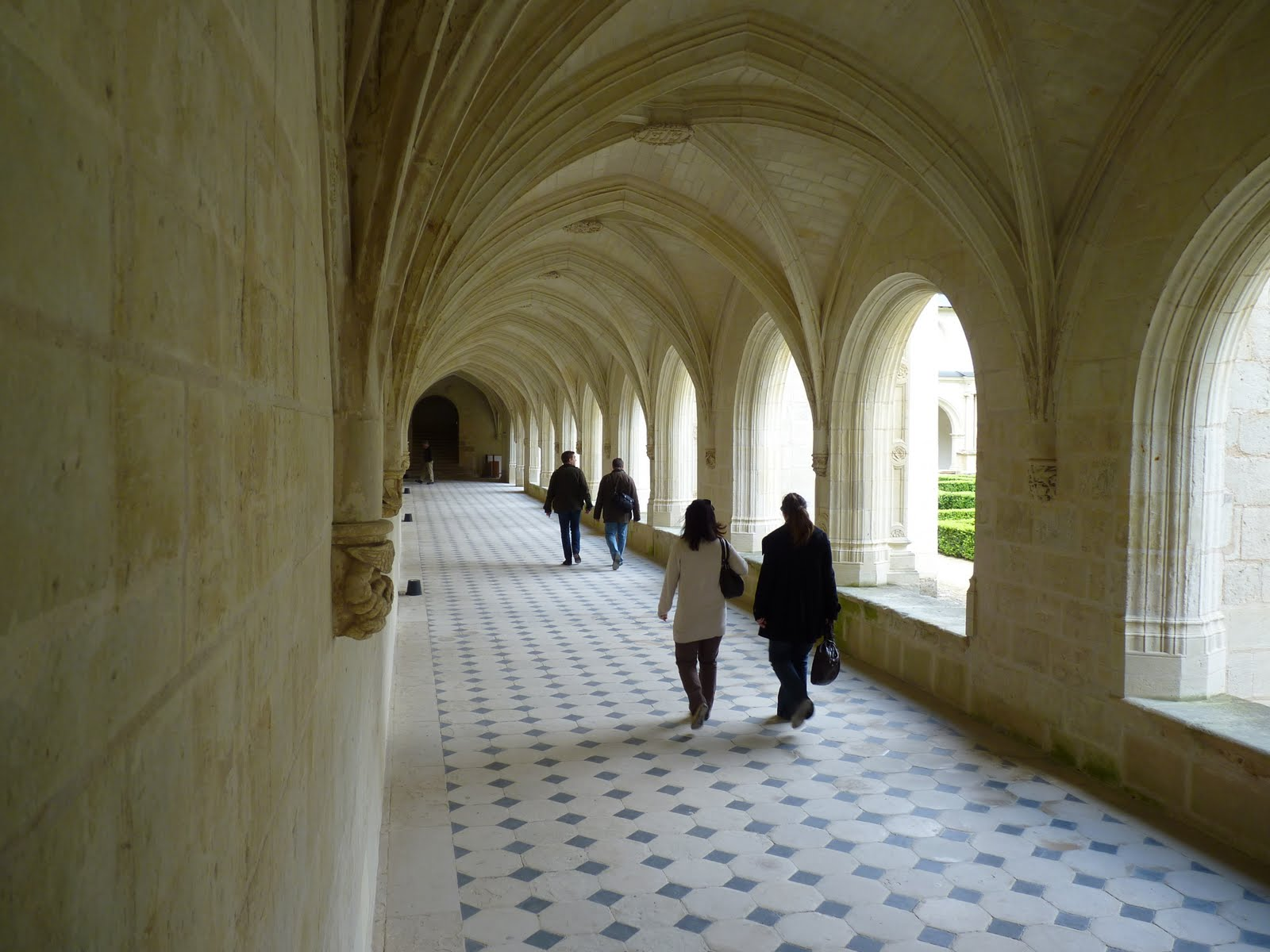
Intérieur de l'aile sud, érigée en 1519.
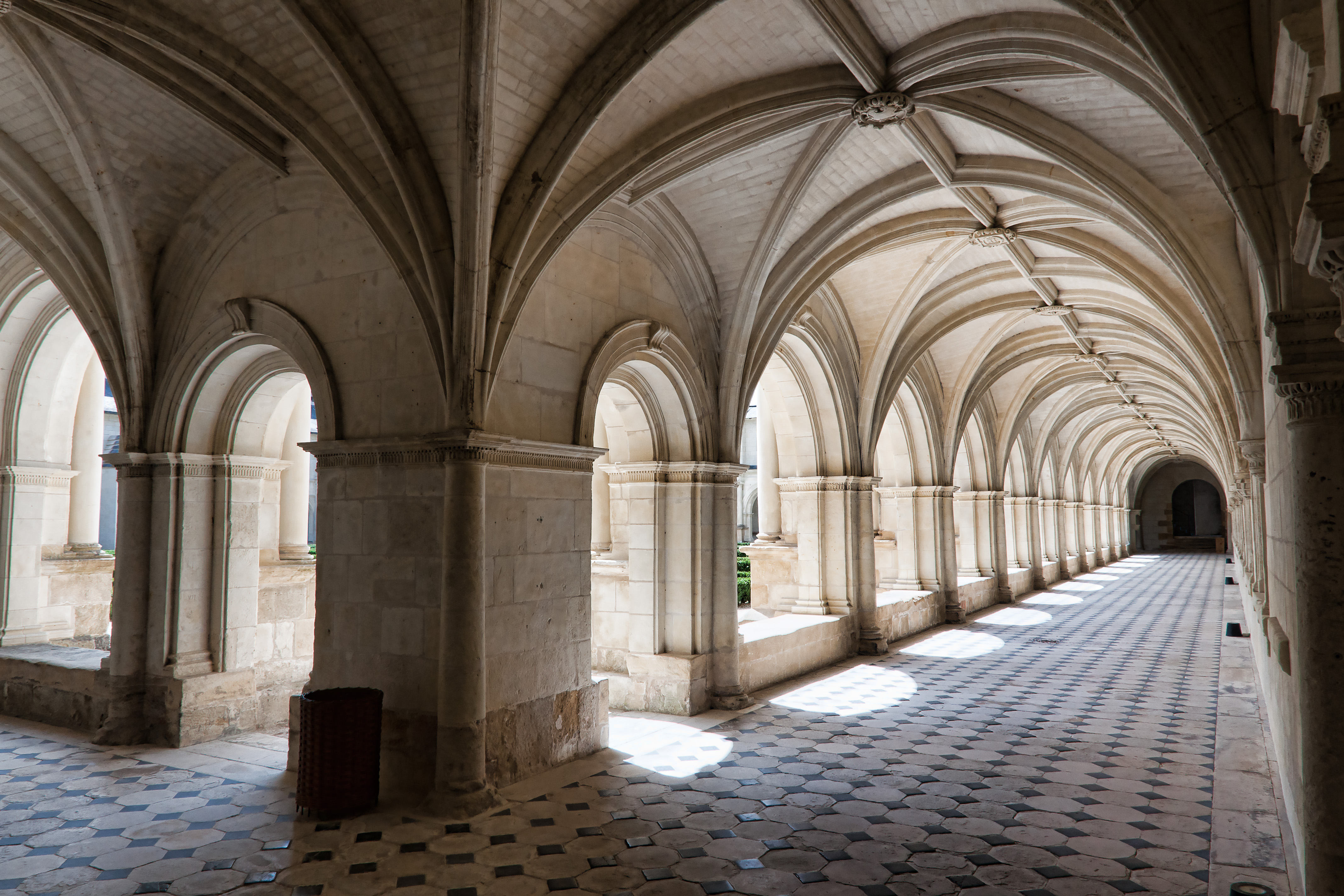
Intérieur de l'aile nord, érigée en 1548.

#### La salle capitulaire
La salle capitulaire, ou salle du chapitre, est la salle où la communauté religieuse se réunit quotidiennement. Au matin, on y discute de l'actualité de l'abbaye : admission au noviciat, élection, réception de personnalité, lecture des annonces ou proclamations de l'évêque ou du pape. En soirée, on y lit un chapitre de la règle ainsi que des textes édifiants. C'est le lieu le plus important concernant l'organisation de la vie monastique.
La salle capitulaire actuelle de Fontevraud a été érigée sous l'abbatiat de Louise de Bourbon, entre 1534 et 1575 à partir de 1541. Elle est constituée d'une voûte d'ogives à six travées retombant sur des culots ainsi que sur deux colonnes, courtes et fines. Elle s'ouvre par un portail richement orné ainsi que par deux baies géminées de part et d'autre de celui-ci.

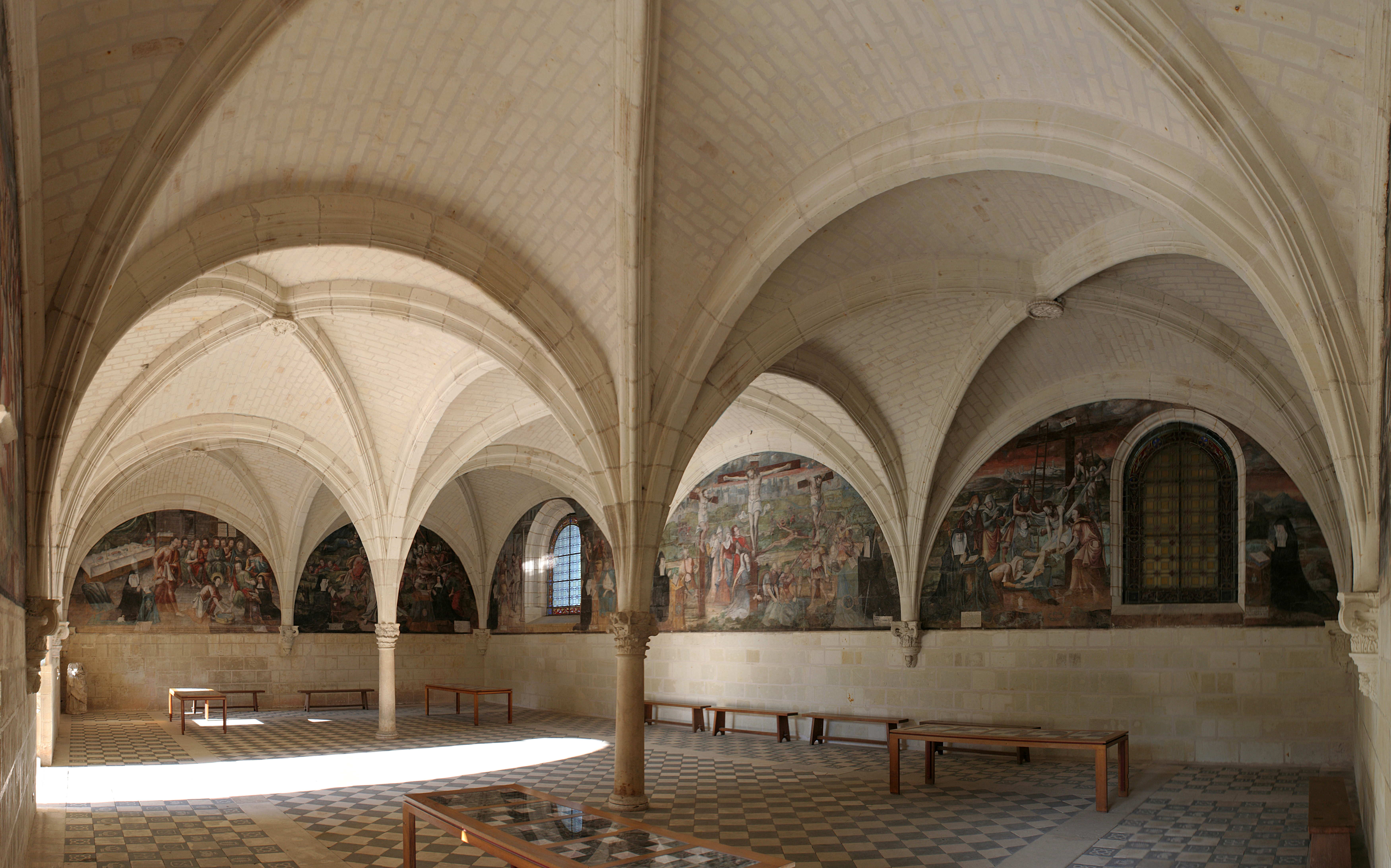
Intérieur de la salle capitulaire
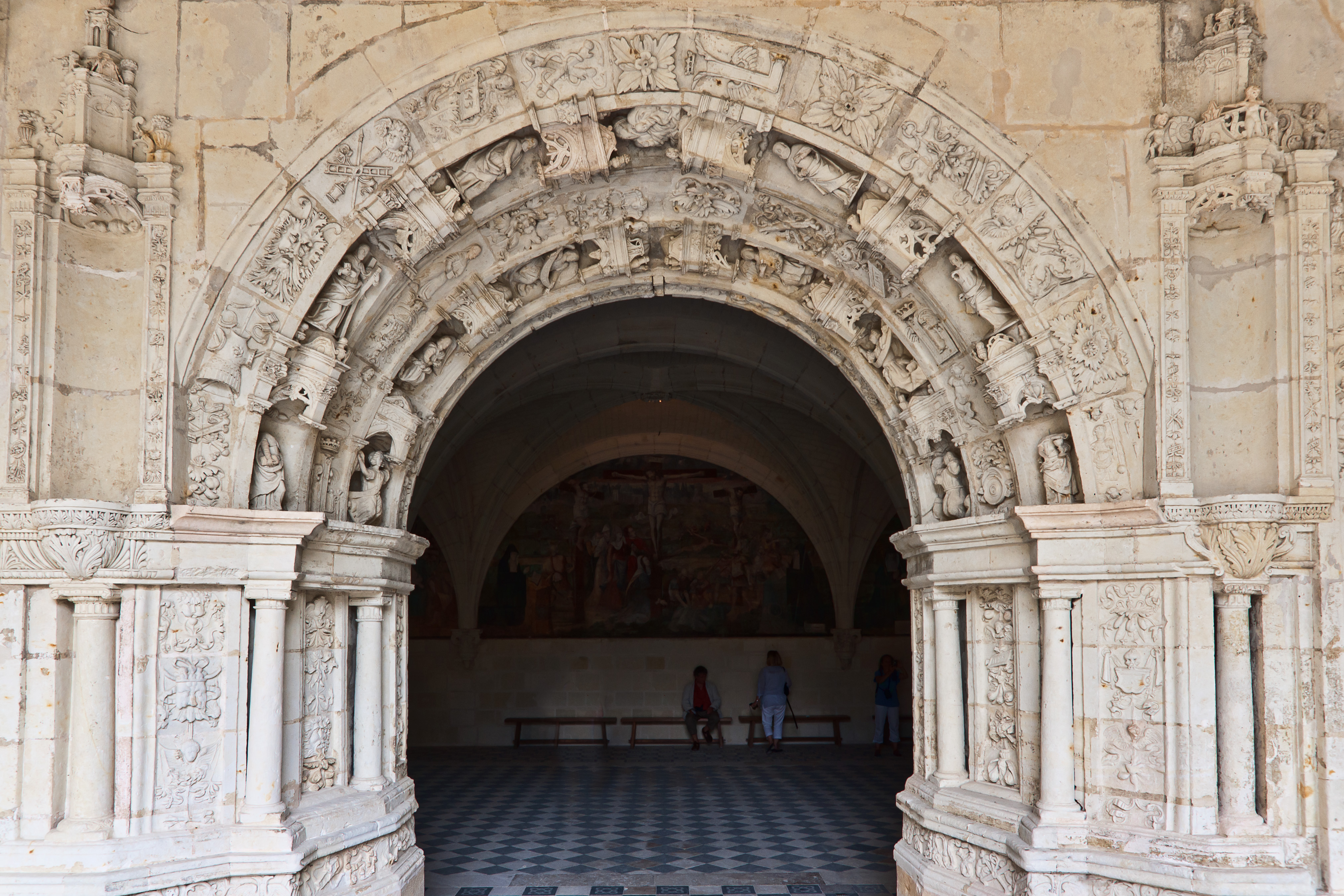
Portail d'entrée.
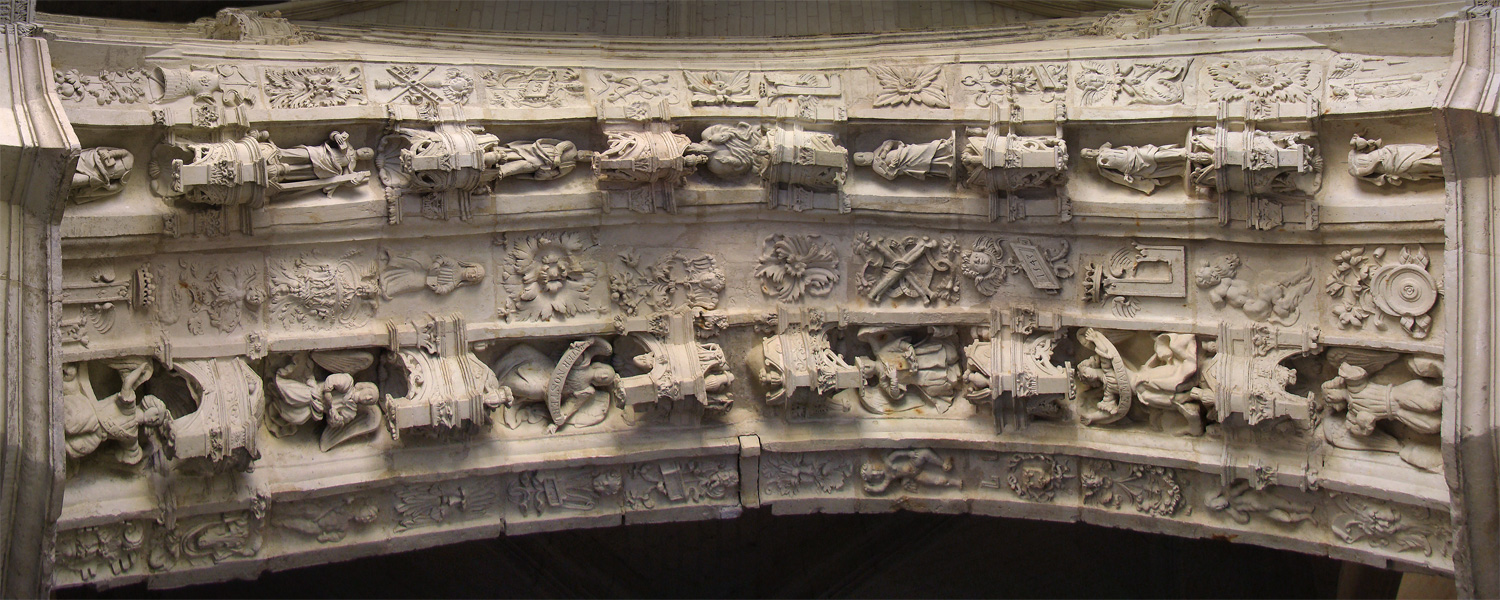
Voussures du portail.
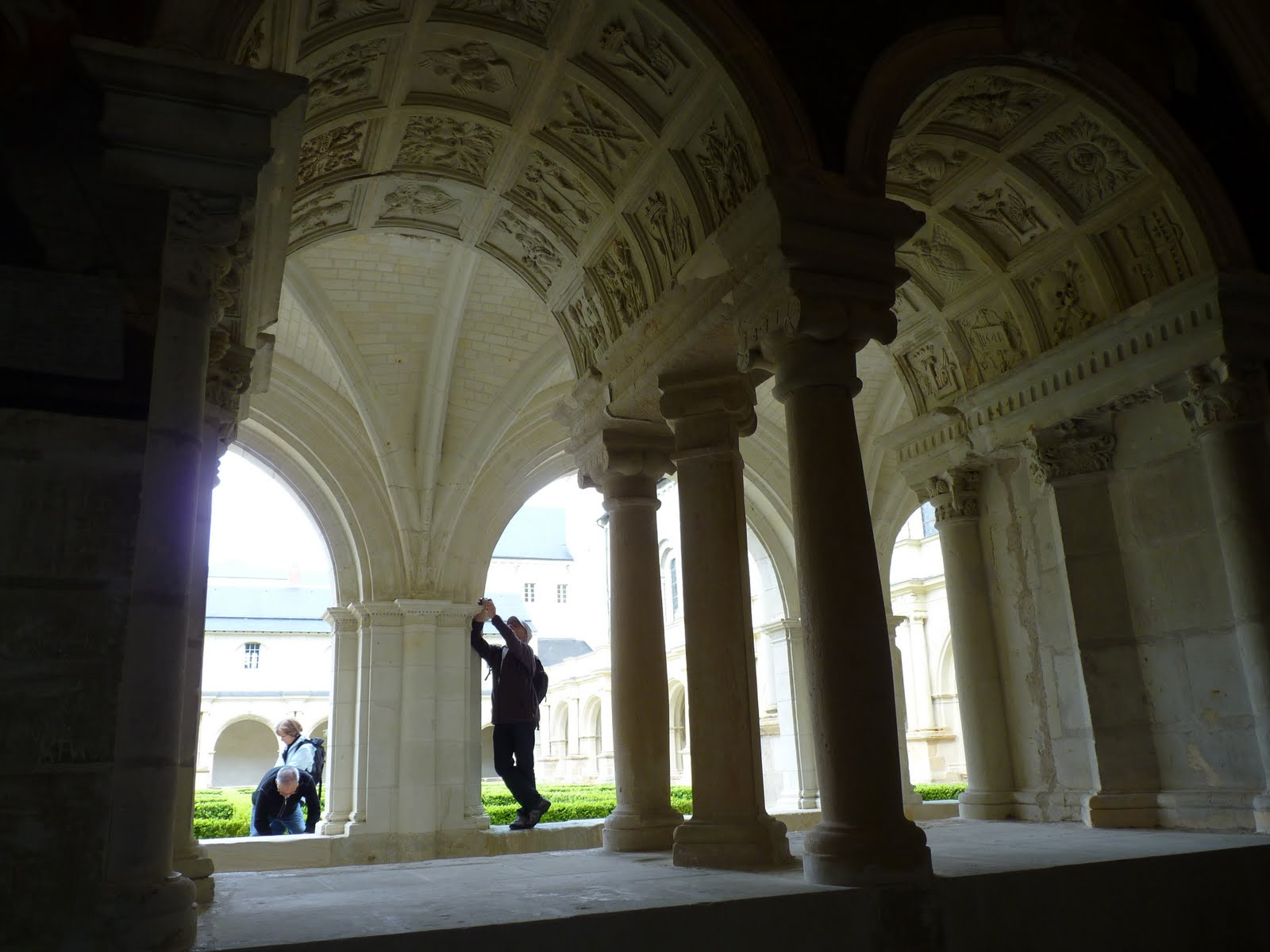
Baies géminées.
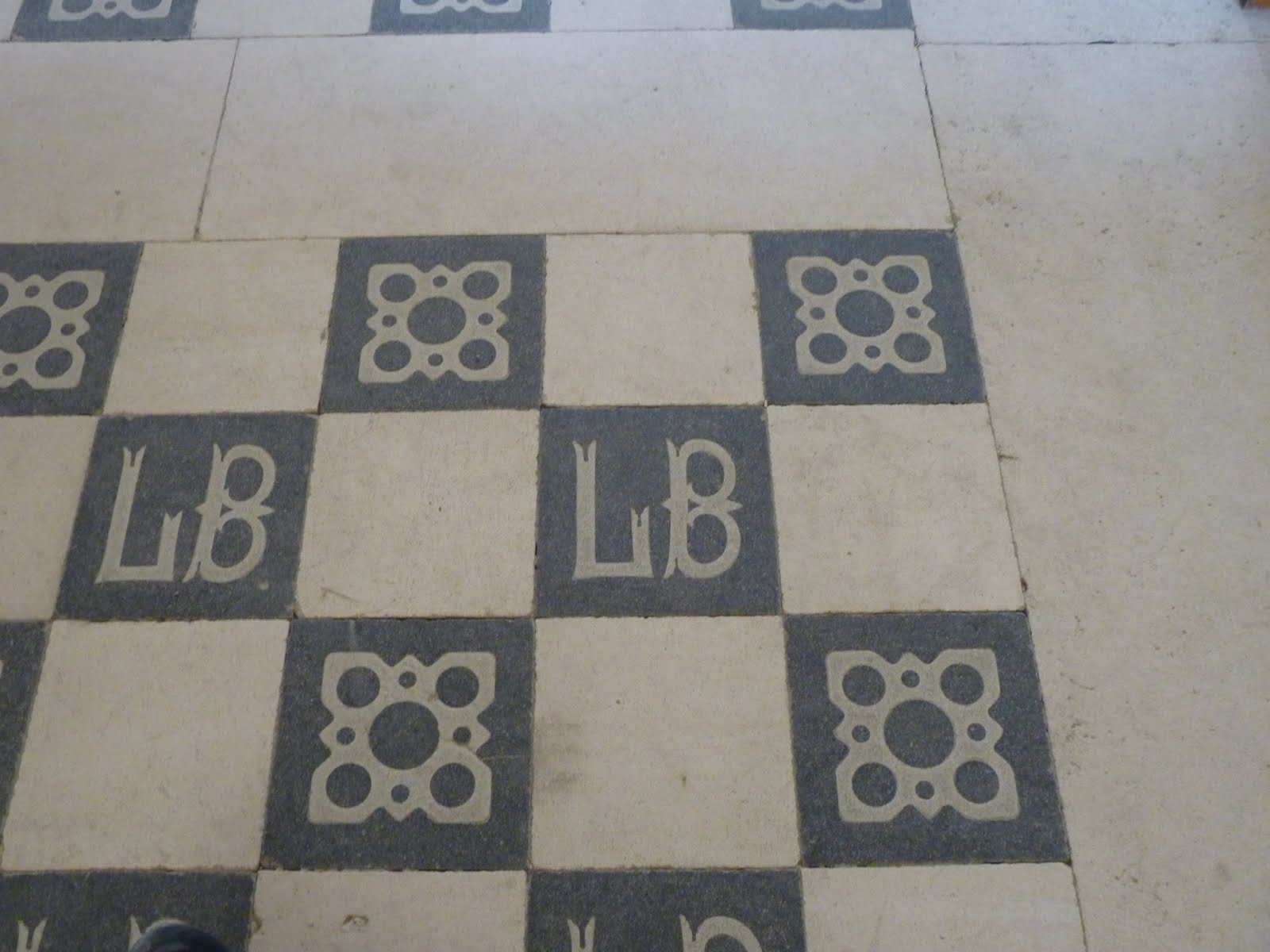
Pavement avec les initiales de Louise de Bourbon.

Les peintures de la salle ont été réalisées par Thomas Pot vers 1565. Elles représentent la Passion du Christ jusqu'à l'Assomption de la Vierge. À l'origine, Thomas Pot représente Renée (à la gauche de Jésus) et Louise de Bourbon (à la droite de Jésus Christ) au milieu des scènes du Nouveau Testament, la crucifixion. Par la suite, d'autres abbesses de Fontevraud sont rajoutées aux différentes scènes. Les peintures sont fortement dégradées ou partiellement détruites lors de la transformation de la salle en magasin à vivres au XIXe siècle. L'aménagement d'une cuisine dans la salle de la communauté participe à faire naître des conditions d'humidité dommageables.
Une première campagne de restauration des peintures est entamée en 1952 à l'initiative de l'inspecteur des Monuments historiques, Pierre-Marie Auzas. Le restaurateur Gaston Chauffrey décrit en octobre 1952 les peintures comme « très malades », mais leur donne selon lui un « aspect satisfaisant » et une lisibilité à la fin de son travail en juin 1953. En 1969, Pierre-Marie Auzas s'alarme une nouvelle fois des dégradations causées par la fuite d'une citerne, notant que par endroits, « la pierre est pulvérisée et la peinture s'épluche ». Plusieurs bilans sanitaires et examens sont mis en place pour étudier les dégradations et proposer les mesures de restauration adéquates. Les premiers travaux de restauration débutent en juin 1978 par la scène de la Crucifixion, et se terminent en 1984. Mais en 1986, on constate des décollements dus au mauvais vieillissement du vernis de protection. Une nouvelle campagne de restauration est lancée en 1990. Les peintures sont désormais mieux documentées. Les restaurateurs peuvent notamment s'appuyer sur les reproductions des portraits des abbesses réalisées à l'initiative de François Roger de Gaignières au XVIIe siècle. Les restaurations sont terminées en 1991.

Peintures de la salle capitulaire
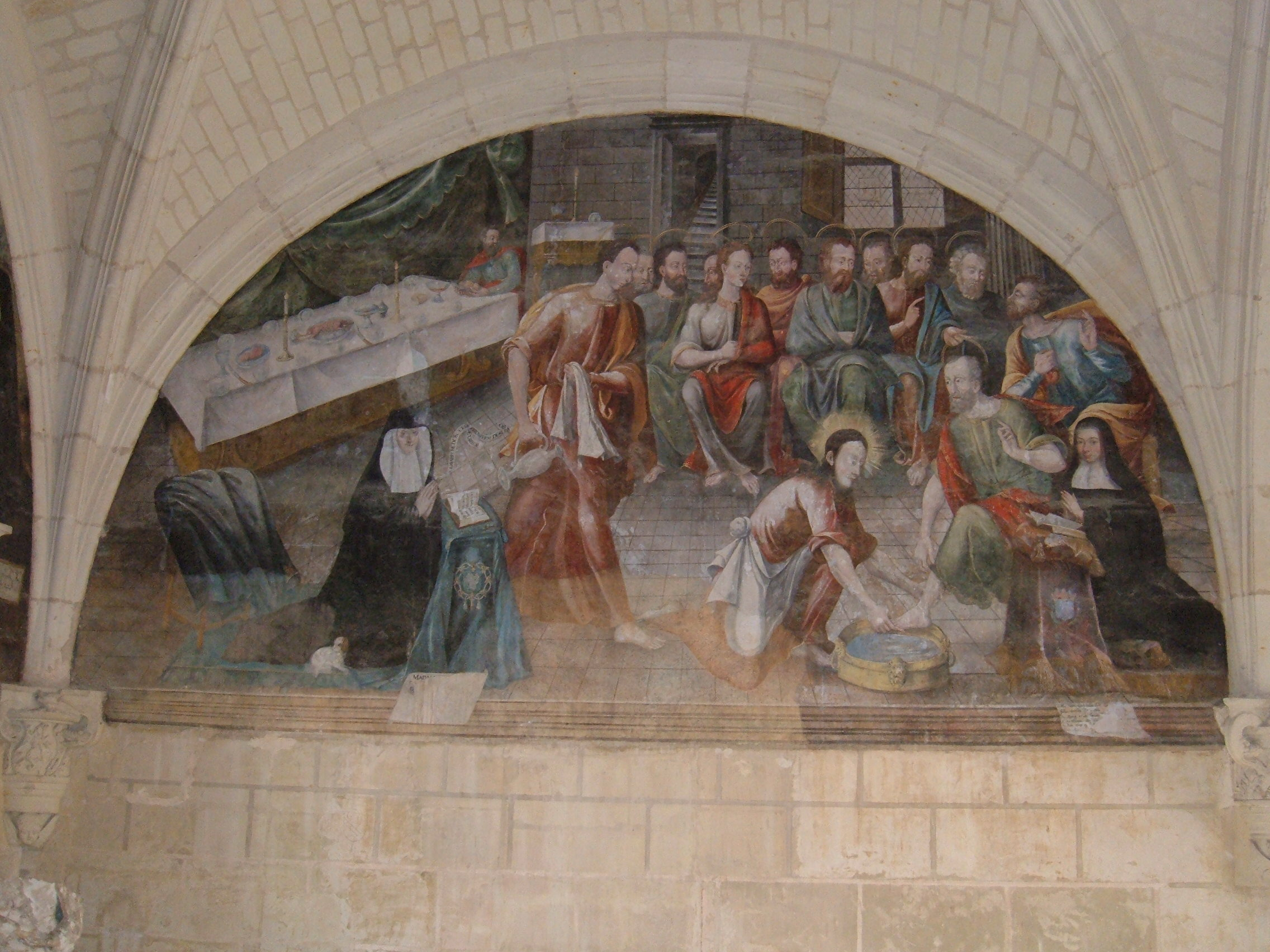
Scène du lavement des pieds.
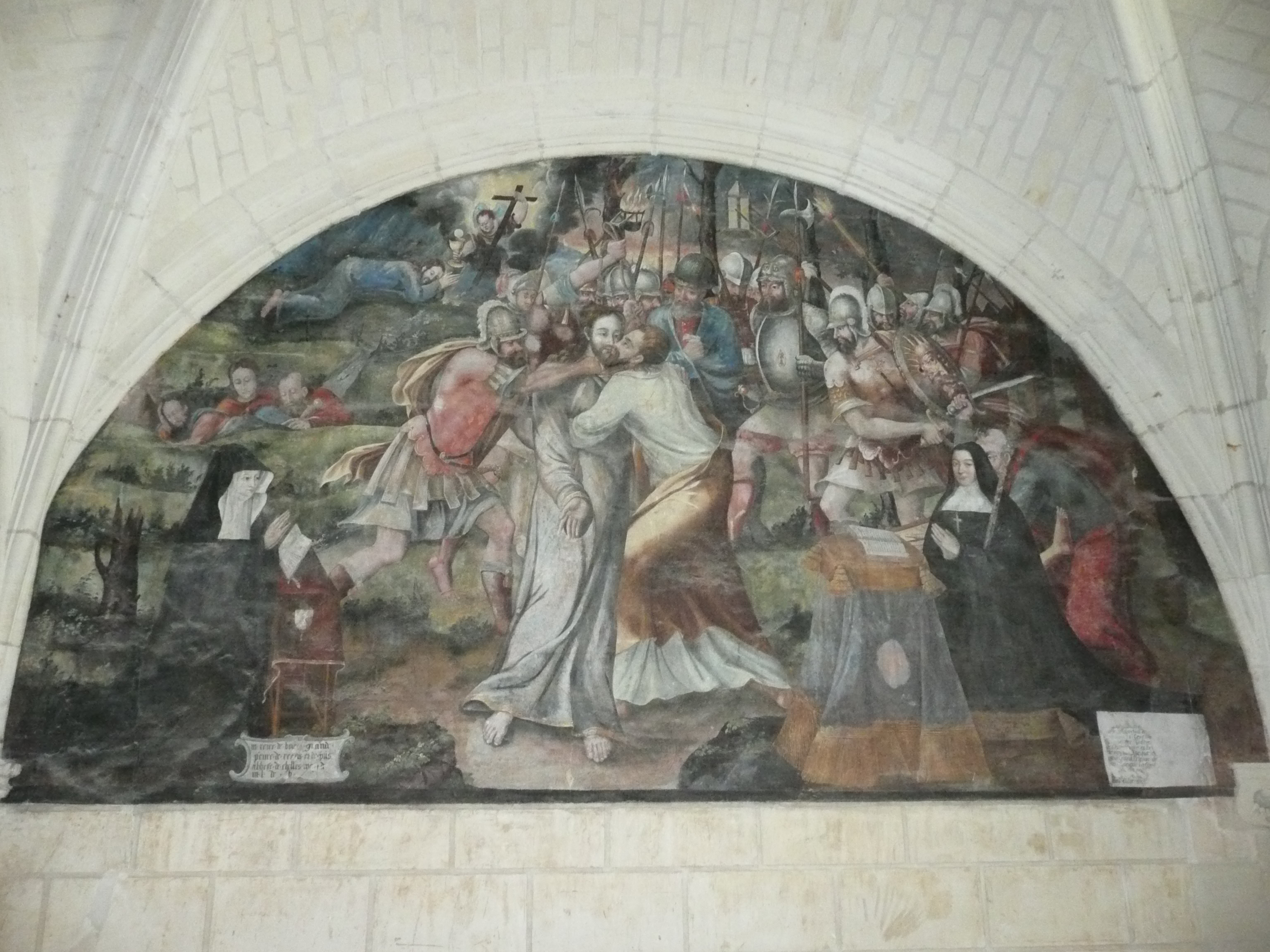
Le baiser de Judas.
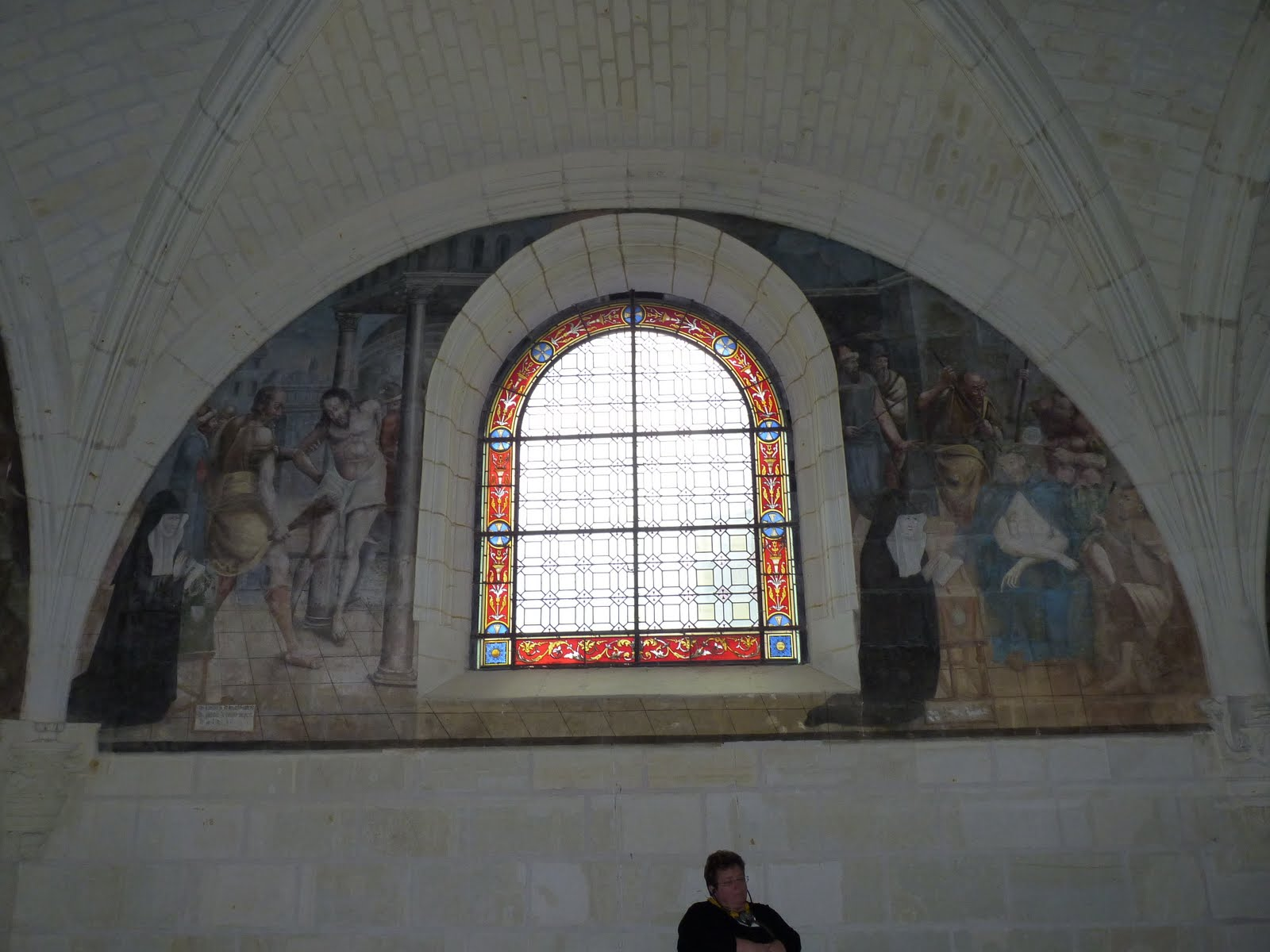
La Flagellation.
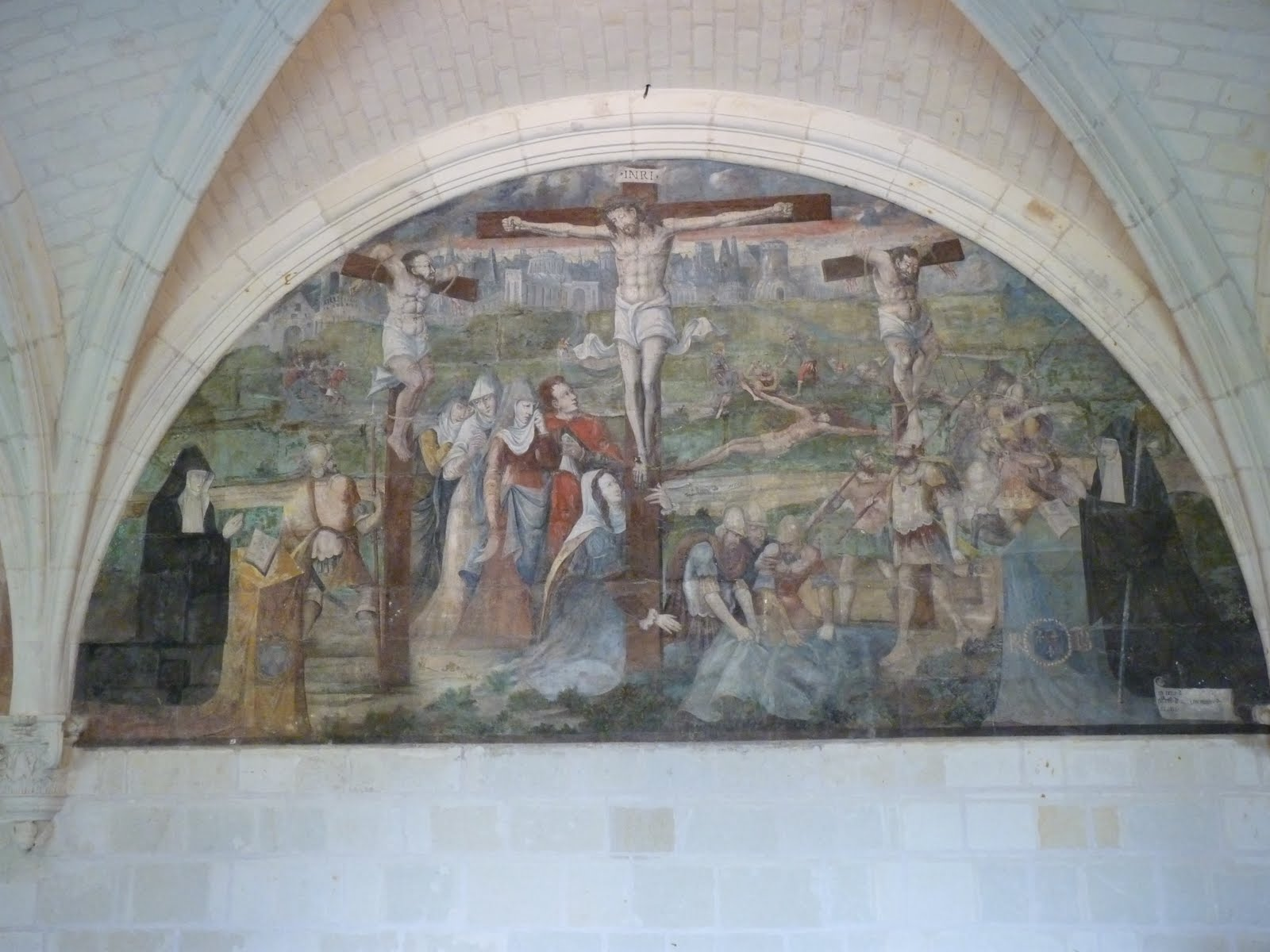
La Crucifixion. À gauche, Louise de Bourbon, à droite, Renée de Bourbon.
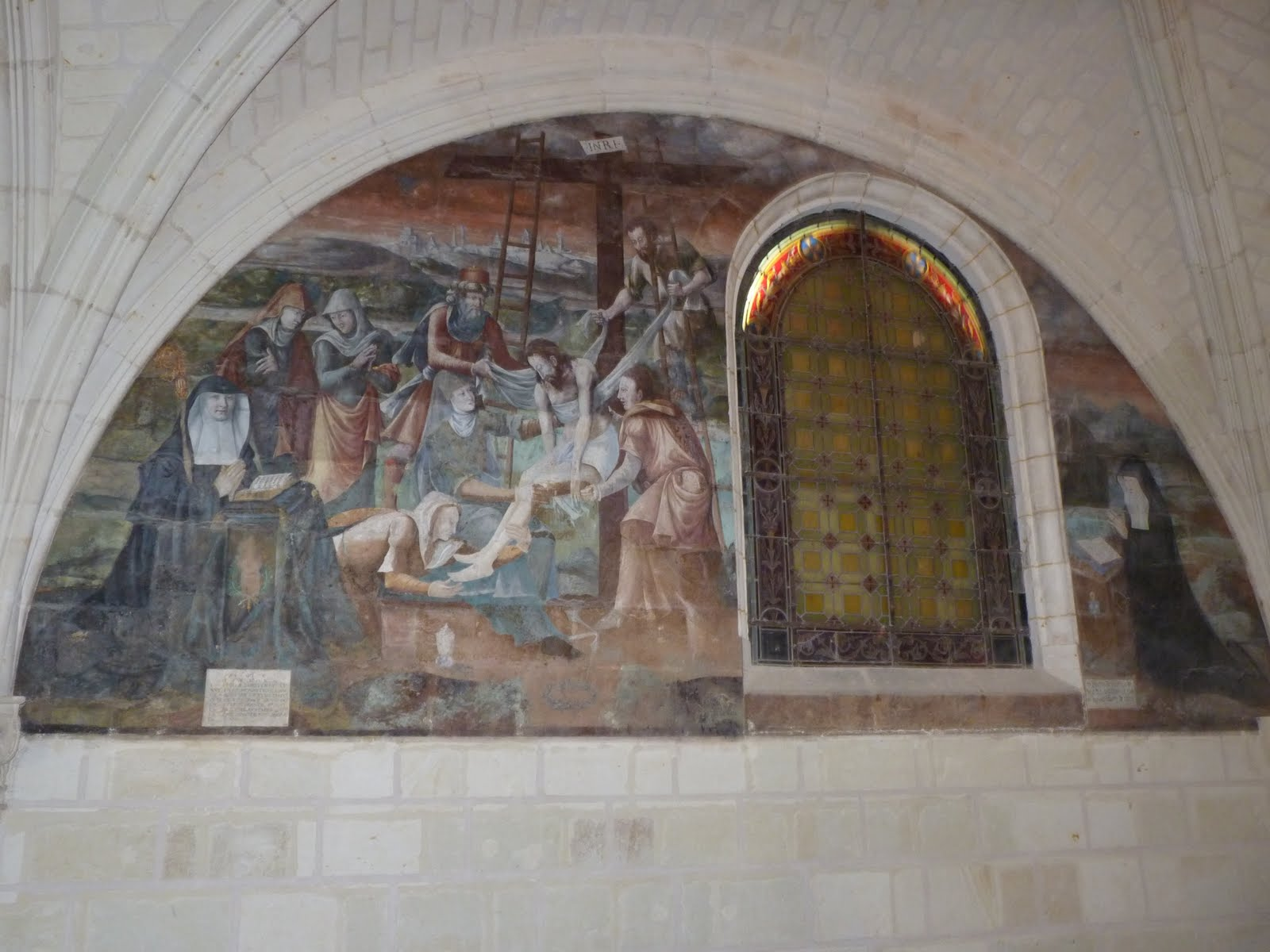
La déposition de la croix.
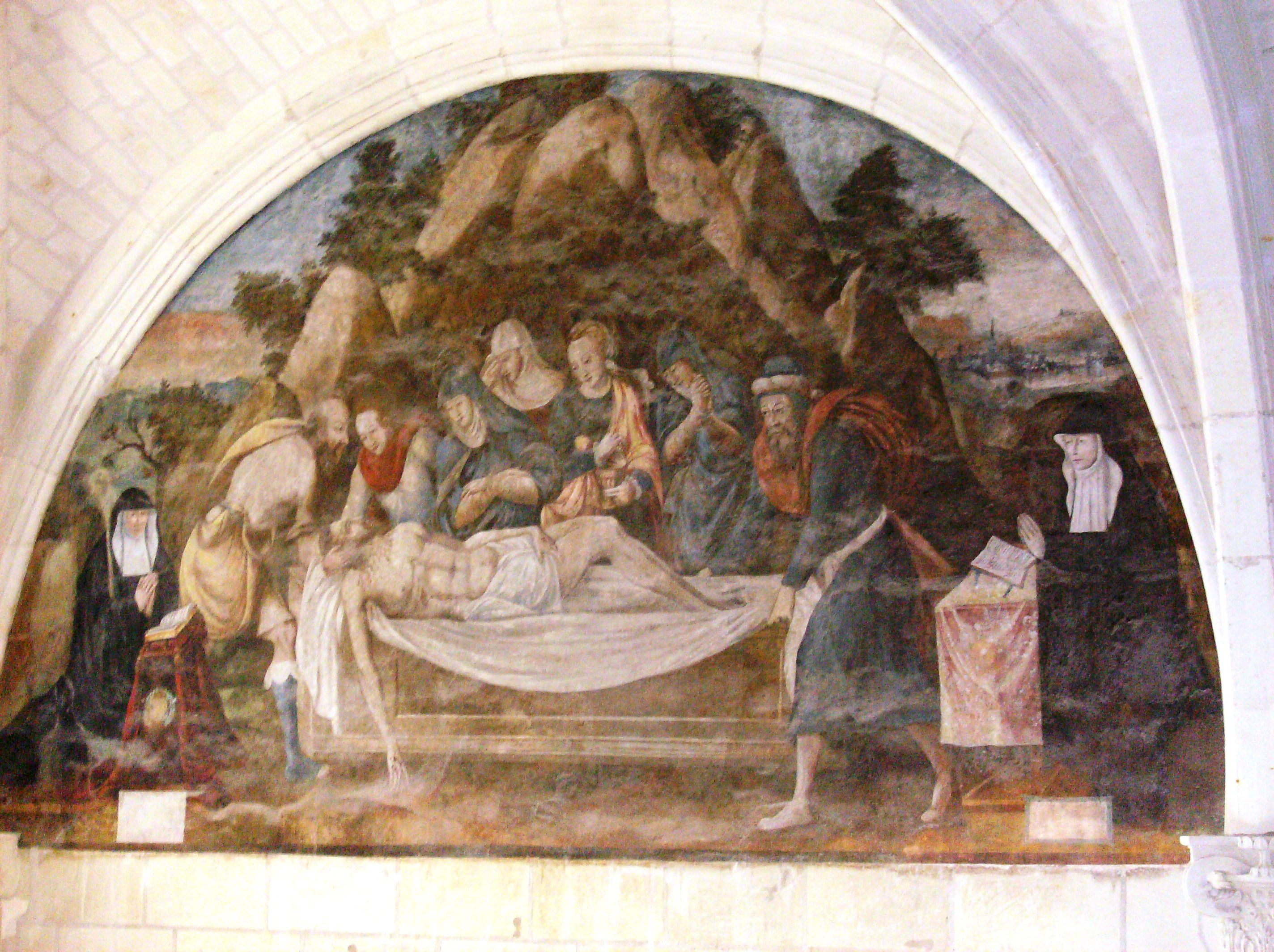
La mise au tombeau.
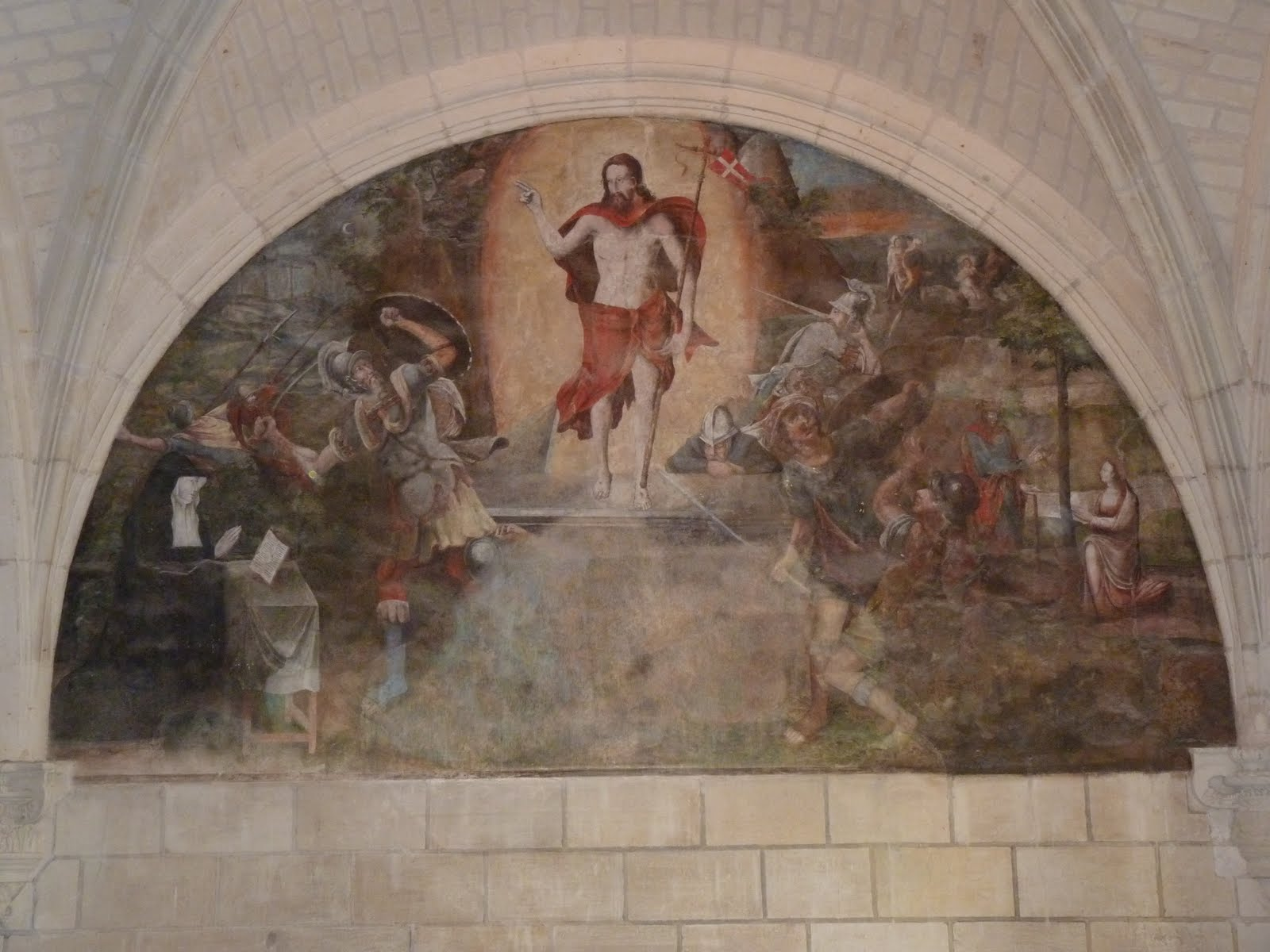
La Résurrection.
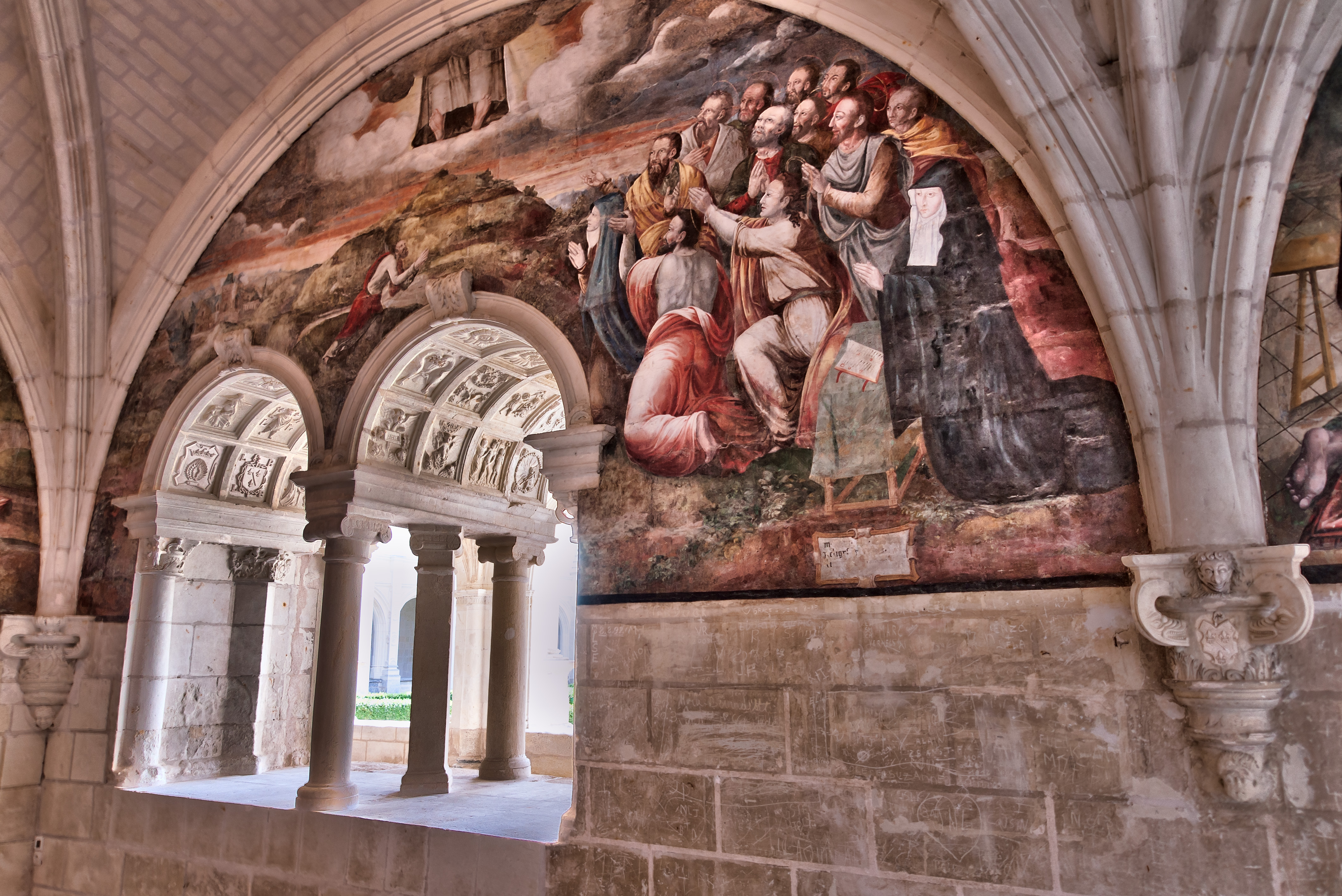
L'Ascension.
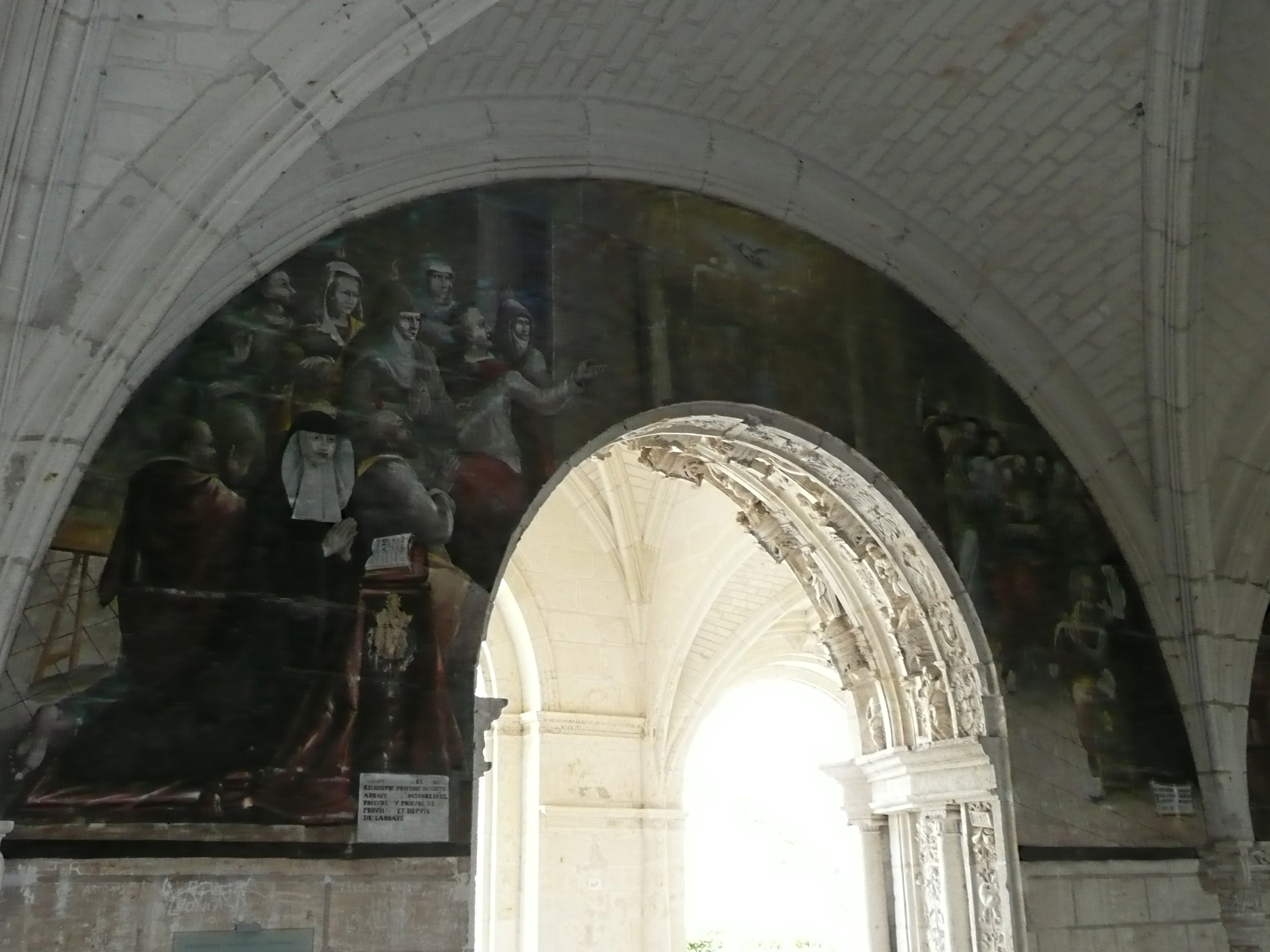
La Pentecôte.
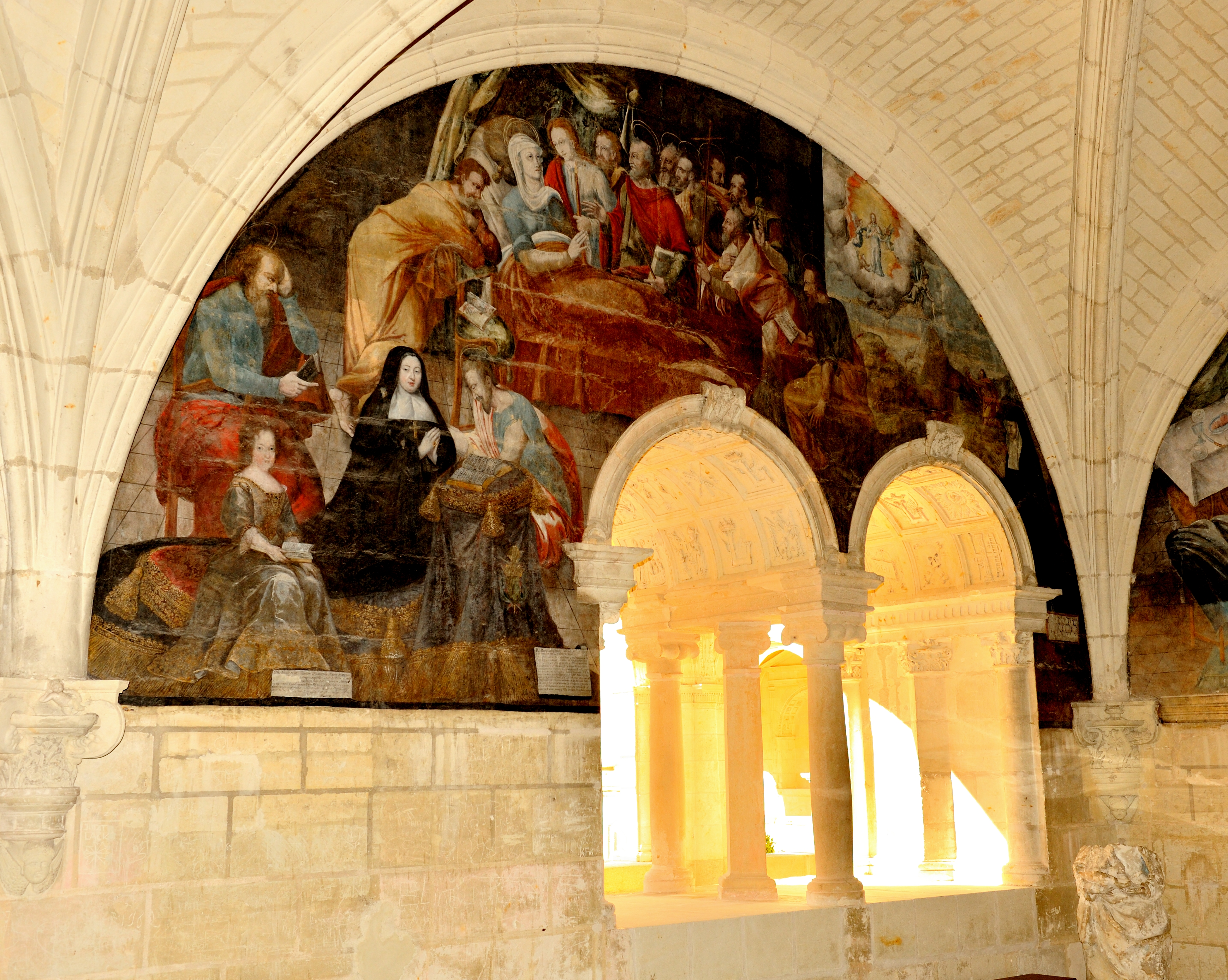
La dormition de la Vierge.

#### La cuisine

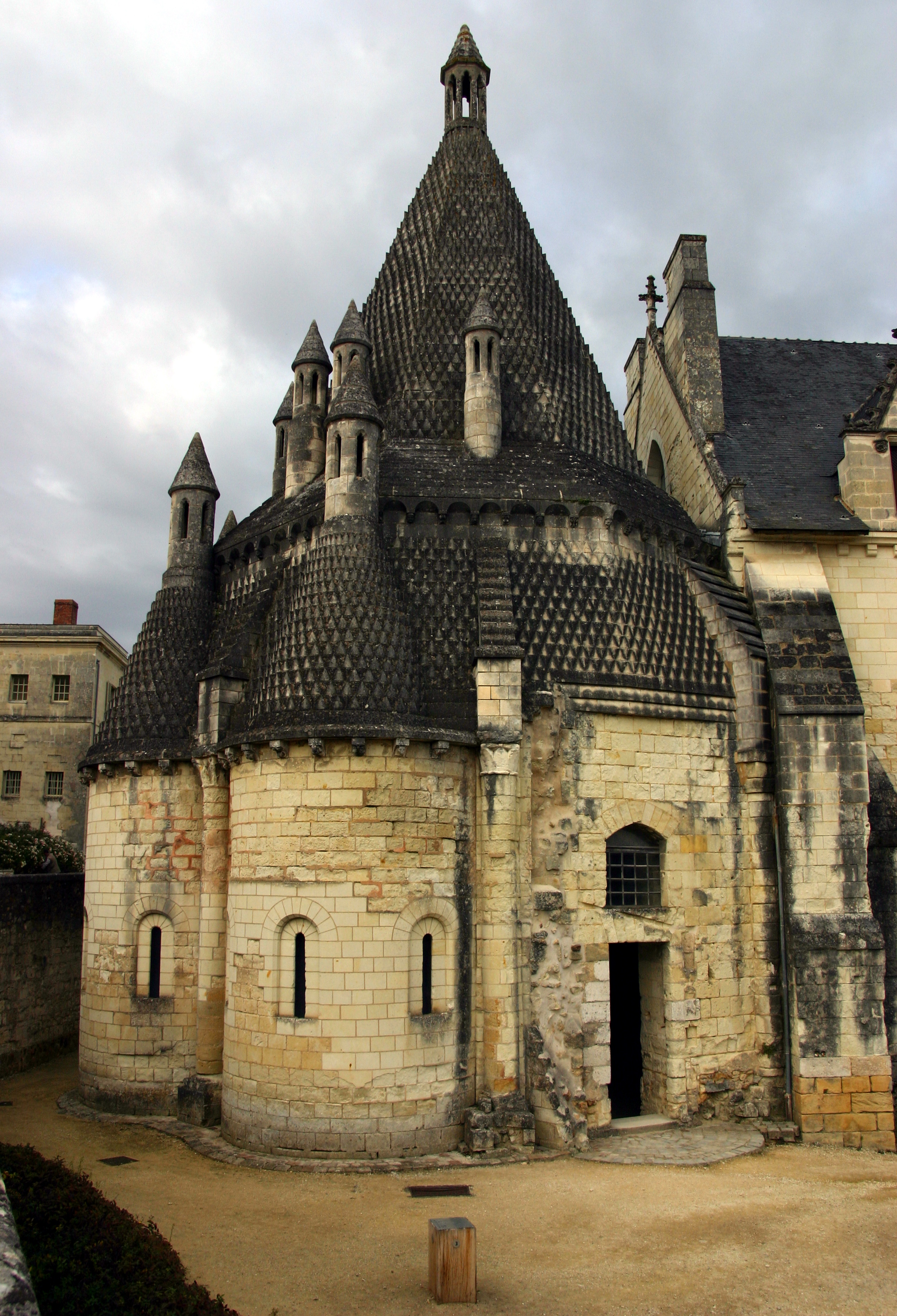
Vue extérieure du bâtiment.

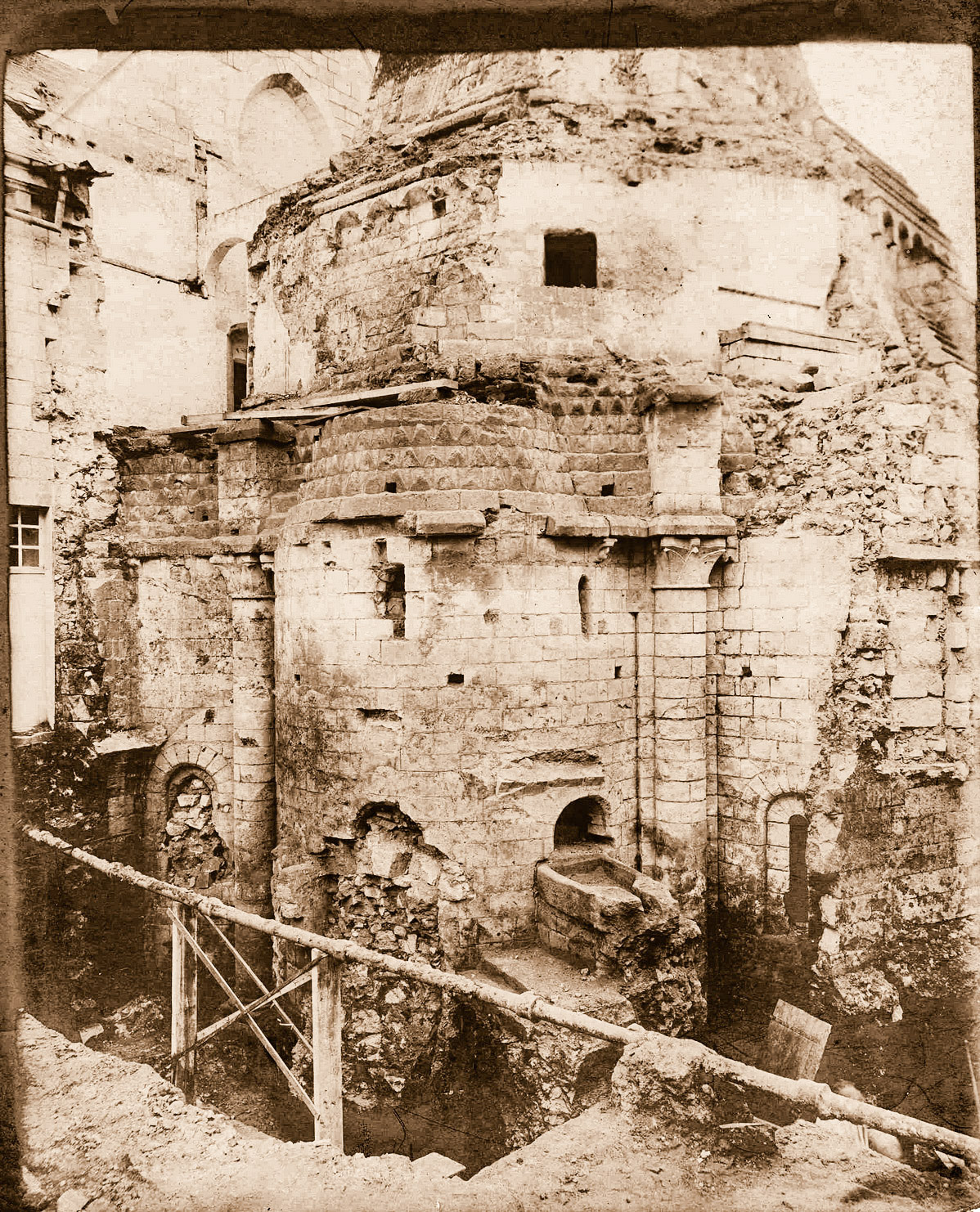
Dégagement de la cuisine en novembre 1902.

Le bâtiment a été construit entre 1160 et 1170, à l'angle sud-ouest du cloître, dans la continuation du réfectoire.
La cuisine contient huit absidioles, dont cinq sont encore conservées. Elle se fonde sur un carré s'élevant de chaque côté en arc légèrement brisé, complété par un octogone dont chaque angle est constitué d'une colonne engagée. Chaque côté de l'octogone accueille une absidiole, chacune ouverte de trois petites baies et hébergeant une hotte. Grâce à un système de trompes, le carré d'arc brisé soutient la cheminée centrale.
La destination exacte de la cuisine fait débat. Eugène Viollet-le-Duc propose, dans son Dictionnaire raisonné de l'architecture française, une théorie sur l'évacuation de la fumée par les différentes cheminées, partant du principe que chaque absidiole était utilisée comme foyer. L'historien de l'art Michel Melot propose comme hypothèse l'utilisation du bâtiment comme fumoir.

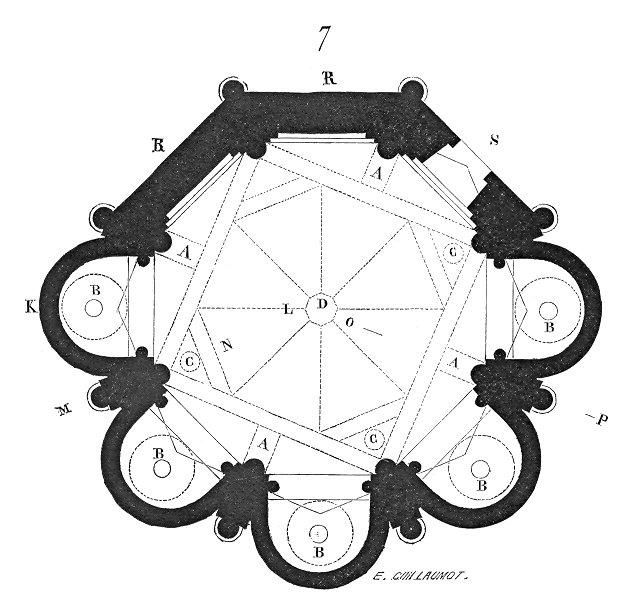
Plan intérieur de la cuisine, par Eugène Viollet-le-Duc.
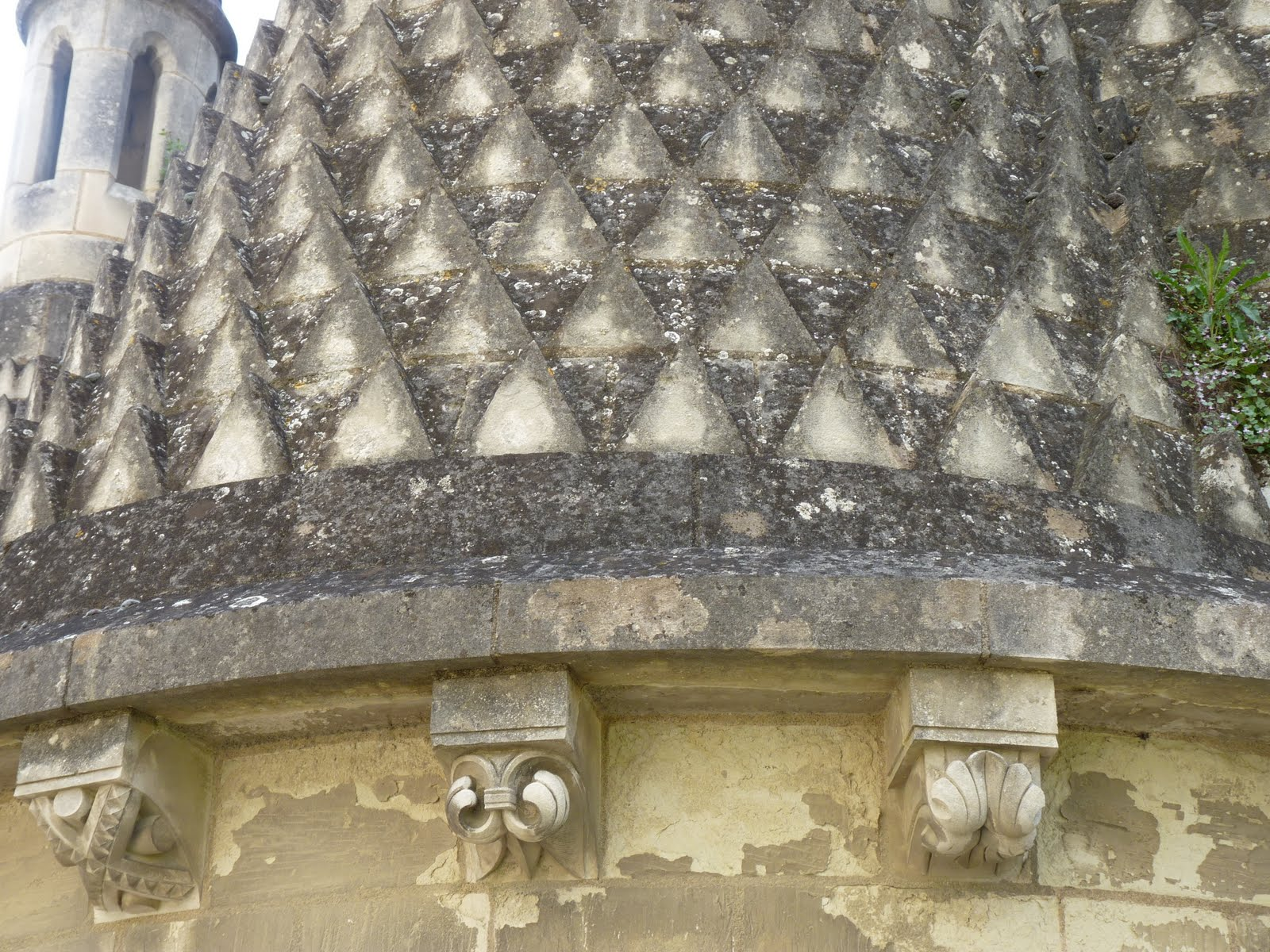
Détail de la couverture en écaille.
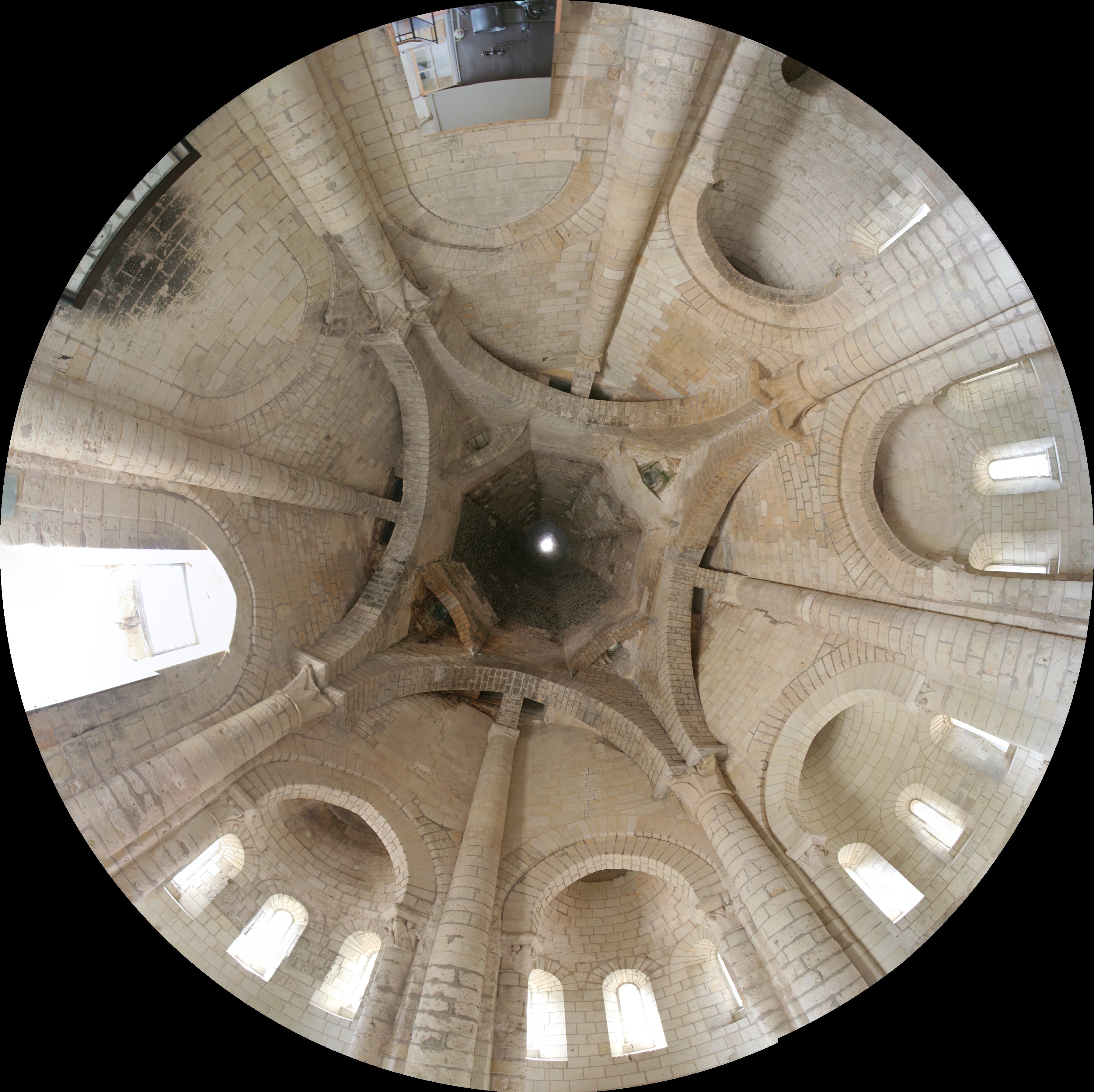
Vue de l'élévation intérieure.
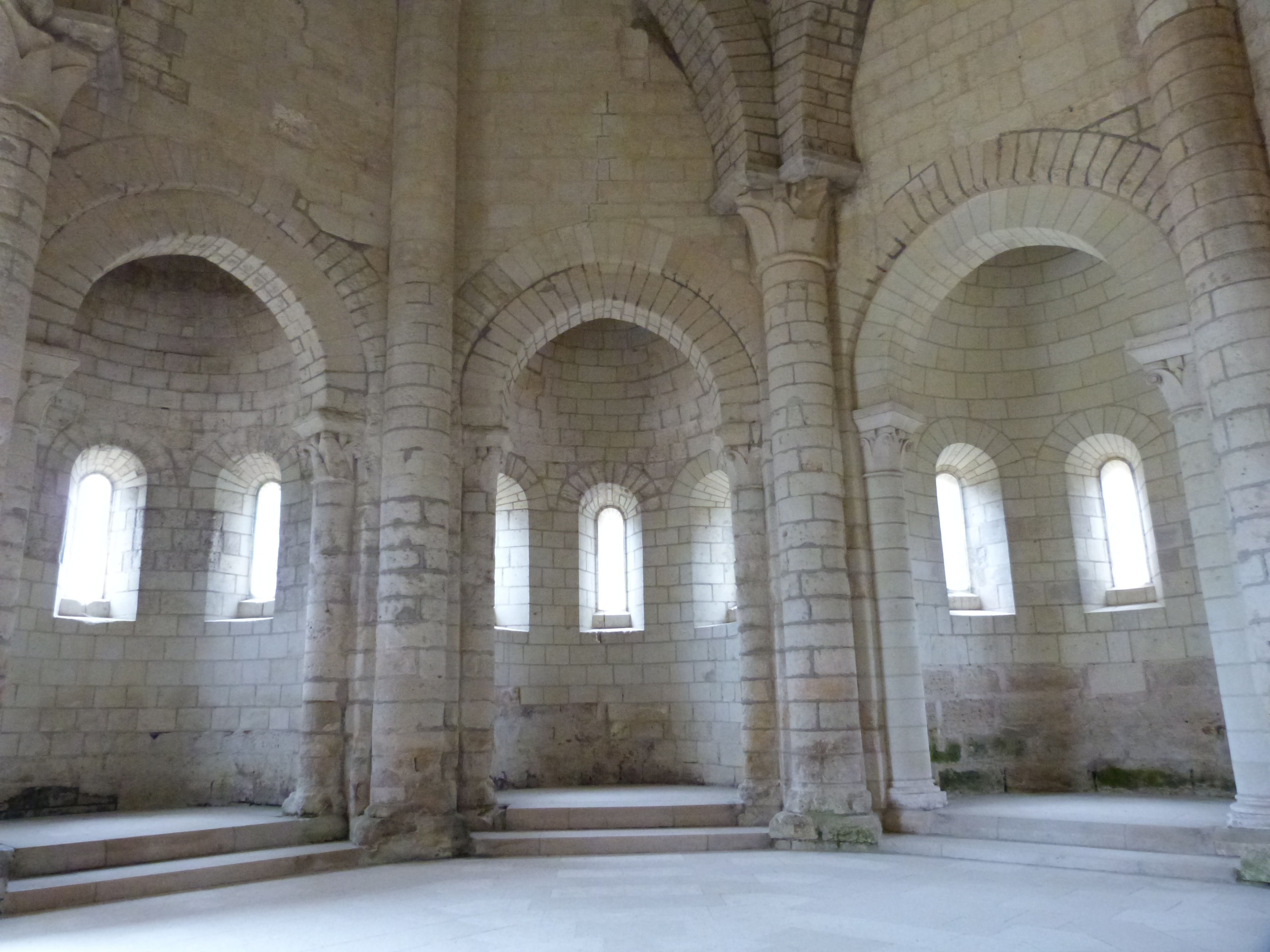
Vue intérieure.

### Le quartier Saint-Benoît

#### La chapelle Saint-Benoît
À l'est du Grand-Moûtier et légèrement en contrebas de celui-ci, prend place le quartier dit Saint-Benoît rappelant explicitement que les moniales fontevristes sont des bénédictines. Celui-ci pourrait être considéré comme leur monastère privé comme en témoigne la chapelle Saint-Benoît de style gothique angevin à la « nef non voûtée sans bas côté, éclairée par des baies en plein cintre » et dont le chœur subsiste toujours.
La chapelle Saint-Benoît date du XIIe siècle et fait alors office de chapelle à l'infirmerie. Elle est de style roman. Le chœur est par la suite allongé dans un style gothique. Sous l'abbatiat de la 30e abbesse Louise de Bourbon, la nef est séparée dans sa partie supérieure pour aménager l'appartement de Style renaissance de la grande prieure. Sous l'administration pénitentiaire, l'édifice est transformé en brasserie.

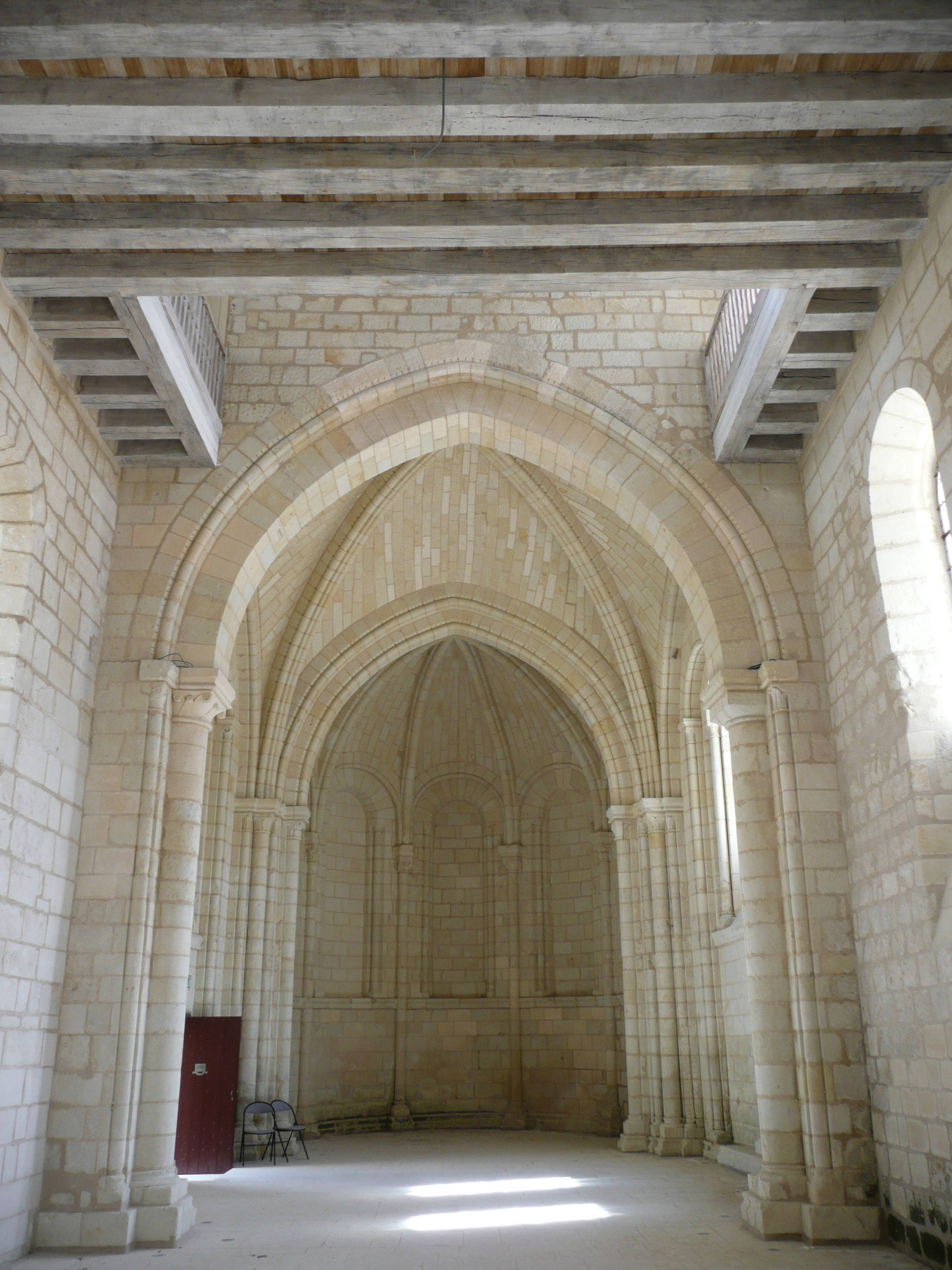
Intérieur de la chapelle Saint-Benoît.
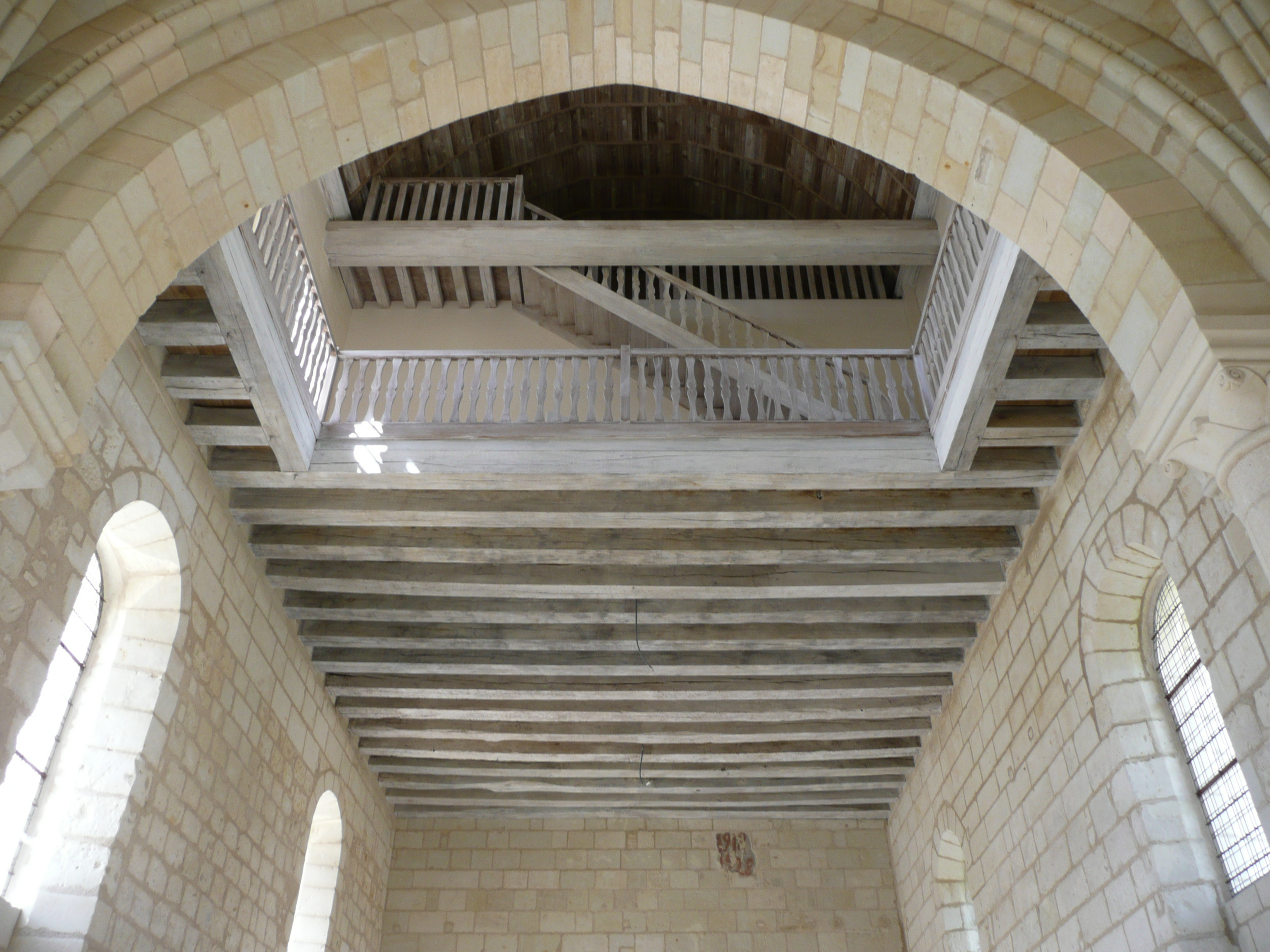
Appartement de la grande prieure restauré.

#### Les infirmeries Saint-Benoît

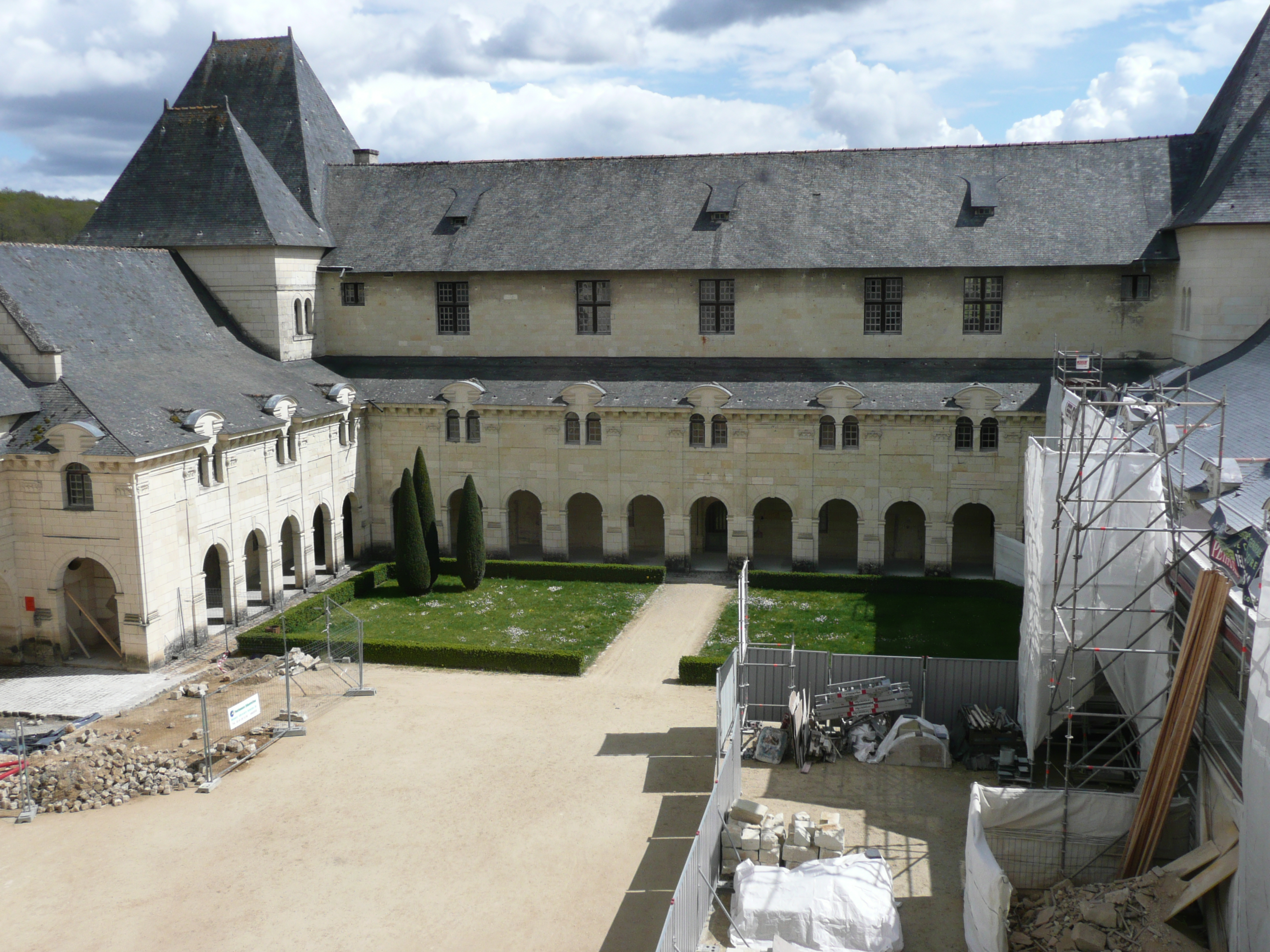
Les infirmeries.

Œuvre de la 31e abbesse Eléonore de Bourbon qui a reconstruit celle initialement bâties au XIIe siècle, elles servaient – comme leur nom l'indique – aux religieuses âgées ou malades.
Affectant la forme – mais non la fonction – d'un cloître, elles jouaient le rôle irremplaçable d'offres de soins à une communauté si nombreuse. C'est sans aucun doute pourquoi l'année 1580 voit commencer le chantier de reconstruction des Grandes infirmeries de la cour Saint-Benoît. Au centre de l'aile est de l'ensemble une petite salle longtemps dénommée salle des Morts, et qui était une chapelle abritait un Jugement dernier dont les restes épars retrouvés lors de fouilles conduites entre le chevet de l'église abbatiale et la chapelle Saint-Benoît ont été, après tentatives de restitution, transférés aujourd'hui dans le passage conduisant du Grand Moûtier aux infirmeries dans une pièce peut–être étrangement dénommée actuellement « Trésor »(et qui était l'ancien chauffoir).

### Prieuré Saint-Lazare

#### Les bâtiments du prieuré

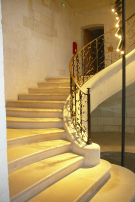
L'escalier d'honneur du prieuré Saint-Lazare.

Proche du Grand-Moûtier, le prieuré Saint-Lazare renfermait une communauté de religieuses chargée de l'encadrement des malades lépreux. Le prieuré est rebâti grâce aux dons d'Henri II Plantagenêt, et le début des travaux date de l'abbatiat de Mathilde d'Anjou (1149-1155), tante du roi. L'église du prieuré constitue un exemple architectural des premiers temps du gothique angevin.
Sous l'abbatiat de Louise de Bourbon (1534-1575), diverses interventions sont entreprises[Lesquelles ?]. Le XVIIIe siècle lui donne sa physionomie actuelle. À la fin de l'Ancien Régime, le prieuré ne sert plus que pour les sœurs malades ou convalescentes. Cette petite communauté jouit d'une certaine indépendance : « Une religieuse présidait à l'administration, ayant sous ses ordres quelques-unes de ses compagnes, de ses converses, des domestiques, sa cuisine, sa table, en un mot, tenant maison », comme en témoigne François-Yves Bernard, un contemporain. Le prieuré est transformé en infirmerie lors de la transformation de l'abbaye en centrale de détention.
Le prieuré au bel escalier à la rampe en fer forgé est aujourd'hui un hôtel-restaurant qui s'est inséré sans difficulté sous la conduite des architectes Patrick Jouin et Sanjit Manku dans les anciennes structures monastiques (chapelle, salle capitulaire, cloître, dortoir).

Bâtiments du prieuré
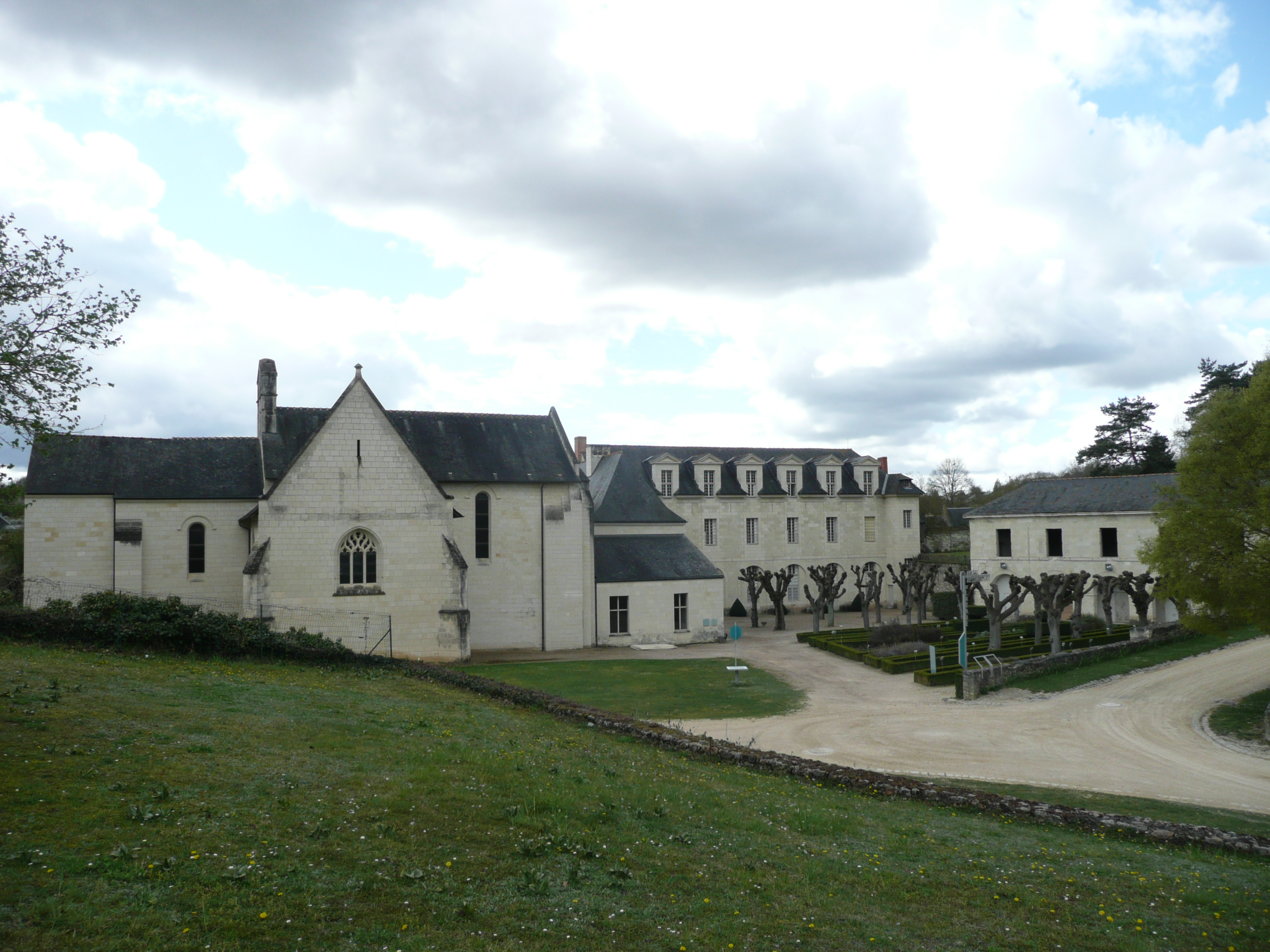
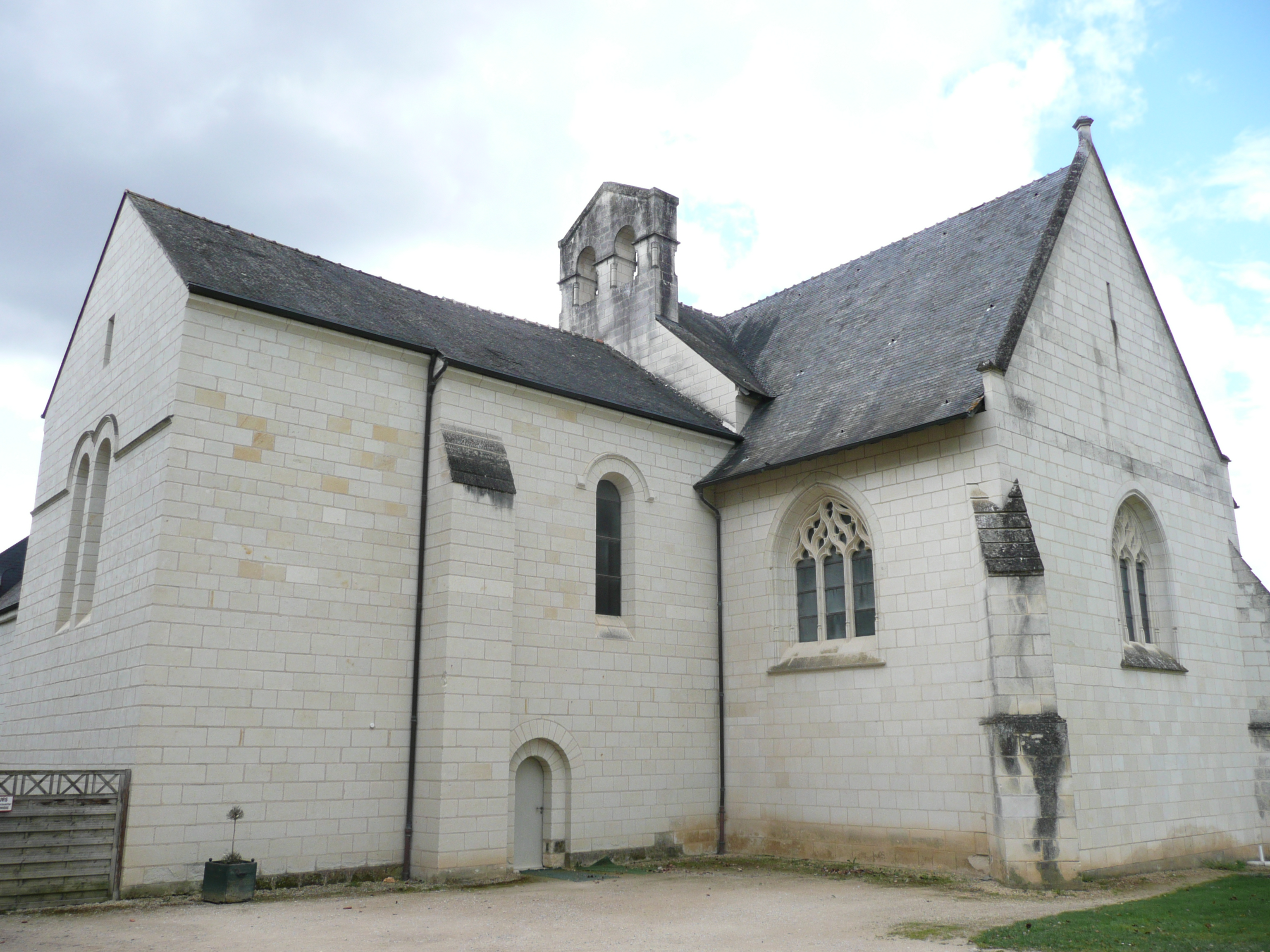

#### Le jardin et le pavillon dit du Liban
Seul le pavillon dit du Liban, petite construction à un étage, au rez-de-chaussée structuré par des arcatures est séparé du reste du prieuré et s'ouvre sur le jardin créé au XVIIIe siècle pour la culture des plantes médicinales.`

### Le prieuré Saint-Jean-de-l'Habit
Les bâtiments de Saint-Jean-de-l'Habit, bien que situés dans l'ensemble qualifié aujourd'hui d'abbaye royale, peuvent recevoir la qualification de Prieuré en application du raisonnement suivant : « Toute maison exige une direction et on peut parler de – prieuré- quand on rencontre un –prieur – ou une - prieure » dans les sources contemporaines de la fondation».

#### Situation du prieuré dans l'ensemble abbatial de Fontevraud-l'Abbaye
L'ensemble abbatial de Fontevraud-l'Abbaye unit en son sein sur environ 14 hectares conformément aux prescriptions de son fondateur Robert d'Arbrissel bâtiments monastiques affectés aux moniales que l'on connaît sous le nom de Grand Moutier et bâtiments monastiques accueillant les moines (prêtres et frères convers ou frères lais). Frères se consacrant aux travaux manuels et parfois de l'administration.
Une grande allée bordée d'ormeaux conduisait à ce prieuré sis au nord-est de l'enclos abbatial et dominant assez nettement l'abbaye ainsi qu'on le voit toujours aujourd'hui puisque le cimetière du bourg actuel a été implanté à l'emplacement de l'ancien prieuré.

#### L'église du prieuré
Cette église deux fois plus grande que celle servant au culte dans le prieuré de la Madeleine était orientée classiquement à l'est.
En revanche, elle était située au sud du cloître se différenciant ainsi de la disposition adoptée pour les autres monastères de Fontevraud.
Quant à son clocher, il a abrité jusqu'en décembre 1791 cinq cloches, époque à laquelle un charroi leur fit prendre la route de Saumur pour y être fondues.

#### Les autres bâtiments monastiques du prieuré
Voir le plan figurant à la fin de Daniel Prigent, « Leau à Fontevraud », Revue 303. Arts, Recherches et Créations. La revue des Pays de Loire,‎ 2000, p. 93.
Le plan du réseau des collecteurs alimentant en eau potable l'ensemble monastique vers la fin du XVIIIe siècle permet de situer tant les différents bâtiments de l'ensemble monastique fontevriste implanté au nord de l'église que, s'agissant du prieuré auquel ces lignes sont consacrés, l'emplacement de l'église, de la sacristie, du cloître, et des autres bâtiments monastiques.

#### Jean Lardier, un des prieurs bien connus du prieuré Saint-Jean-de-l'Habit
Jean Lardier est probablement le prieur- nommé en 1640- le plus connu du prieuré Saint-Jean-de-l'Habit grâce à ses travaux de médiatisation de l'ordre de Fontevraud. Nous avons même la chance d'en avoir une représentation sur le frontispice gravé par F. Poitty de la Règle de l'Ordre imprimée, en 1642, chez A. Vitray, à la demande de la 33e abbesse Jeanne-Baptiste de Bourbon, après qu'elle a mis fin au conflit avec les religieux.

#### La vue de l'église de Saint-Jean-de-l'Habit ruinée par les événements révolutionnaires
La gravure ancienne référencée ci-dessous donne une vue particulièrement romantique des ruines gothiques de Saint-Jean-de-l'Habit. L'on y aperçoit, au travers des arcades ogivales de la nef en voie de destruction, la silhouette de l'abbatiale Sainte-Marie de Fontevrault, dans son état vers 1815.

### Prieuré de la Madeleine
Les bâtiments de la Madeleine bien que situés dans l'ensemble qualifié aujourd'hui d'abbaye royale de Fontevraud peuvent recevoir la qualification de prieuré en application du raisonnement suivant : « Toute maison exige une direction et on peut parler de – prieuré- quant on rencontre un –prieur – ou une - prieure dans les sources contemporaines de la fondation». Le prieuré de Sainte-Marie-Madeleine était occupé par les « veuves et continentes », c'est-à-dire par celles qui avaient de facto renoncé à leur statut de femme mariée.

#### Le site du prieuré de la Madeleine
Géographiquement le prieuré de la Madeleine était situé dans la clôture principale, qui englobait aussi le Grand-Moutier, Saint-Benoît (les infirmeries) et Saint-Lazare, mais non pas Saint-Jean-de-l'Habit. Pour plus de précision, ajoutons que le prieuré de la Madeleine est intercalé entre Saint-Jean-de-l'Habit et le cimetière du Grand-Moutier.

#### Aperçu sur l'histoire des constructions de la Madeleine
Le décret du 8 octobre 1804 transforme l'ancienne abbaye en maison centrale ; elle restera affectée à l'administration pénitentiaire jusqu'en 1963. De ce fait, l'histoire de la construction des bâtiments du prieuré est encore fortement lacunaire.
Pendant l'époque carcérale, « les bâtiments de la Madeleine sont notamment utilisés comme boulangerie, et comme buanderie, en lien avec les lavoirs établis sur la fontaine Saint-Robert. » La dénomination fontaine Saint-Robert existe déjà en 1426.
La démolition des anciennes structures pénitentiaires n'est pas encore achevée en 2020. Le diable portant pierre, il se trouve que l'installation d'un pénitencier en ces lieux a également protégé certaines des constructions anciennes à raison des importants travaux de remblaiement préalablement à l'implantation des bâtiments pénitentiaires.

#### L'église du prieuré
La longueur totale de l'église est estimée à une trentaine de mètres pour 7,80 mètres de largeur. La majeure partie des documents d'archives amène à conclure « que nous soyons en présence d'une abside unique avec deux à quatre contreforts externes »,. Quant au chœur, il a été détruit au début du XIXe siècle. Les prêtres y pénétraient par une petite porte ouvrant au Nord vers l'extérieur de la clôture.

#### Le cloître
Vers 1489, la construction du cloître de la Magdeleine (orthographe sans doute plus ancienne que celle contemporaine de Madeleine) probablement à quatre galeries est due à Guillaume Bailleul, prieur de Saint-Jean-de-l'Habit. Les fouilles contemporaines dont les résultats ont été présentées le samedi 8 juin 2013 ont heureusement permis de mettre en lumière le côté du cloître dans lequel ont été retrouvées les deux baies éclairant la salle capitulaire ainsi que la porte à l'arcature romane y donnant accès. « Dans la salle capitulaire, l'état primitif capitulaire, l'état primitif avec le système de piliers centraux a pu être mis au jour partiellement. »

#### Les bâtiments conventuels
« D'après le dessin de 1699, en façade orientale le premier étage est éclairé par au moins cinq fenêtre disposition qui évoque un dortoir. Sur le plan réalisé vers 1750 figure également l'escalier des Matines. Il empiéterait sur l'espace de la salle du Chapitre pour relier directement l'étage à la nef de l'église » pour permettre plus commodément aux moniales d'assister à l' office des matines célébré alors que le jour pouvait n'être pas encore levé.

### Aux alentours de la clôture

#### La secraitainerie ou segraitainerie
Bien que d'emploi peu fréquent, ce terme se retrouve pourtant ailleurs. Le bouleversement du parcellaire de l'abbaye royale à la suite de la Révolution française a fait que ce bâtiment, où étaient autrefois logés les sacristains de l'abbaye, ne se trouve plus aujourd'hui dans la clôture de l'abbaye. C'est pourtant l'un des bâtiments qui abrite des éléments parmi les plus anciens de Fontevraud-l'Abbaye.
« Principal vestige (avec la maison du 31, rue Saint-Jean-de-l'Habit) des bâtiments qui formèrent le complexe de la Secrétainerie, compris au sein des dépendances de l'abbaye de Fontevraud, cet édifice conserve, dans un état très dégradé une courte partie de la galerie de la fin du XVIe ou du tout début du XVIIe siècle qui en bordait la cour intérieure. » À noter aussi dans le sous-sol une porte à couvrement en arc brisé et chanfreiné.

#### La boucherie

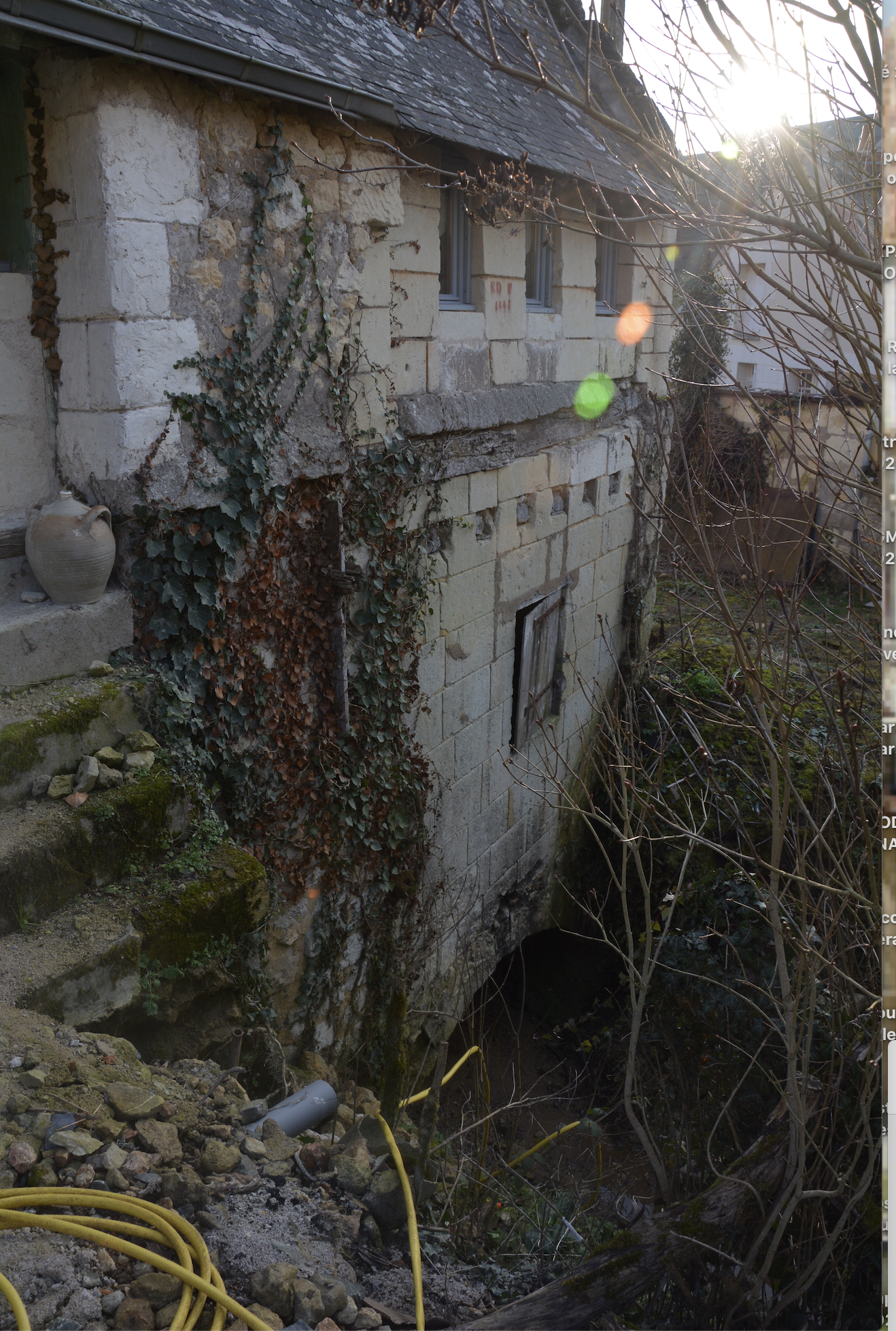
Sous la boucherie, l'arceau évacuant les effluents de l'activité.

Pour subvenir à ses besoins, l'abbaye construit des bâtiments nécessaires à la vie de tous les jours tant des moniales et moines que des visiteurs et pèlerins. La boucherie, que tous les documents de l'époque abbatiale désignent ainsi, semble dater du XVIe siècle. Elle est située sur l'ancien chemin — pavé en 1634 — qui mène à l'abbaye, au bord du ruisseau venant de la source Saint-Robert (dans l'enceinte de l'abbaye) ; cette situation s'est imposée par la nécessité d'évacuer les eaux usées après l'abattage du bétail. Construit, sans doute en 1565 ou peu de temps après, l'édifice qui relève des dépendances de l'ensemble monastique reste affecté à la fonction de boucherie de l'abbaye jusqu'à la fin de l'Ancien Régime.
Le bâtiment correspond très vraisemblablement à la mention d'un acte résumé en 1649 par dom Jean Lardier dans l'un des volumes de son Thrésor de l'ordre de Font-Evraud, lorsqu'il indique qu'en 1565 l'abbesse Louise de Bourbon « ordonne sur la remonstrance à elle faicte de faire bastir […] une boucherie. » La boucherie figure sur le plan de 1740.
Dans la première moitié du XVIIIe siècle surviennent des modifications d'accès et un agrandissement du bâtiment principal. Saisi comme bien national, il fait partie des bâtiments estimés en novembre 1790 pour être mis en vente en enchères publiques en 1791. Il est estimé à 20 livres compte tenu de l'état de délabrement : la boucherie avec sa chambre à cheminée, le grenier pour étendre les peaux, écurie, grange, caves dans le roc, puits, etc. L'ensemble est clos de murs.

#### Le régime alimentaire de l'abbaye
À cause du jeûne prescrit par les premiers statuts de l'ordre, où l'esprit de mortification est imposé aux moniales et aux moines en ce qui concerne la nourriture, certains aliments comme la viande sont supprimés et le poisson, symbole chrétien, devient une denrée consommée en abondance, spécialement durant le Carême et la période de l'Avent. Bien entendu pendant ces périodes, on varie les espèces à l'abbaye.
Robert d'Arbrissel interdit aux siens de consommer de la viande, du moins pour les sœurs. Chaque moniale doit aimer la chasteté du corps et la chasteté de l'âme. La chasteté du corps ne peut s'obtenir qu'en rejetant ses désirs : ne pas s'adonner au vin, ne pas être un grand mangeur et aimer le jeûne. Ces interdictions s'appliquent aussi aux malades. On note déjà le très rapide oubli de l'interdiction de consommer de la viande dans les statuts de 1115.
- Jours de jeûne :
  - tous les lundis et mercredis,
  - depuis la Septuagésime[Note 9] à la Quinquagésime[Note 10],
  - depuis l'Ascension jusqu'à la Pentecôte,
  - tous les jours pendant la période de l'Avent,
  - depuis la Quinquagésime jusqu'à Pâques.

Au XVIIe siècle, les religieuses peuvent manger deux sortes de viande, bœuf, mouton, veau, porc et beaucoup de volailles. À l'abbaye, on consomme aussi des légumes et des fruits, pois blancs, lentilles, choux, oignons, asperges provenant des domaines fontevristes. On n'oublie pas les petits plus : les oranges de Chine, des citrons confits et du vin d'Espagne, du chocolat, café et thé… Les visiteurs sont aussi accablés « de politesse, de compliments, de boîtes de bonbons et de confitures sèches ».

« Le B.P.S. Benoît dit à ses frères ce que nous vous disons aussi, que c'est assez pour la réfection de chaque jour de donner aux sœurs deux sortes de viandes cuites, tant les jours de jeûne, qu'en ceux qui ne le sont pas, pour raison des infirmités de plusieurs, afin que s'il s'en trouve d'aventure quelqu'une qui ne puisse manger de l'un, elle fasse la réfection de l'autre. C'est donc assez de donner aux Sœurs qui sont saines deux sortes de viandes et s'il y a des raisins, de nouveaux fruits, ou des légumes, que cela soit ajouté pour une troisième si l'en est besoin, etc. »

— Règle de Jeanne-Baptiste de Bourbon, 1642, de la mesure des viandes, p. 174
En 1672, Gabrielle de Rochechouart dénonce un relâchement. Le R.P. Chesneau, dans son Traité de l'obligation aux observances régulières, prône que la règle soit respectée lorsque les moines et les moniales seront fidèles à observer les jeûnes.

#### Chapelle Notre-Dame-de-Pitié de Fontevraud-l'Abbaye
Ce majestueux ex-voto de pierres, sis 56 rue de l'Hermitage, érigé en 1579 par les « officiers de l'Abbesse » témoigne de la reconnaissance des habitants de l'abbaye protégés tant d'une grande famine que d'une épidémie de peste qui la suivit. Un fronton triangulaire brisé en sa partie supérieure des armes d'Éléonore de Bourbon, 29e abbesse (1575-1611) de l'ordre rappelle qui gouvernait alors l'abbaye,.

## Tourisme

### Administration
Le Centre des monuments nationaux a assuré l'exploitation touristique du site jusqu'en 2010, date à laquelle le conseil régional des Pays de la Loire crée la société publique régionale de l'abbaye royale de Fontevraud (SOPRAF). À partir de 2010, le site est géré par un GIE comprenant notamment la SOPRAF et l'association Centre culturel de l'Ouest (CCO), créée en 1975.
Le CCO, présidé, de septembre 2005 à juin 2016, par Jacques Auxiette, et, depuis le 25 juin 2016, par Bruno Retailleau, est placé, depuis le 1er février 2020, sous la direction de Martin Morillon,,,.
L'administration du site est gérée par une quarantaine d'employés remplissant les missions de la SOPRAF. Plus d'un quart des employés sont liés à des missions en lien avec la culture et le patrimoine, et près d'un autre quart s'occupe de l'administration du site. L'accueil du public emploie 16 % des effectifs.

### Fréquentation
| 1997    | 1998    | 1999    | 2000    | 2001    | 2002    | 2003    | 2004    |
| ------- | ------- | ------- | ------- | ------- | ------- | ------- | ------- |
| 168 253 | 167 325 | 162 060 | 159 080 | 203 765 | 174 089 | 169 331 | 173 854 |

| 2005    | 2006    | 2007    | 2008    | 2009    | 2010    | 2011    | 2012    |
| ------- | ------- | ------- | ------- | ------- | ------- | ------- | ------- |
| 163 339 | 160 184 | 170 356 | 166 001 | 169 984 | 193 164 | 185 000 | 168 000 |

| 2020    | 2021    | 2022    | - | - | - | - | - |
| ------- | ------- | ------- | - | - | - | - | - |
| 187 900 | 196 100 | 314 000 | - | - | - | - | - |

## L'abbaye de Fontevraud dans la culture contemporaine

### Dans la littérature
Dans son ouvrage Miracle de la rose paru en 1946, l'écrivain Jean Genet, qui fut interné non loin, dans la Colonie agricole et pénitentiaire de Mettray décrit la prison centrale de Fontevraud :

« De toutes les centrales de France, Fontevrault est la plus troublante. C'est elle qui m'a donné la plus forte impression de détresse et de désolation, et je sais que les détenus qui ont connu d'autres prisons ont éprouvé, à l'entendre nommer même, une émotion, une souffrance, comparables aux miennes. »

### Dans le cinéma et l'audiovisuel
- La prison de Fontevraud a servi de décor au film La Cage aux rossignols.
- En 2011, le clip de F.U.Y.A. du groupe C2C (album Tetr4) a été réalisé en stop motion par Francis Cutter à l'abbaye[199].
- En 2015, une équipe de l'émission Secrets d'Histoire a tourné plusieurs séquences à l'abbaye dans le cadre d'un numéro consacré à Aliénor d'Aquitaine, intitulé Aliénor d'Aquitaine, une rebelle au Moyen Âge diffusé le 11 août 2015 sur France 2[200].